# Kinh tế Hoa Kỳ
Kinh tế Hoa Kỳ (Mỹ) là một nền kinh tế tư bản chủ nghĩa hỗn hợp với kỹ nghệ, mức độ công nghiệp hóa và trình độ phát triển rất cao. Đây không chỉ là một nền kinh tế phát triển mà còn là nền kinh tế lớn nhất trên thế giới tính theo giá trị GDP danh nghĩa (Nominal) và lớn thứ hai thế giới tính theo ngang giá sức mua (PPP). Mỹ có GDP bình quân đầu người đứng thứ 7 thế giới tính theo giá trị danh nghĩa và thứ 11 thế giới tính theo PPP năm 2016. Đồng đô la Mỹ (USD) là đồng tiền được sử dụng nhiều nhất trong các giao dịch quốc tế và là đồng tiền dự trữ phổ biến nhất thế giới, được bảo đảm bằng nền khoa học công nghệ tiên tiến, quân sự vượt trội, niềm tin vào khả năng trả nợ của chính phủ Mỹ, vai trò trung tâm của Hoa Kỳ trong hệ thống các tổ chức toàn cầu kể từ sau Chiến tranh thế giới thứ 2 (WWII) và hệ thống đô la dầu mỏ (Petrodollar System). Một vài quốc gia sử dụng đồng đô la Mỹ là đồng tiền hợp pháp chính thức, và nhiều quốc gia khác coi nó như đồng tiền thứ hai phổ biến nhất (de facto currency). Những đối tác thương mại lớn nhất của Hoa Kỳ bao gồm: Trung Quốc, Canada, Mexico, Nhật Bản, Đức, Hàn Quốc, Anh Quốc, Pháp, Ấn Độ và Đài Loan.
Nền kinh tế Hoa Kỳ phát triển nhờ nguồn tài nguyên thiên nhiên giàu có, hệ thống cơ sở hạ tầng phát triển đồng bộ và năng suất lao động cao. Giá trị nguồn tài nguyên thiên nhiên đứng cao thứ hai thế giới, ước đạt 45 nghìn tỷ đô la năm 2016. Người Mỹ có mức thu nhập hộ gia đình và mức tiền công trung bình cao nhất trong khối các quốc gia thuộc Tổ chức Hợp tác và phát triển kinh tế (OECD), và đứng thứ 4 về mức thu nhập bình quân năm 2010, giảm 2 bậc so với mức cao nhất năm 2007. Hoa Kỳ cũng có nền kinh tế quốc dân lớn nhất thế giới (không bao gồm vùng thuộc địa) kể từ những năm 1890. Hoa Kỳ là nhà sản xuất dầu mỏ và khí gas lớn thứ 3 thế giới. Trong năm 2016, Mỹ là quốc gia có kim ngạch thương mại lớn nhất, cũng như là nhà sản xuất hàng hoá lớn thứ 2 toàn cầu, đóng góp vào một phần năm tổng sản lượng thế giới. Nước Mỹ không chỉ có nền kinh tế lớn nhất, mà còn có sản lượng công nghiệp lớn nhất theo báo cáo Diễn đàn thương mại và phát triển (UNCTAD). Nước Mỹ không chỉ có thị trường nội địa lớn nhất cho các loại hàng hoá, mà còn chiếm vị trí tuyệt đối trong thị trường dịch vụ. Tổng giao dịch thương mại đạt 4,92 nghìn tỷ đô la năm 2016. Trong tổng số 500 công ty lớn nhất thế giới, có 134 công ty đặt trụ sở tại Hoa Kỳ.
Hoa Kỳ là một trong những thị trường tài chính lớn nhất và ảnh hưởng nhất trên toàn cầu. Thị trường chứng khoán New York (NYSE) hiện là thị trường chứng khoán có mức vốn hoá lớn nhất. Các khoản đầu tư nước ngoài tại Mỹ đạt 2,4 nghìn tỷ đô la, trong khi những khoản đầu tư của Mỹ ra nước ngoài vượt 3,3 nghìn tỷ đô la. Nền kinh tế Mỹ luôn dẫn đầu trong các khoản đầu tư trực tiếp và tài trợ cho nghiên cứu và phát triển. Chi tiêu tiêu dùng chiếm 71% GDP năm 2013. Hoa Kỳ có thị trường tiêu dùng lớn nhất thế giới, với chi tiêu trung bình hộ gia đình lớn gấp 5 lần tại Nhật Bản. Thị trường lao động Mỹ đã thu hút người nhập cư từ khắp nơi trên thế giới và tỷ lệ nhập cư ròng tại đây luôn nằm trong mức cao nhất thế giới. Hoa Kỳ nằm trong bảng xếp hạng một trong các quốc gia có nền kinh tế cạnh tranh và hoạt động hiệu quả nhất theo các báo cáo của Ease of Doing Business, Báo cáo cạnh tranh toàn cầu và các báo cáo khác.
Nền kinh tế Hoa Kỳ đã trải qua đợt suy thoái theo sau khủng hoảng tài chính năm 2007-08, với sản lượng năm 2013 vẫn dưới mức tiềm năng theo báo cáo cơ quan ngân sách quốc hội. Tuy nhiên nền kinh tế đã bắt đầu hồi phục từ nửa sau năm 2009, và tới tháng 10 năm 2017, tỷ lệ thất nghiệp đã giảm từ mức cao 10% xuống còn 4,1%. Vào tháng 12 năm 2014, tỷ lệ nợ công đã chiếm hơn 100% GDP. Tổng tài sản có tài chính nội địa đạt tổng 131 nghìn tỷ đô la và tổng nợ tài chính nội địa là 106 nghìn tỷ đô la.

## Lịch sử

### Thời kỳ thuộc địa và thế kỷ 18
Lịch sử kinh tế Hoa Kỳ bắt đầu từ giai đoạn di dân và định cư của người Anh dọc trên bờ biển phía đông nước Mỹ ngày nay trong thế kỷ 17 và 18. Cuộc di dân và định cư này hình thành nên các thuộc địa của Anh ở Mỹ hay còn được gọi là Mười ba thuộc địa, các thuộc địa này đã dành được độc lập từ tay Đế quốc Anh vào cuối thế kỷ 18 và nhanh chóng phát triển từ nền kinh tế thuộc địa sang nền kinh tế tập trung vào sản xuất nông nghiệp.

### Thế kỷ 19

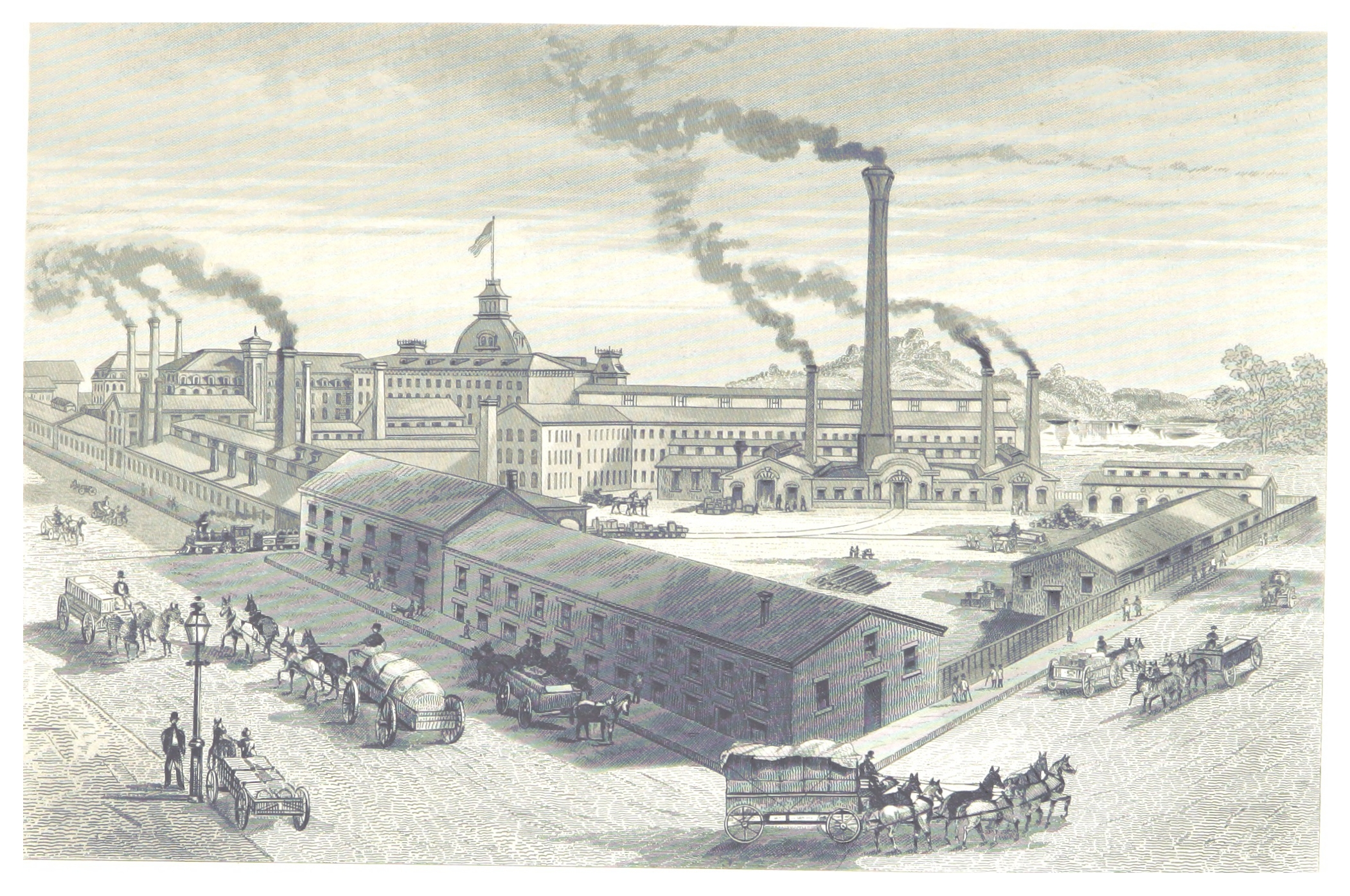
Công ty sản xuất và chế tạo Washburn và Moen ở Worcester, Massachusetts, 1876

Trong 180 năm, nền kinh tế Mỹ đã phát triển thành một nền kinh tế công nghiệp hoá hợp nhất với quy mô khổng lồ, chiếm tới một phần năm sản lượng nền kinh tế toàn cầu. Kết quả là mức thu nhập GDP bình quân đầu người trước kia thấp hơn nay đã vượt qua Anh Quốc cũng như các quốc gia khác. Nhờ chính sách duy trì mức trả tiền công rất cao giúp nền kinh tế thu hút được hàng triệu người nhập cư từ khắp nơi trên thế giới.
Trong những thập niên đầu 1800, nước Mỹ chủ yếu canh tác nông nghiệp với hơn 80% dân số làm nông. Hầu hết các lĩnh vực sản xuất mới ở giai đoạn đầu của sơ chế nguyên liệu thô với các sản phẩm từ gỗ, dệt may, làm giầy dép. Nguồn tài nguyên thiên nhiên phong phú đã đóng góp vào tốc độ tăng trưởng và mở rộng kinh tế nhanh chóng trong suốt thế kỷ 19. Những vùng đất rộng lớn trù phú giúp nông dân tiếp tục mở rộng sản xuất canh tác, nhưng các lĩnh vực như sản xuất công nghiệp, dịch vụ, vận tải và lĩnh vực khác cũng đã phát triển với tốc độ cao hơn nhiều. Vì thế mà đến năm 1860 tỷ lệ dân số làm nông nghiệp tại Mỹ đã giảm từ 80% xuống còn xấp xỉ 50%.
Trong thế kỷ 19, những đợt suy thoái kinh tế thường diễn ra tiếp sau các cuộc khủng hoảng tài chính. Cuộc khủng hoảng 1837 nối tiếp sau nó thời kỳ suy thoái 5 năm, với hàng loạt nhà băng đóng cửa và tỷ lệ thất nghiệp tăng cao. Vì những thay đổi lớn của nền kinh tế qua nhiều thế kỷ, mức độ thiệt hại của suy thoái kinh tế trong thời kỳ hiện đại khó lòng so sánh được với những đợt suy thoái trước đây. Thời kỳ suy thoái sau chiến tranh thế giới thứ 2 (WWII) có vẻ ít nặng nề hơn so với trước, nhưng nguyên nhân thì chưa được làm rõ.

### Thế kỷ 20

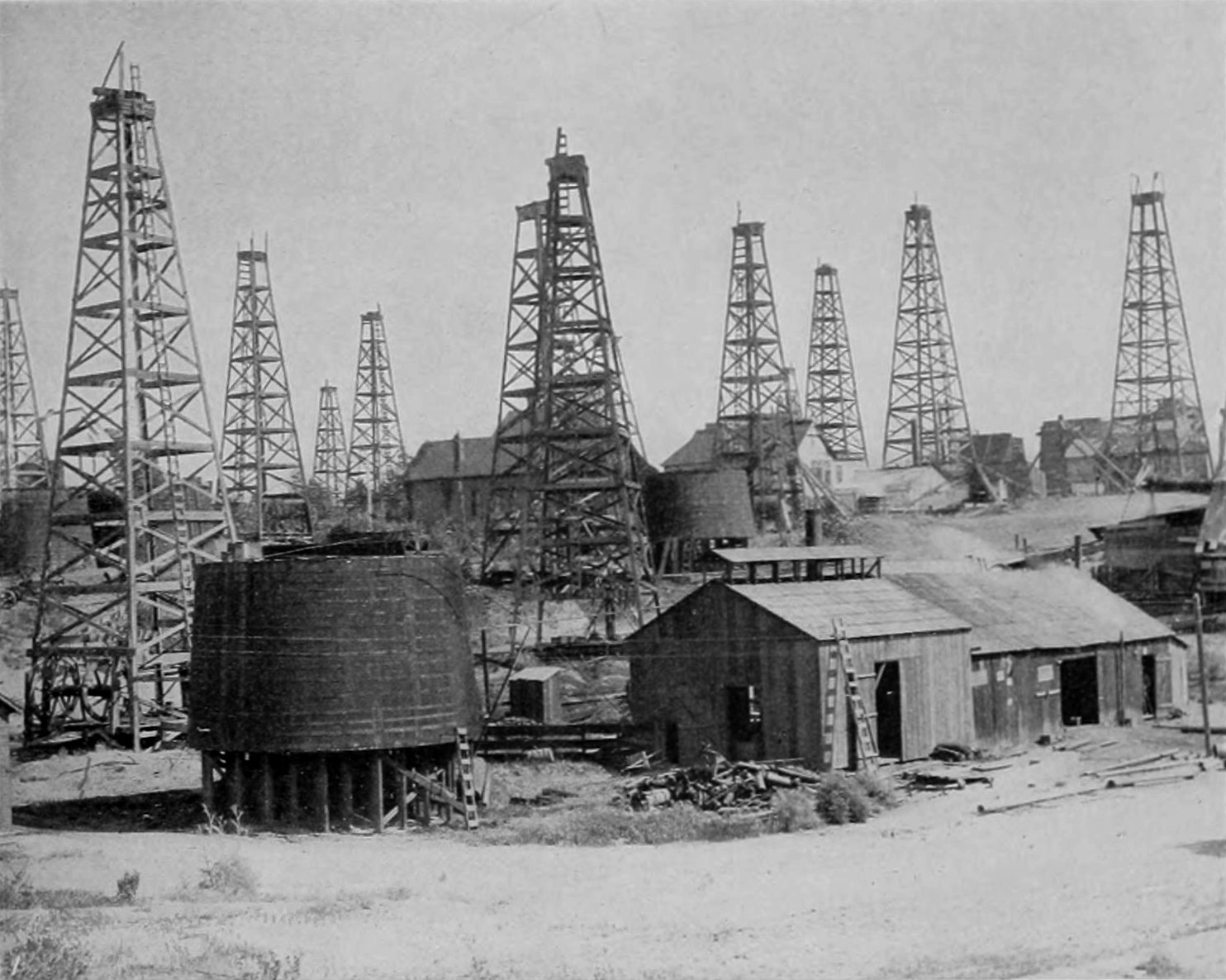
Giếng dầu ở Los Angeles, California, 1905

Những phát minh và cải tiến kỹ thuật đầu thế kỷ đã mở ra canh cửa cho việc nâng cao mức sống của người dân Mỹ. Nhiều công ty đã tăng trưởng lớn nhờ tận dụng lợi thế kinh tế nhờ quy mô và sự phát triển của thông tin liên lạc để mở rộng mạng lưới ra khắp quốc gia. Việc tập trung phát triển này đã gây ra những lo ngại về nạn độc quyền sẽ kéo theo sự tăng giá cả hàng hoá và giảm sản lượng, tuy nhiên rất nhiều những công ty này đã thành công trong việc cắt giảm mạnh chi phí và tăng sản lượng dẫn đến giá hàng hoá được tiếp tục giảm xuống. Nhiều tầng lớp công nhân làm thuê đã được hưởng lợi trực tiếp từ những công ty phát triển này, cụ thể là hưởng những mức tiền công cao nhất thế giới.
Hoa Kỳ là nền kinh tế lớn nhất thế giới tính theo GDP từ những năm 1920. Nhiều năm tiếp theo sau cuộc Đại khủng hoảng 1930, khi mà những hậu quả của suy thoái trở nên nghiêm trọng nhất thì chính phủ đã có những hành động nhằm điều chỉnh nền kinh tế, bằng việc tăng chi tiêu chính phủ hoặc cắt giảm thuế nhằm kích thích người dân tăng chi tiêu tiêu dùng, và bằng việc tăng lượng cung tiền, chính phủ cũng thành công trong việc khuyến khích chi tiêu. Những ý tưởng về công cụ tốt nhất nhằm ổn định nền kinh tế đã thay đổi đáng kể từ giữa những năm 1930 và 1980. Từ kế hoạch chính sách mới (New Deal của tổng thống Franklin D. Roosevelt) năm 1933, tới sáng kiến xã hội vĩ đại của tổng thống Lyndon B. Johnson) năm 1960, các nhà làm chính sách đã dựa chủ yếu trên chính sách tài khoá để tác động tới nền kinh tế.

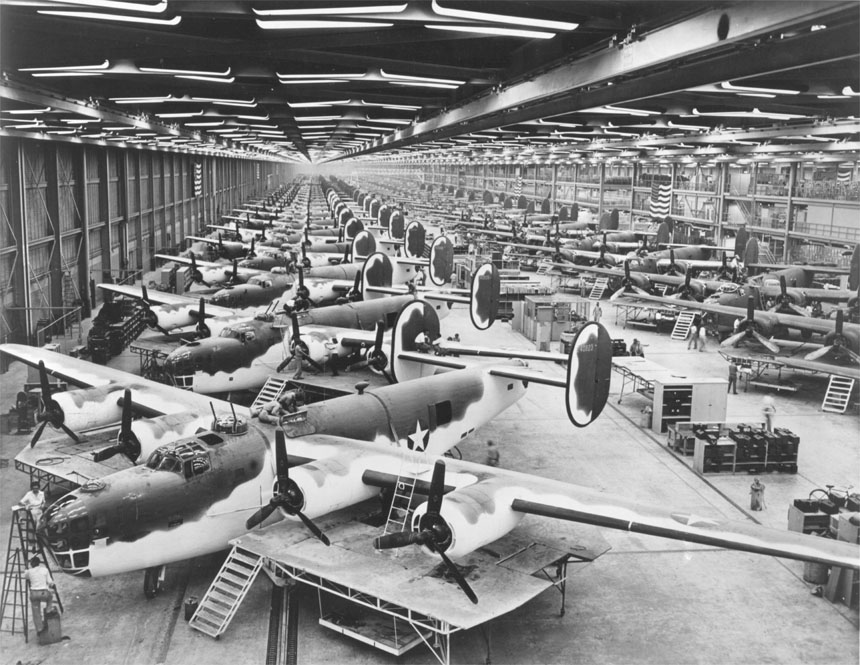
Những chiếc máy bay ném bom Consolidated B-24 Liberator tại Consolidated-Vultee Plant, Fort Worth, Texas, 1943

Trong suốt giai đoạn chiến tranh thế giới của thế kỷ 20, Hoa Kỳ đã có những bước đi khôn ngoan hơn tất cả những quốc gia còn lại khi mà không có cuộc chiến nào của Chiến tranh thế giới thứ nhất (WWI) và một phần nhỏ của Chiến tranh thế giới thứ hai (WWII) xảy ra trên lãnh thổ Mỹ. Trong thời kỳ cao điểm của WWII, gần 40% GDP Hoa Kỳ đóng góp cho chiến tranh. Những quyết định về ngành sản xuất được phục vụ cho mục đích quân sự và gần như tất cả những yếu tố đầu vào được phân bổ cho nỗ lực chiến tranh. Nhiều loại hàng hoá được cố định phân phối, giá và tiền lương được kiểm soát và nhiều loại hàng hoá tiêu dùng lâu bền không còn được sản xuất. Một phần lớn lực lượng lao động được điều động vào quân đội, trả lương giảm một nửa và gần một nửa trong số này trở về với tình trạng bị thương.
Học thuyết kinh tế mới của nhà kinh tế học người Anh John Maynard Keynes đã mang lại cho các chính trị gia vai trò tiên phong định hướng nền kinh tế, khi mà chi tiêu chính phủ và thuế được kiểm soát bởi Tổng thống và Quốc hội. Hiện tượng tăng trưởng nhảy vọt về dân số đã diễn ra trong thời kỳ 1942-1957, có nguyên nhân từ sự trì hoãn hôn nhân và sinh con trong trước đó trong suốt thời kỳ suy thoái kinh tế, tiếp sau là sự thịnh vượng tăng lên, nhu cầu về nhà ở cho các hộ gia đình tại nông thôn (cũng như nhà ở tại thành thị) và sự lạc quan mới về tương lai. Sự tăng nhảy vọt đạt đỉnh vào năm 1957, sau đó tăng chậm lại. Một thời kỳ tăng cao lạm phát, lãi suất và thất nghiệp sau năm 1973 đã làm giảm đi sự tự tin trong việc sử dụng các chính sách tài khoá để điều chỉnh tốc độ chung của nền kinh tế.
Nền kinh tế Hoa Kỳ đã tăng trưởng với tốc độ bình quân 3,8% một năm từ 1946 đến 1973, trong khi mức thu nhập trung bình hộ gia đình tăng 74% (hoặc 2,1% một năm).
Đợt suy thoái kinh tế tồi tệ nhất trong những thập kỷ gần đây xảy ra sau khủng hoảng tài chính 2007-08, khi GDP giảm 5% từ mùa xuân 2008 đến mùa xuân 2009. Những đợt suy giảm đáng kể khác xảy ra vào 1957-58, GDP giảm 3,7%; tiếp theo khủng hoảng dầu mỏ 1973, GDP giảm 3,1% từ 1973 đến 1975; và đợt suy thoái 1981-82 GDP giảm 2,9%. Những giai đoạn sau có thể kể đến một số đợt suy thoái nhẹ như: suy thoái 1990-91, GDP giảm 1,3%; suy thoái 2001, GDP giảm 0,3%. Xen kẽ với những đợt suy thoái là những giai đoạn tăng trưởng kinh tế. Có thể kể đến những thời kỳ kinh tế tăng trưởng ngoạn mục với tốc độ cao như: giai đoạn 1961-1969, GDP tăng 53% (5,1% một năm); 1991-2000, GDP tăng 43% (3,8% một năm), và 1982-1990, GDP tăng 37% (4% một năm).

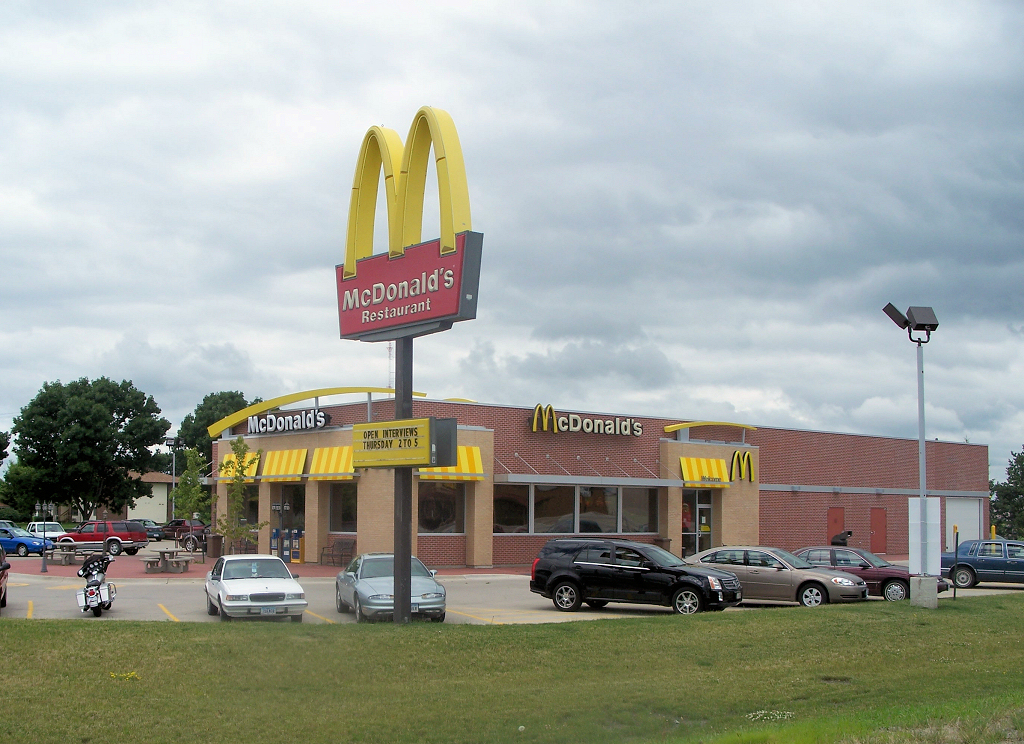
Nhà hàng McDonald's ở Mount Pleasant, Iowa

Trong những năm 1970 và 1980, nhiều người Mỹ tin rằng nền kinh tế Nhật Bản sẽ vượt qua Mỹ, nhưng điều này đã không xảy ra.
Từ những năm 1970, một vài nền kinh tế mới nổi đã bắt đầu thu hẹp khoảng cách với kinh tế Hoa Kỳ. Trong hầu hết các trường hợp, điều này xảy ra có nguyên nhân từ việc dịch chuyển các nhà máy sản xuất vốn trước kia đặt tại Mỹ tới các quốc gia này, nơi việc sản xuất được thực hiện với chi phí thấp hơn, đủ để bảo đảm các chi phí vận chuyển và đem lại lợi nhuận cao hơn. Trong các trường hợp khác, một vài quốc gia đã dần học được cách sản xuất ra những hàng hoá và dịch vụ giống như những loại trước kia chỉ được sản xuất tại Mỹ và một số quốc gia khác. Tăng trưởng về thu nhập thực tế của Hoa Kỳ đã chậm lại.

### Đầu thế kỷ 21
Nền kinh tế Hoa Kỳ đã trải qua cuộc khủng hoảng năm 2001 với sự phục hồi về việc làm chậm chưa từng có khi số lượng việc làm không thể hồi phục về như mức vào tháng 2 năm 2001 cho mãi đến tận tháng 1 năm 2005. Cuộc khủng hoảng này đi kèm với bong bóng bất động sản và bong bóng nợ được cho rằng là đang ngày một nhiều lên bởi tỷ lệ nợ của các hộ gia đình trên GDP đã tăng lên mức kỷ lục từ 70% vào quý 1 năm 2001 lên 99% vào quý 1 năm 2008. Những người muốn sở hữu nhà ở phải đi vay để trả tiền cho những căn nhà đang có nguy cơ rơi vào tình trạng bong bóng làm tăng mức nợ của họ lên trong khi GDP đang tăng trưởng một cách thiếu ổn định. Khi giá nhà ở giảm vào năm 2006, giá trị của các trái phiếu có tài sản thế chấp giảm mạnh khiến tiền gửi tại các hệ thống ngân hàng phi lưu ký đồng loạt bị khách hàng rút ra một cách không có kiểm soát, hiện tượng này hay còn gọi là Đột biến rút tiền gửi, các hệ thống ngân hàng phi lưu ký này thậm chí còn có thời kỳ từng phát triển vượt trội hơn so với các loại hình ngân hàng lưu ký được kiểm soát. Rất nhiều công ty cho vay thế chấp và các ngân hàng phi lưu ký khác (ví dụ: Các ngân hàng đầu tư) thậm chí đã phải đối mặt với cuộc khủng hoảng còn tồi tệ hơn vào giai đoạn 2007-2008 khi mà cuộc khủng hoảng ngân hàng lên đến đỉnh điểm vào năm 2008 đã buộc tập đoàn Lehman Brothers phải tuyên bố phá sản cùng với việc nhiều tổ chức tài chính khác phải kêu gọi sự cứu giúp.

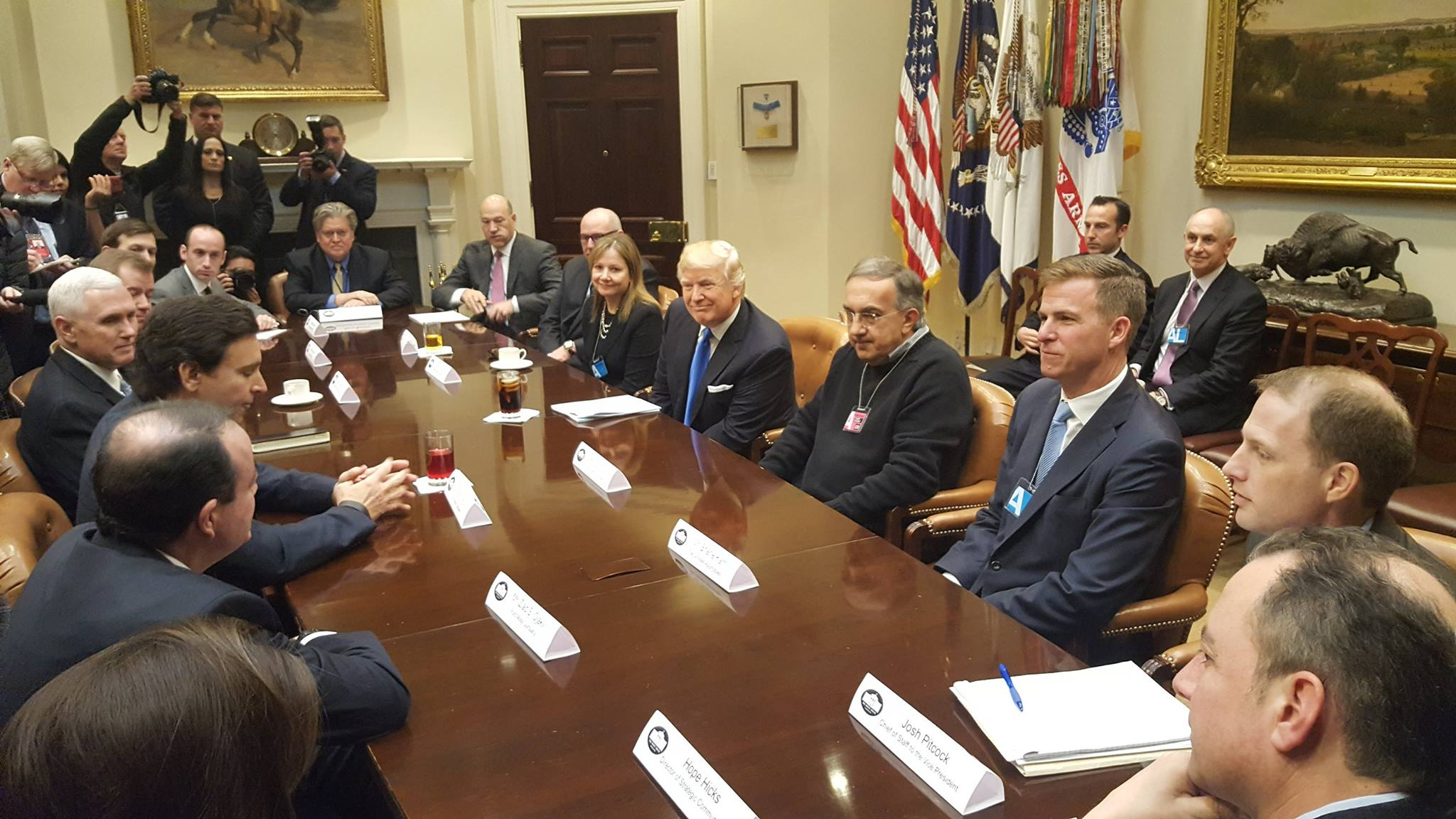
Tổng thống Donald Trump và những nhà lãnh đạo hàng đầu ngành công nghiệp ô tô của Mỹ, 2017

Dưới sự lãnh đạo của Tổng thống Bush (2001-2009) và Obama(2009-2017), các chương trình cứu trợ tài chính và gói kích thích tăng trưởng kinh tế mang tên Keynesian đã được áp dụng thông qua các khoản chi lớn từ ngân sách chính phủ đồng thời Cục Dự trữ Liên Bang duy trì chính sách các khoản vay với lãi suất gần như là không đồng. Các biện pháp kể trên đã khôi phục được nền kinh tế khi mà các hộ gia đình đã gần như trả được hết nợ trong giai đoạn 2009-2012, điều chưa từng xảy ra kể từ năm 1947 đã tạo ra một rào cản đáng kể cho tiến trình hồi phục. GDP thực tế tính đến trước năm 2011, giá trị tài sản ròng của các hộ gia đình trước quý 2 năm 2012, bảng lương phi nông nghiệp trước tháng 5 năm 2014 và tỷ lệ thất nghiệp trước tháng 9 năm 2015 đều đạt được những con số tích cực nhất trong giai đoạn trước khủng hoảng (cuối năm 2007). Những chỉ tiêu trên tiếp tục đạt được những con số kỷ lục của giai đoạn sau suy thoái ở những ngày sau đó, đánh dầu thời kỳ phục hồi dài thứ 2 trong lịch sử Hoa Kỳ cho đến tháng 4 năm 2018.
Nợ nắm giữ bởi công chúng - 1 chỉ tiêu đo lường nợ quốc gia, đã tăng lên trong suốt thế kỷ 21 từ con số 31% GDP vào năm 2000 lên thành 52% vào năm 2009 và năm 2017 đã đạt mức 77%, khiến Hoa Kỳ trở thành quốc gia có tỷ lệ nợ quốc gia trên GDP cao thứ 43 trong tổng số 207 quốc gia. Sự bất bình đẳng trong thu nhập đạt đỉnh vào năm 2007 và giảm xuống trong thời kỳ Đại khủng hoảng , mặc dù vậy Hoa Kỳ vẫn là quốc gia có sự chênh lệch về thu nhập cao thứ 41 trên tổng số 156 quốc gia vào năm 2017 (74% các quốc gia có phân phối thu nhập bình đẳng hơn Hoa Kỳ).

## Dữ liệu
Bảng dưới đây trình bày các chỉ số kinh tế quan trọng của Hoa Kỳ giai đoạn 1980-2019.
| Năm           | GDP danh nghĩa (tỷ Đô-la Mỹ) | GDP bình quân (Đô-la Mỹ) | Tăng trưởng GDP (thực tế) | Tỷ lệ lạm phát (%) | Tỷ lệ thất nghiệp (%) | Ngân sách cân đối (theo % GDP) | Nợ chính phủ do công chúng nắm giữ (theo % GDP) | Tài khoản vãng lai balance (theo % GDP) |
| ------------- | ---------------------------- | ------------------------ | ------------------------- | ------------------ | --------------------- | ------------------------------ | ----------------------------------------------- | --------------------------------------- |
| 2020 (dự báo) | 20,934.0                     | 57,589                   | −3.5 %                    | 0.62 %             | 11.1 %                | −n/a %                         | 79.9 %                                          | −n/a %                                  |
| 2019          | 21,439.0                     | 64,674                   | 2.2 %                     | 1.8 %              | 3.5 %                 | −4.6 %                         | 78.9 %                                          | −2.5 %                                  |
| 2018          | 20,611.2                     | 62,869                   | 3.0 %                     | 2.4 %              | 3.9 %                 | −3.8 %                         | 77.8 %                                          | −2.4 %                                  |
| 2017          | 19,519.4                     | 60,000                   | 2.3%                      | 2.1 %              | 4.4 %                 | −3.4 %                         | 76.1%                                           | −2.3 %                                  |
| 2016          | 18,715.0                     | 57,878                   | 1.7 %                     | 1.3 %              | 4.9 %                 | −3.1 %                         | 76.4%                                           | −2.3 %                                  |
| 2015          | 18,224.8                     | 56,770                   | 3.1 %                     | 0.1 %              | 5.3 %                 | −2.4 %                         | 72.5%                                           | −2.2 %                                  |
| 2014          | 17,521.3                     | 54,993                   | 2.5 %                     | 1.6 %              | 6.2 %                 | −2.8 %                         | 73.7%                                           | −2.1 %                                  |
| 2013          | 16,784.9                     | 52,737                   | 1.8 %                     | 1.5 %              | 7.4 %                 | −4.0 %                         | 72.2%                                           | −2.1 %                                  |
| 2012          | 16,155.3                     | 51,404                   | 2.2 %                     | 2.1 %              | 8.1 %                 | −5.7 %                         | 70.3%                                           | −2.6 %                                  |
| 2011          | 15,517.9                     | 49,736                   | 1.6 %                     | 3.1 %              | 8.9 %                 | −7.3 %                         | 65.8%                                           | −2.9 %                                  |
| 2010          | 14,964.4                     | 48,311                   | 2.6 %                     | 1.6 %              | 9.6 %                 | −8.6 %                         | 60.8%                                           | −2.9 %                                  |
| 2009          | 14,418.7                     | 46,909                   | −2.5 %                    | −0.3 %             | 9.3 %                 | −9.8 %                         | 52.3%                                           | −2.6 %                                  |
| 2008          | 14,718.6                     | 48,302                   | −0.2 %                    | 3.8 %              | 5.8 %                 | −4.6 %                         | 39.4%                                           | −4.6 %                                  |
| 2007          | 14,477.6                     | 47,955                   | 1.9 %                     | 2.9 %              | 4.6 %                 | −0.8 %                         | 35.2%                                           | −4.9 %                                  |
| 2006          | 13,855.9                     | 46,352                   | 2.9 %                     | 3.2 %              | 4.6 %                 | −0.1 %                         | 35.4%                                           | −5.8 %                                  |
| 2005          | 13,093.7                     | 44,218                   | 3.3 %                     | 3.4 %              | 5.1 %                 | −1.2 %                         | 35.8%                                           | −5.7 %                                  |
| 2004          | 12,274.9                     | 41,838                   | 3.8 %                     | 2.7 %              | 5.5 %                 | −2.3 %                         | 35.7%                                           | −5.1 %                                  |
| 2003          | 11,510.7                     | 39,592                   | 2.8 %                     | 2.3 %              | 6.0 %                 | −2.8 %                         | 34.7%                                           | −4.1 %                                  |
| 2002          | 10,977.5                     | 38,114                   | 1.8 %                     | 1.6 %              | 5.8 %                 | −1.7 %                         | 32.7%                                           | −4.1 %                                  |
| 2001          | 10,621.9                     | 37,241                   | 1.0 %                     | 2.8 %              | 4.7 %                 | 1.2 %                          | 31.5%                                           | −3.7 %                                  |
| 2000          | 10,284.8                     | 36,433                   | 4.1 %                     | 3.4 %              | 4.0 %                 | 2.3 %                          | 33.7%                                           | −3.9 %                                  |
| 1999          | 9,660.6                      | 34,602                   | 4.8 %                     | 2.2 %              | 4.2 %                 | 1.3 %                          | 38.3%                                           | −3.0 %                                  |
| 1998          | 9,089.2                      | 32,929                   | 4.5 %                     | 1.5 %              | 4.5 %                 | 0.8 %                          | 41.7%                                           | −2.4 %                                  |
| 1997          | 8,608.5                      | 31,554                   | 4.4 %                     | 2.3 %              | 4.9 %                 | −0.2 %                         | 44.6%                                           | −1.6 %                                  |
| 1996          | 8,100.1                      | 30,047                   | 3.7 %                     | 2.9 %              | 5.4 %                 | −1.3 %                         | 47.0%                                           | −1.5 %                                  |
| 1995          | 7,664.1                      | 28,763                   | 2.7 %                     | 2.8 %              | 5.6 %                 | −2.1 %                         | 47.7%                                           | −1.5 %                                  |
| 1994          | 7,308.8                      | 27,756                   | 4.0 %                     | 2.6 %              | 6.1 %                 | −2.8 %                         | 47.8%                                           | −1.7 %                                  |
| 1993          | 6,878.7                      | 26,442                   | 2.7 %                     | 3.0 %              | 6.9 %                 | −3.7 %                         | 47.9%                                           | −1.2 %                                  |
| 1992          | 6,539.3                      | 25,467                   | 3.6 %                     | 3.0 %              | 7.5 %                 | −4.5 %                         | 46.8%                                           | −0.8 %                                  |
| 1991          | 6,174.1                      | 24,366                   | −0.1 %                    | 4.2 %              | 6.9 %                 | −4.4 %                         | 44.1%                                           | 0.0 %                                   |
| 1990          | 5,979.6                      | 23,914                   | 1.9 %                     | 5.4 %              | 5.6 %                 | −3.7 %                         | 40.9%                                           | −1.3 %                                  |
| 1989          | 5,657.7                      | 22,879                   | 3.7 %                     | 4.8 %              | 5.3 %                 | −2.7 %                         | 39.4%                                           | −1.8 %                                  |
| 1988          | 5,252.6                      | 21,442                   | 4.2 %                     | 4.1 %              | 5.5 %                 | −3.0 %                         | 39.9%                                           | −2.3 %                                  |
| 1987          | 4,870.2                      | 20,063                   | 3.5 %                     | 3.6 %              | 6.2 %                 | −3.1 %                         | 39.6%                                           | −3.3 %                                  |
| 1986          | 4,590.1                      | 19,078                   | 3.5 %                     | 1.9 %              | 7.0 %                 | −4.8 %                         | 38.5%                                           | −3.2 %                                  |
| 1985          | 4,346.8                      | 18,232                   | 4.2 %                     | 3.5 %              | 7.2 %                 | −4.9 %                         | 35.3%                                           | −2.7 %                                  |
| 1984          | 4,040.7                      | 17,099                   | 7.2 %                     | 4.4 %              | 7.5 %                 | −4.6 %                         | 33.1%                                           | −2.3 %                                  |
| 1983          | 3,638.1                      | 15,531                   | 4.6 %                     | 3.2 %              | 9.6 %                 | −5.7 %                         | 32.2%                                           | −1.1 %                                  |
| 1982          | 3,345.0                      | 14,410                   | −1.8 %                    | 6.2 %              | 9.7 %                 | −3.8 %                         | 27.9%                                           | −0.2 %                                  |
| 1981          | 3,211.0                      | 13,966                   | 2.6 %                     | 10.4 %             | 7.6 %                 | −2.5 %                         | 25.2%                                           | 0.2 %                                   |
| 1980          | 2,862.5                      | 12,575                   | −0.2 %                    | 13.5 %             | 7.2 %                 | −2.6 %                         | 25.5%                                           | 0.1 %                                   |

## GDP

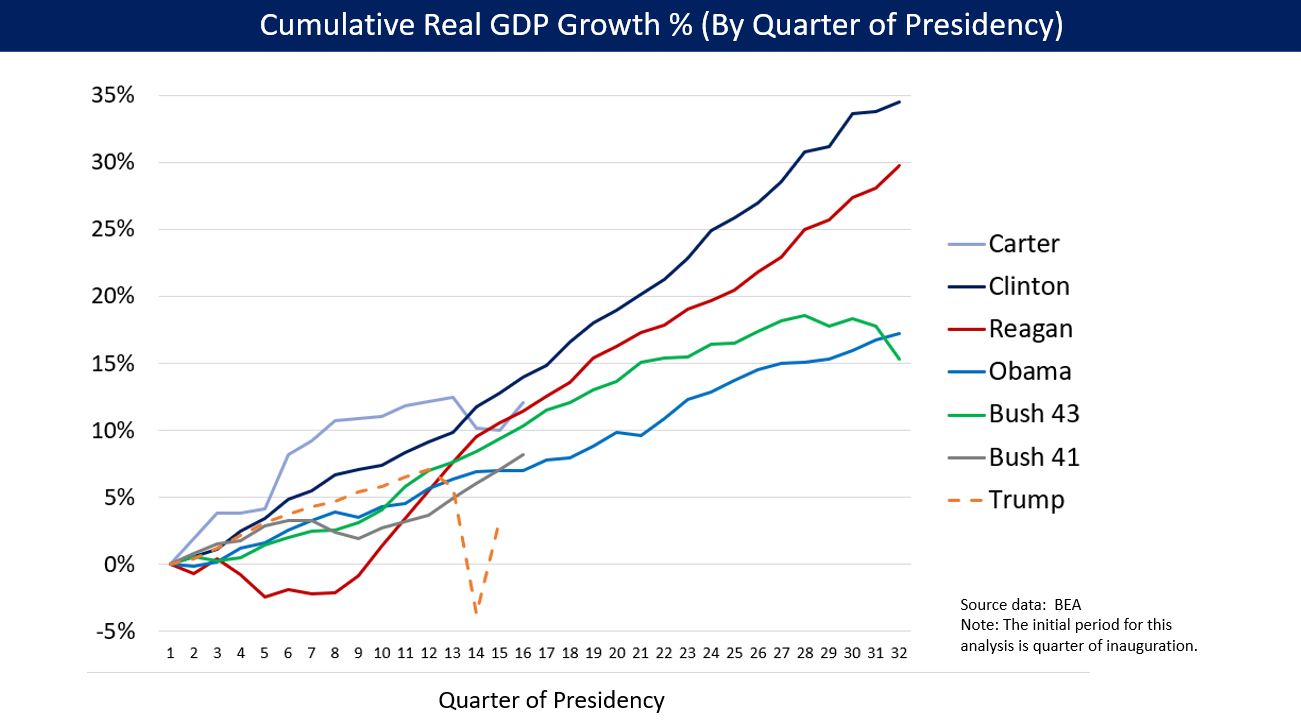
Tốc độ tăng trưởng GDP thực tế tích lũy (đã được điều chỉnh bởi lạm phát) qua những đời Tổng thống Hoa Kỳ (từ đời của Reagan đến Obama).

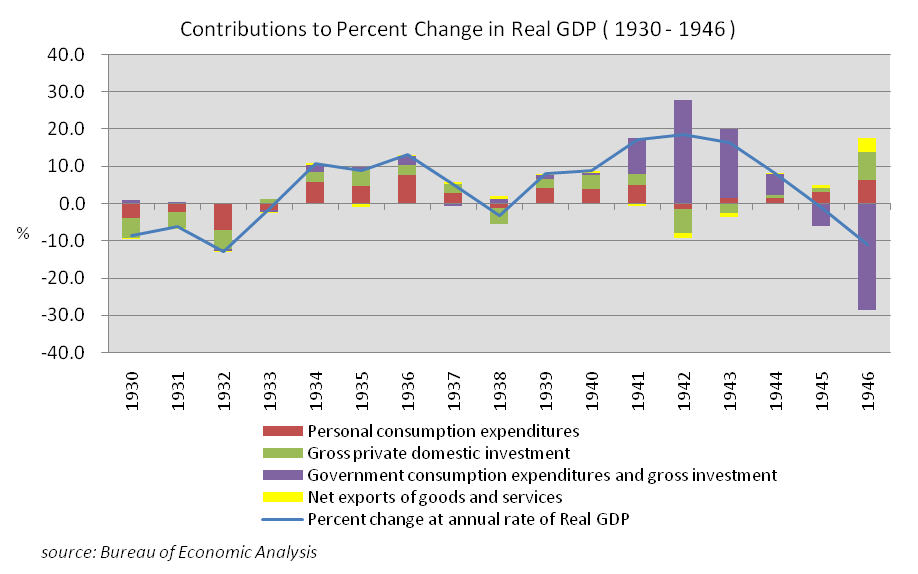
Tỷ trọng nhân tố ảnh hưởng đến GDP thực từ 1930-1946. Nguồn: Bureau of Economic Analysis

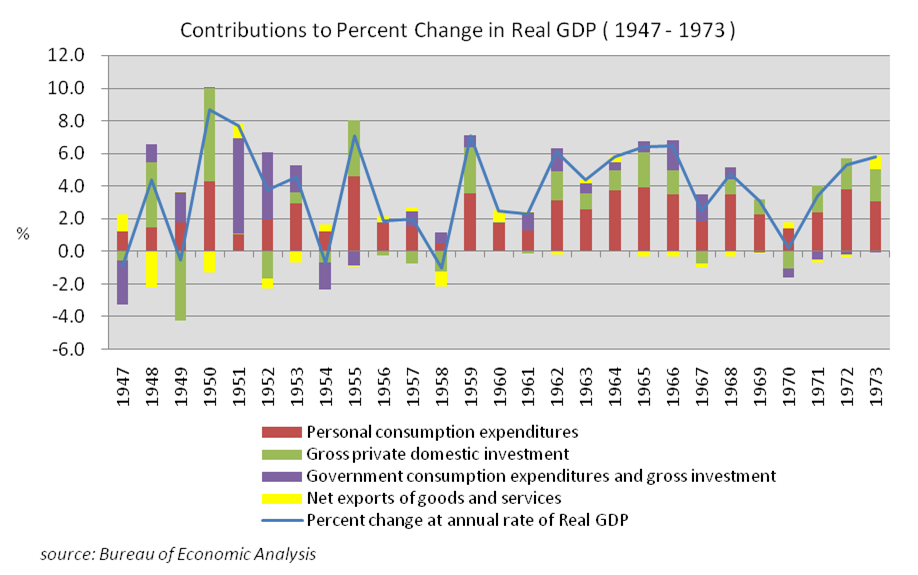
Tỷ trọng nhân tố ảnh hưởng đến GDP thực từ 1947-1973. Nguồn: Bureau of Economic Analysis

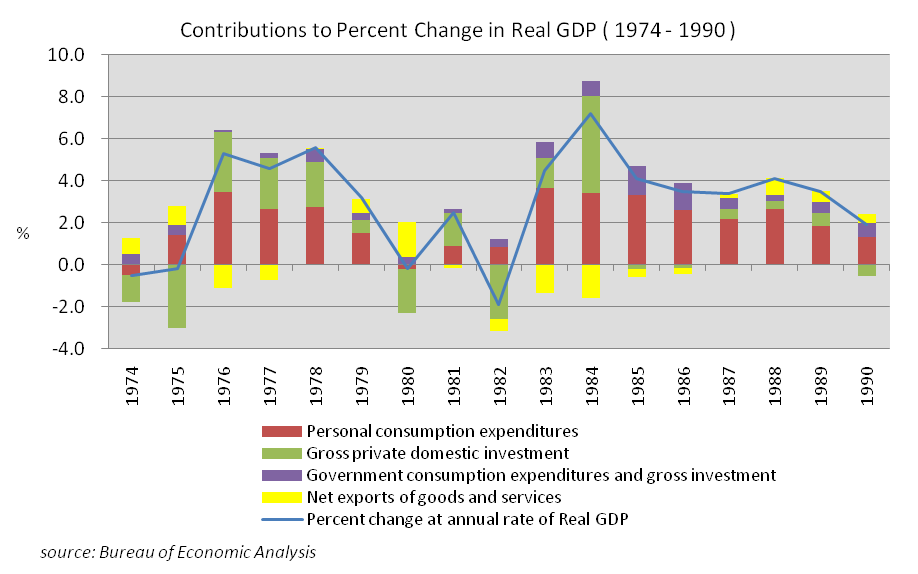
Tỷ trọng nhân tố ảnh hưởng đến GDP thực từ 1974-1990. Nguồn: Bureau of Economic Analysis

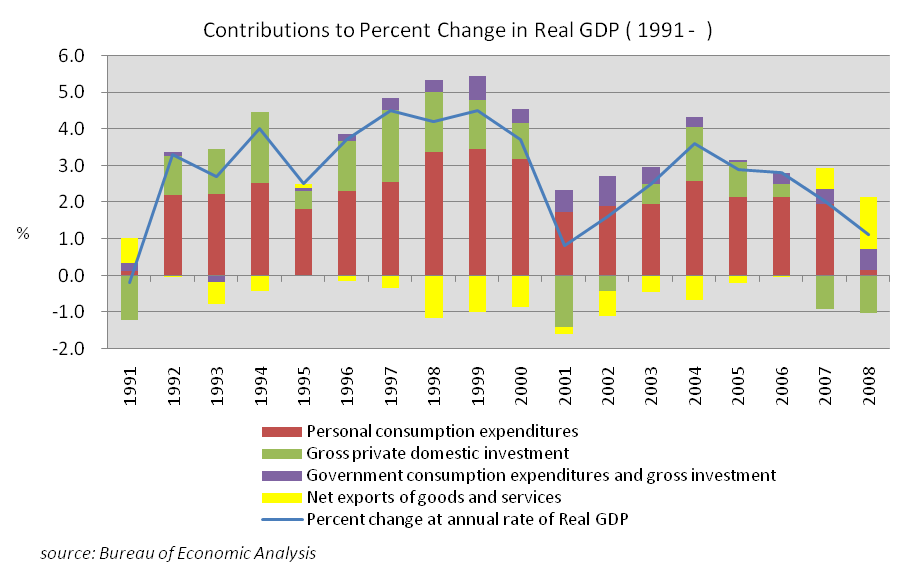
Tỷ trọng nhân tố ảnh hưởng đến GDP thực từ 1991-2008. Nguồn: Bureau of Economic Analysis

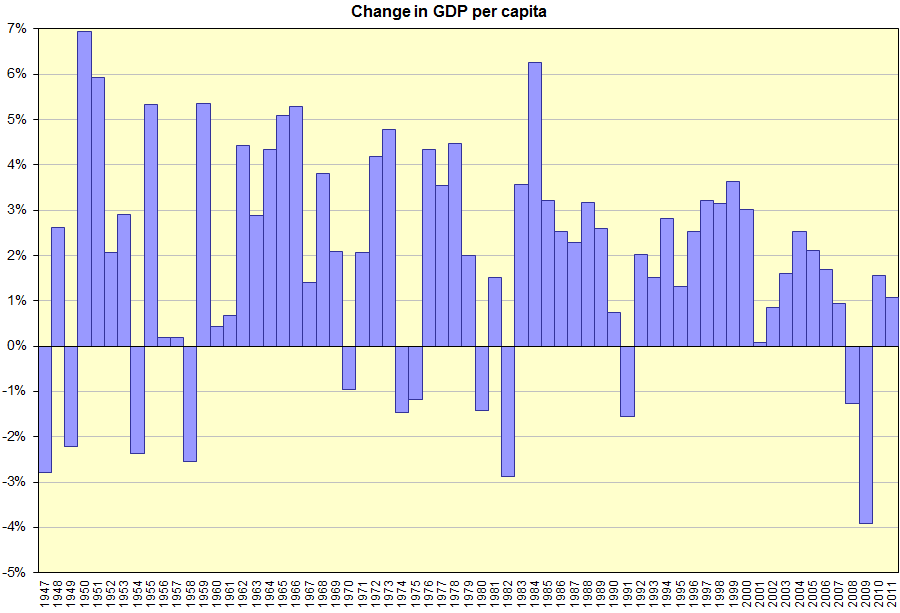
Tăng trưởng GPD bình quân đầu người

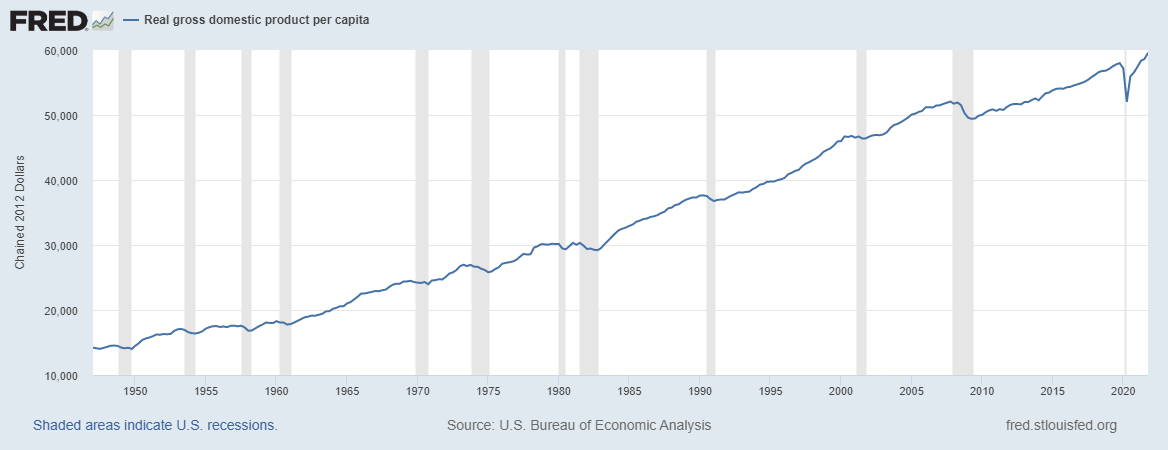
GDP thực bình quân đầu người qua các năm tại Hoa Kỳ.

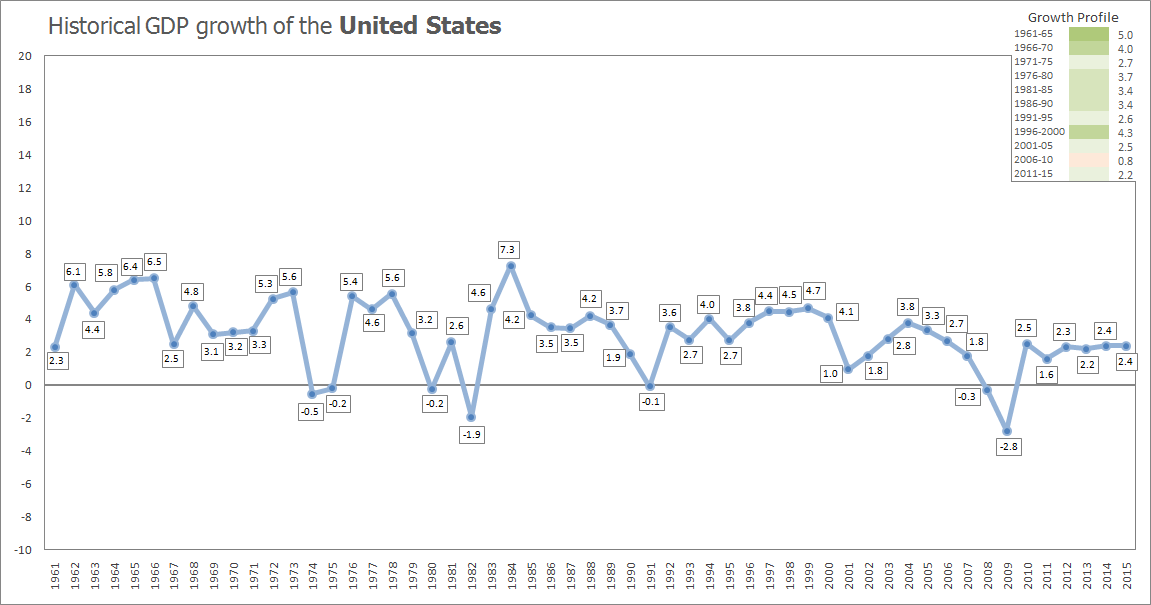
Tăng trưởng kinh tế Mỹ qua các năm từ 1961-2015

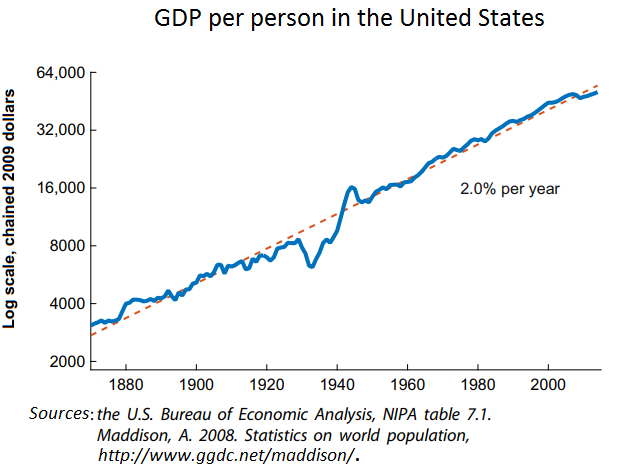
GDP bình quân đầu người tại Mỹ

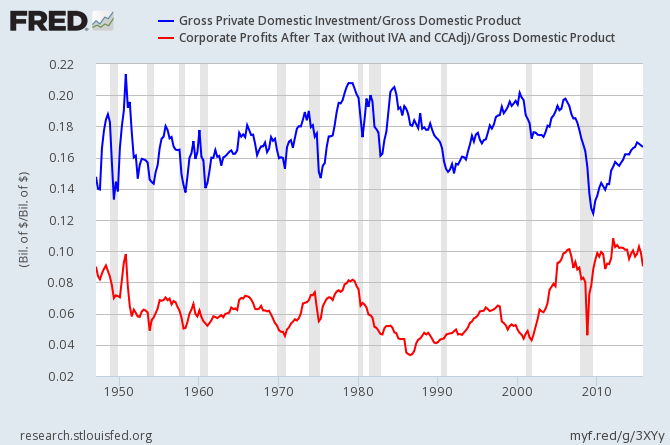
Đầu tư tư nhân nội địa và Lợi nhuận sau thuế công ty tính trên GDP tại Mỹ qua các năm.

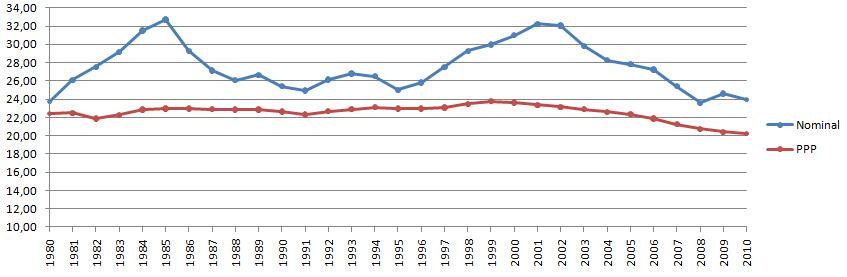

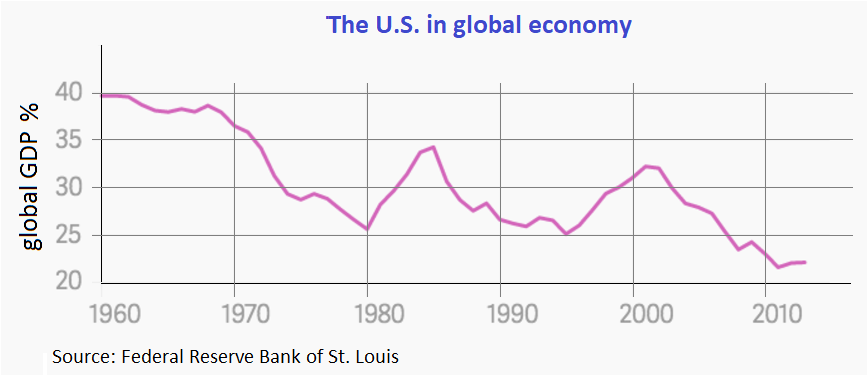
Tỷ trọng đóng góp của nền kinh tế Hoa Kỳ đối với kinh tế thế giới.

Năm 2017, GDP danh nghĩa của Hoa Kỳ đạt $19,5 nghìn tỷ. GDP danh nghĩa trong quý 1 năm 2018 sau khi đã được điều chỉnh để tính theo năm là $20,1 nghìn tỷ và đây là lần đầu tiên trong lịch sử GDP danh nghĩa của Hoa Kỳ vược mốc $20 nghìn tỷ. Trong đó khoảng 70% GDP là đến từ chi tiêu của người dân trong khi các khoản đầu tư kinh doanh chiếm 18% và chi tiêu của chính phủ chiếm 17% (bao gồm cả chính phủ liên bang, tiểu bang và địa phương nhưng không bao gồm các khoản thanh toán chuyển khoản, chẳng hạn như An sinh xã hội đang được tiêu dùng), xuất khẩu ròng rớt xuống còn -3% do sự thâm hụt thương mại của Mỹ. Real gross domestic product, các chỉ số làm thước đo cho sản xuất và thu nhập đều tăng 2,3% trong năm 2017, so với 1,5% năm 2016 và 2,9% năm 2015. GDP thực tế tính theo quý được điều chỉnh theo năm tăng 2,2% trong quý 1 năm 2018, 4,2% trong quý 2 năm 2018, 3,4% trong quý 3 năm 2018 và 2,2% trong quý 4 năm 2018; trong đó phần trăm tăng trưởng của quý 2 là cao nhất kể từ quý 3 năm 2014. Đồng thời tốc độ tăng trưởng tổng cộng là 2,9% trong năm 2018 là cao nhất trong suốt 1 thập kỷ. Năm 2020 tốc độ tăng trưởng GDP  bắt đầu sụt giảm do tác động của đại dịch COVID-19 khiến GDP theo quý sụt giảm mất 5,0% trong quý 1năm 2020 và giảm 32,9% trong quý 2 năm 2020.
Năm 2014, Trung Quốc vượt Hoa Kỳ để trở thành nền kinh tế lớn nhất thế giới về GDP tính theo sức mua tương đương. Hoa Kỳ từng nắm giữ vị trí trong suốt hơn 1 thế kỷ qua trước cột mốc này do tốc độ tăng trưởng kinh tế của Trung Quốc là gấp 3 lần Hoa Kỳ trong vòng 40 năm trở lại đây. Tính đến năm 2017, GDP gộp lại của tất cả các quốc gia thuộc Liên minh Châu Âu cao hơn khoảng 5% so với Hoa Kỳ.
Năm 2017, GDP bình quân thực tế (tính theo tỷ giá Đô-la Mỹ năm 2009) là $52.444 đánh dấu tốc độ tăng trưởng dương liên tục kể tù năm 2010. GDP bình quân có tốc độ tăng trưởng trung bình là 3,0% vào những năm 1960, 2,1% vào những năm 1970, 2,4% trong những năm 1980, 2,2% vào những năm 1990, 0,7% vào những năm 2000 và 0,9% trong giai đoạn từ 2010 đến 2017. Những nguyên nhân cho sự chậm lại của tốc độ tăng trưởng GDP bình quân kể từ năm 2000, được đánh giá theo các nhà kinh tế học là do sự tác động của già hóa dân số, sự sụt giảm về mặt dân số và tỷ lệ tăng trưởng của lực lượng lao động, năng suất lao động tăng trưởng chậm lại, các công ty cắt giảm các khoản đầu tư trong nước, khoảng cách trong thu nhập ngày càng lớn khiến nhu cầu giảm xuống, ngoài ra còn có sự thiếu vắng của các tư tưởng đổi mới và sức lao động giảm sút. . GDP bình quân của Hoa Kỳ cao xếp thứ 20 trên tổng số 220 quốc gia trong năm 2017. . Trong số các Tổng thống Mỹ đương thời thì chính quyền của ông Bill Clinton là đạt được tốc độ tăng trưởng cao nhất về tốc độ tăng trưởng GDP tích lũy thực tế qua 2 nhiệm kỳ, Reagan xếp thứ 2 và Obama xếp thứ 3. .

### Tăng trưởng GDP
Tăng trưởng GDP Hoa Kỳ theo báo cáo của Ngân hàng Thế giới: Tốc độ tăng GDP thực của Hoa Kỳ là 1,7% một năm từ năm 2000 đến nửa đầu 2014, và tốc độ này bằng một nửa tốc độ tăng trưởng trung bình thời kỳ trước đây cho tới năm 2000.

## GDP phân theo ngành

### Tỷ trọng GDP danh nghĩa
Bảng tỷ trọng GDP danh nghĩa theo ngành năm 2015 (triệu đô la) ở mức giá cố định năm 2005.
| № | Quốc gia/Nền kinh tế | GDP thực   | Nông nghiệp | Công nghiệp | Dịch vụ    |
| - | -------------------- | ---------- | ----------- | ----------- | ---------- |
| – | Thế giới             | 60,093,221 | 1,968,215   | 16,453,140  | 38,396,695 |
| 1 | Hoa Kỳ               | 15,160,104 | 149,023     | 3,042,332   | 11,518,980 |

Bảng tỷ trọng GDP danh nghĩa theo ngành năm 2016 (triệu đô la) ở mức giá hiện tại.
| №                                    | Quốc gia/Nền kinh tế | GDP danh nghĩa | Nông nghiệp | Công nghiệp | Dịch vụ       |
| ------------------------------------ | -------------------- | -------------- | ----------- | ----------- | ------------- |
| 1                                    | Hoa Kỳ               | 18,624,450     | 204,868.95  | 3,613,143.3 | 14,806,437.75 |
| *Percentages from CIA World Factbook |                      |                |             |             |               |

## Lao động

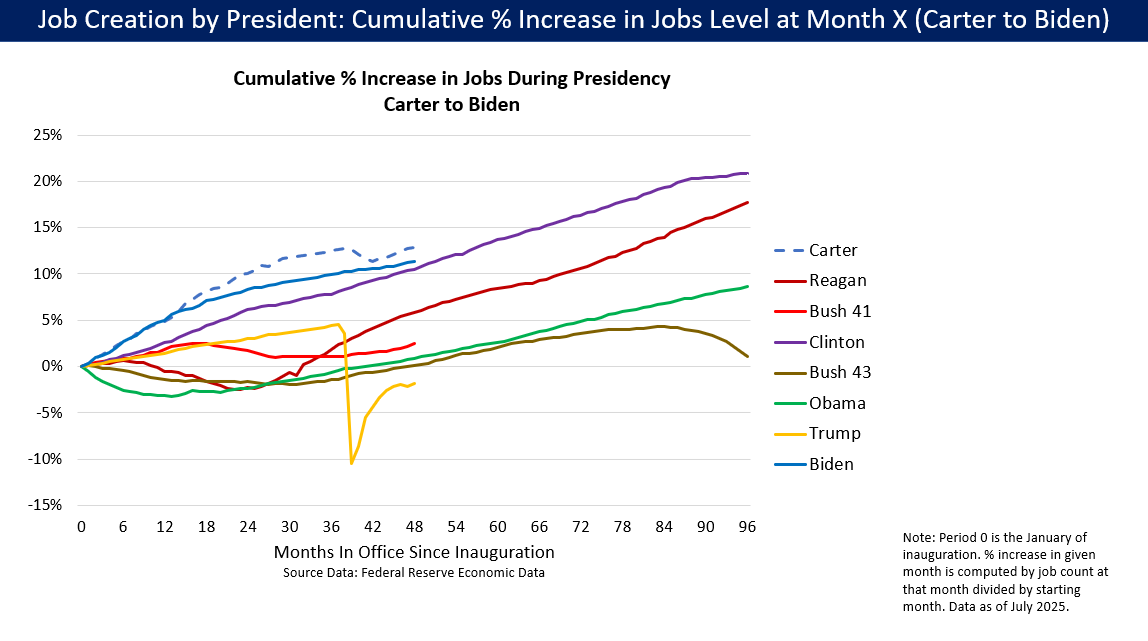
Tốc độ tăng trưởng số lượng việc làm được tạo ra qua từng đời Tổng thống Hoa Kỳ được đo bằng tỷ lệ phần trăm thay đổi tích lũy từ tháng sau khi nhậm chức đến cuối nhiệm kỳ.

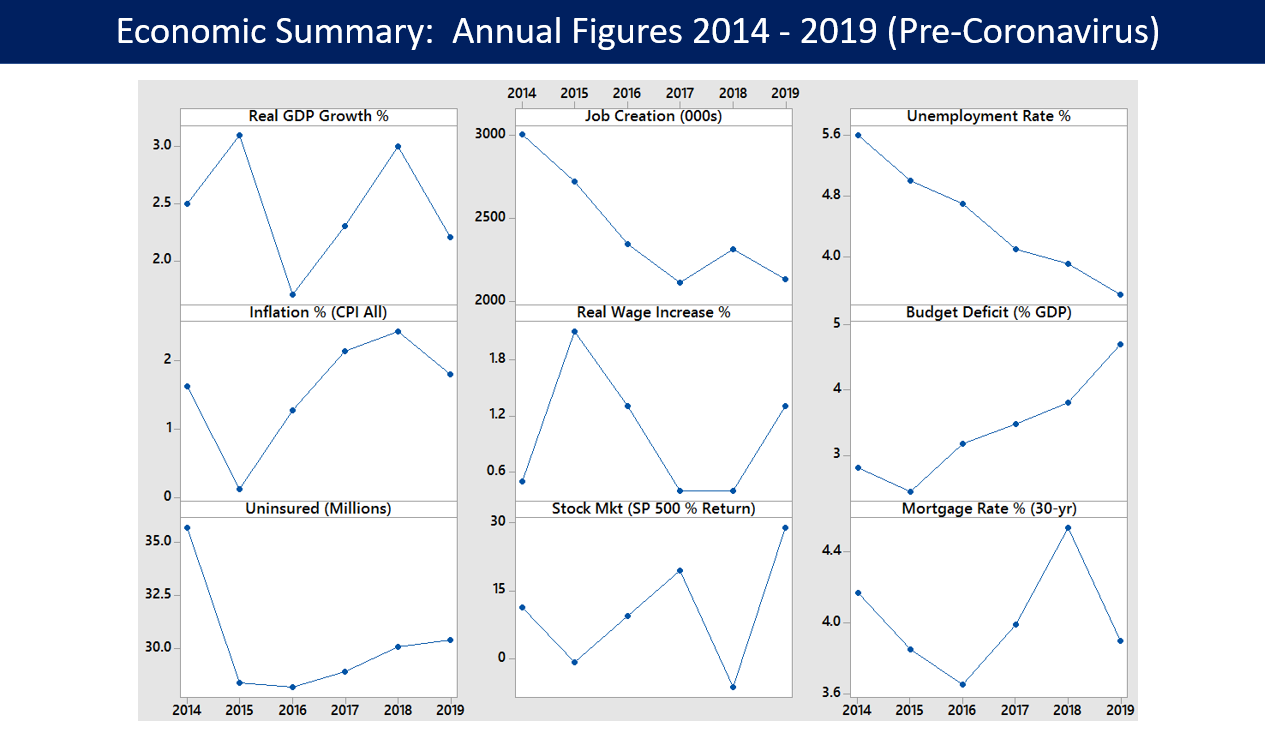
Biểu đồ minh họa chín biến số kinh tế chính được đo lường hàng năm trong giai đoạn từ 2014–2017. Trong đó giai đoạn 2014–2016 thuộc nhiệm kỳ thứ hai của Tổng thống Obama còn năm 2017 thuộc nhiệm kỳ của Tổng thống Trump. Tham khảo các trích dẫn trên trang chi tiết.

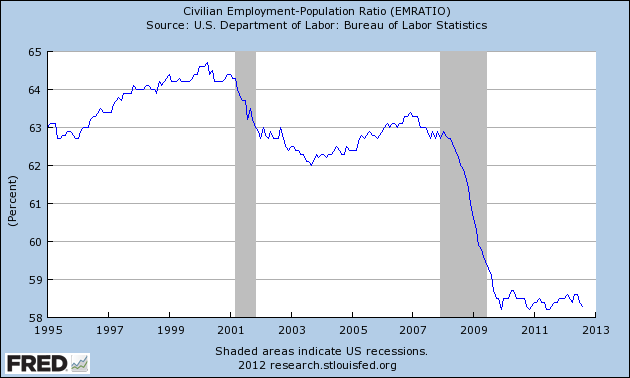
Tỷ lệ phần trăm dân số trong độ tuổi lao động có việc làm tại Mỹ, 1995-2012

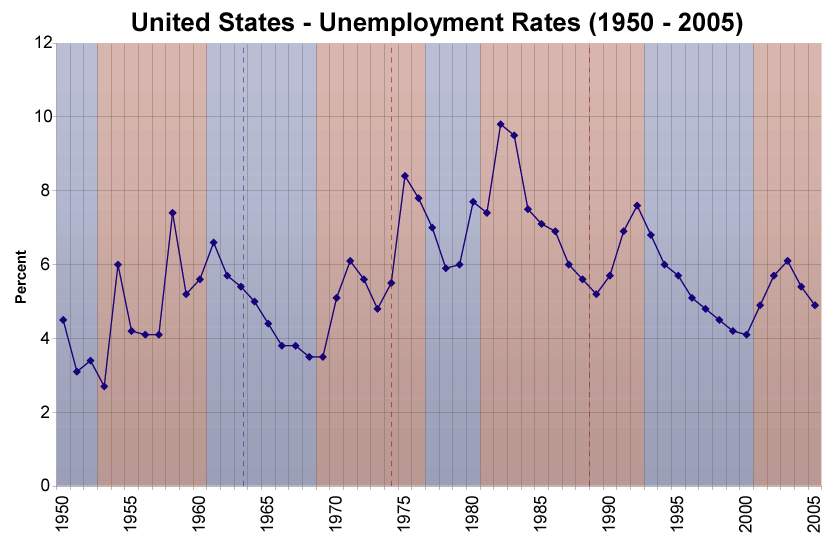
Tỷ lệ thất nghiệp chính thức tại Mỹ từ 1950-2005

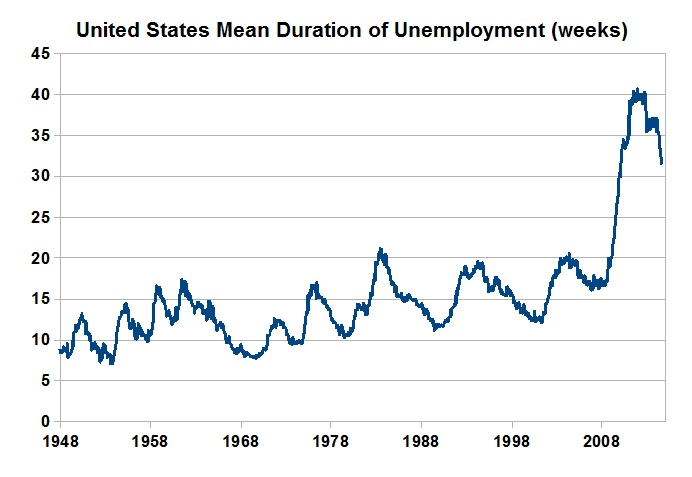
Thời gian thất nghiệp trung bình (theo tuần) tại Mỹ, 1948-2010.

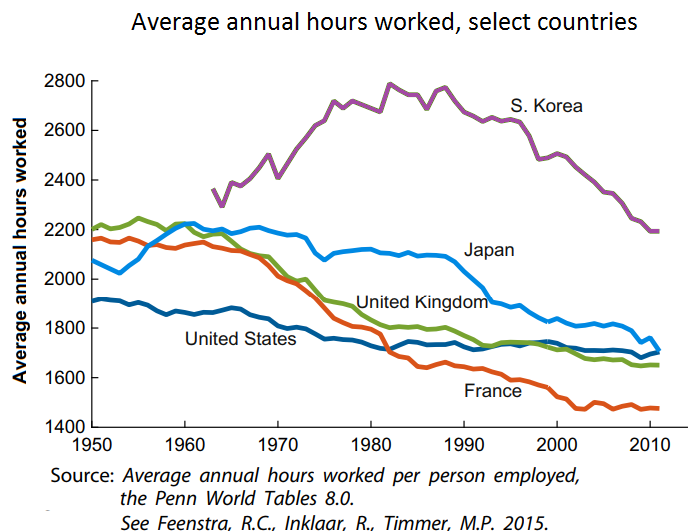
Thời gian làm việc trung bình hàng năm của 1 lao động tại các quốc gia.

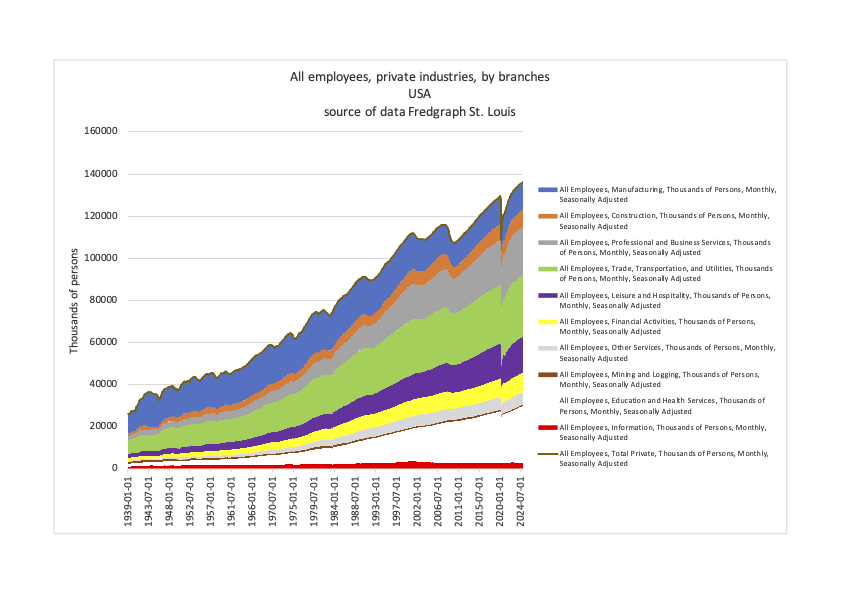
Thống kê tổng số lượng lao động tại các ngành kinh tế (kinh tế tư nhân)

Có tổng cộng xấp xỉ 160,4 triệu lao động đang được thuê trên khắp Hoa Kỳ trong năm 2017. Chính phủ Mỹ là đơn vị sử dụng nhiều lao động nhất với 22 triệu người, số liệu được ước tính vào năm 2010. Các công ty (doanh nghiệp) quy mô nhỏ là nhà tuyển dụng lớn nhất khi sử dụng tới 37% trong tổng số lao động ở Mỹ. Trong khi đó vị trí thứ 2 thuộc về những công ty, tập đoàn có quy mô với số lượng lao động sử dụng chiếm 38%.
Khu vực kinh tế tư nhân sử dụng tổng cộng 85% tổng lực lượng lao động của Mỹ. Chính phủ chỉ sử dụng 8% tổng lao động. Hơn 99% tổng các công ty doanh nghiệp tại Mỹ là các doanh nghiệp nhỏ. 30 triệu doanh nghiệp nhỏ tại Mỹ đã tạo ra 64% tổng việc làm mới. Việc làm tại các công ty quy mô nhỏ chiếm 70% tổng số việc làm được tạo ra trong thập kỷ vừa qua.
Tỷ lệ số lượng lao động Mỹ được thuê bởi các công ty, doanh nghiệp nhỏ so với bộ phận công ty tập đoàn lớn hầu như không thay đổi qua các năm khi mà một bộ phận các công ty nhỏ trở thành công ty lớn và chỉ có hơn một nửa số công ty nhỏ tồn tại hơn 5 năm. Trong số các doanh nghiệp lớn, một vài công ty có nguồn gốc Mỹ. Điển hình như Walmart là công ty tư nhân có quy mô lớn nhất và là đơn vị sử dụng lao động của tư nhân lớn nhất thế giới, hiện đang sử dụng 2,1 triệu lao động toàn cầu và 1,4 triệu lao động tại Mỹ.
Hiện có gần 30 triệu công ty kinh doanh quy mô nhỏ tại Mỹ. Các tộc người thiểu số như Người Mỹ gốc Tây Ban Nha, Mỹ gốc Phi, Mỹ gốc Á và người bản địa Mỹ (chiếm 35% tổng dân số Mỹ), sở hữu 4,1 triệu công ty/cơ sở kinh doanh tại Mỹ. Các công ty sở hữu bởi người thiểu số tạo ra gần 700 tỷ đô la danh thu và thuê gần 5 triệu nhân công tại Mỹ. Hoa Kỳ là quốc gia có mức thu nhập của lao động làm thuê cao nhất trong số các quốc gia OECD. Mức thu nhập trung bình hộ gia đình tại Mỹ năm 2008 là 52.029 đô la. Khoảng 284.000 lao động Mỹ có 2 công việc toàn thời gian và 7,6 triệu người có công việc bán thời gian bên cạnh công việc chính toàn thời gian. 12% tổng số lao động tham gia công đoàn; hầu hết các thành viên công đoàn là người làm thuê cho chính phủ. Sự sụt giảm của số lượng thành viên các công đoàn tại Mỹ trong những thập niên qua diễn ra song song với việc giảm thị phần lao động. Ngân hàng thế giới xếp Hoa Kỳ đứng đầu về mức độ dễ tuyển dụng và sa thải nhân công. Hoa Kỳ là nền kinh tế phát triển duy nhất không quy định số ngày nghỉ phép cho người lao động, và nằm trong số ít quốc gia không chi trả lương khi nghỉ phép, cùng với đó là Papua New Guinea, Suriname và Liberia. Năm 2014, Liên hiệp công đoàn thương mại quốc tế chấm điểm Mỹ thứ 4 trên 5+, mức thấp thứ 3 về việc bảo đảm quyền lợi cho công đoàn lao động.

### Thất nghiệp

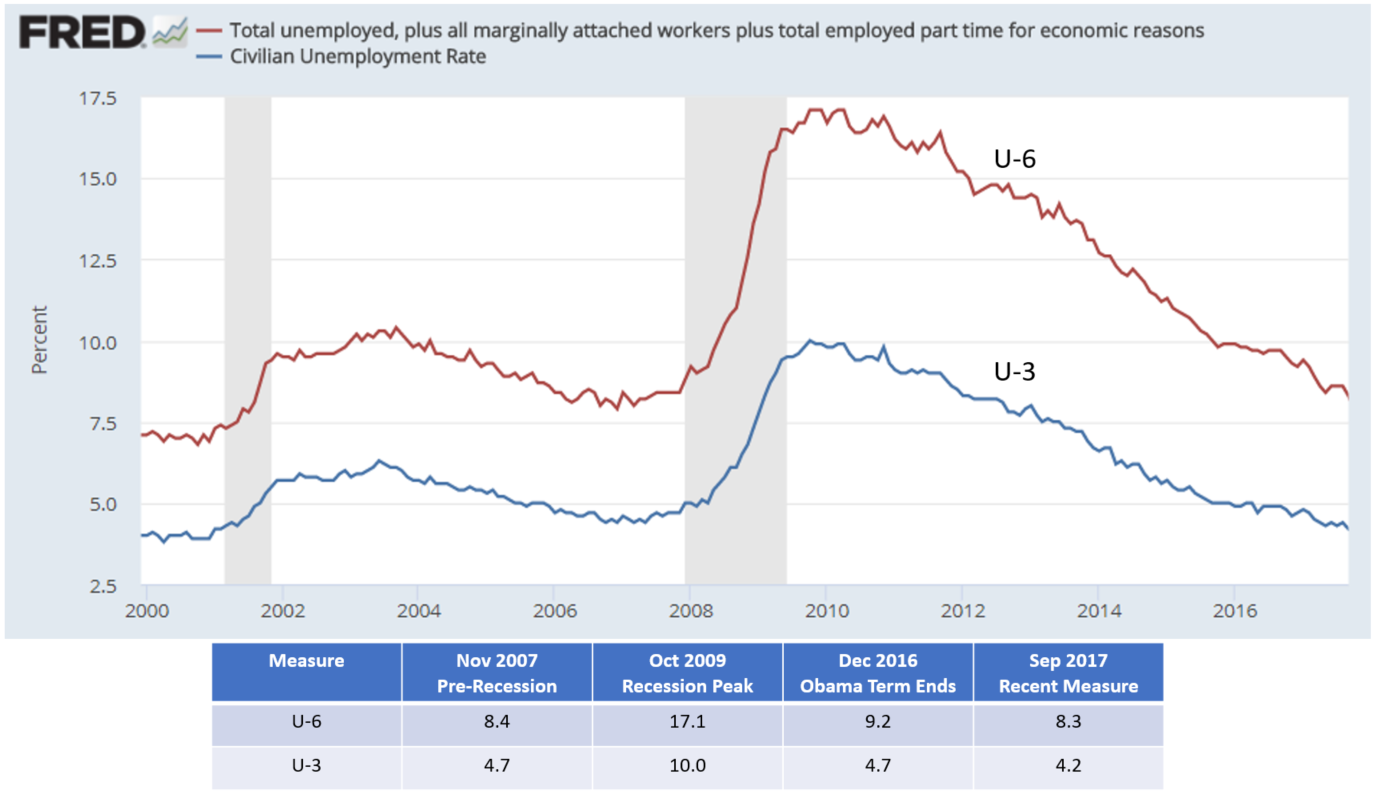
Biểu đồ đường thể hiện xu hướng tỷ lệ thất nghiệp trong giai đoạn 2000–2017 với các thước đo là U-3 và U-6.

Đến tháng 12 năm 2017, tỷ lệ thất nghiệp tại Mỹ là 4,1% tương đương 6,6 triệu người. Trong khi đó tỷ lệ thất nghiệp rộng hơn theo cách tính của chính phủ (bao gồm cả việc làm bán thời gian) là 8,1% tương đương 8,2 triệu người. Những con số này được tính toán trên cơ sở số lượng lực lượng lao động xấp xỉ 160,6 triệu người trên tổng dân số Hoa Kỳ là vào khoảng 324 triệu người.
Từ năm 2009 đến 2013, theo sau thời kỳ suy giảm kinh tế mạnh, những vấn đề phục hồi thất nghiệp dẫn tới mức độ tăng cao kỷ lục của thất nghiệp dài hạn với hơn 6 triệu người tìm kiếm công việc dài hơn 6 tháng (tháng 1 năm 2010). Điều này đặc biệt tác động tới những nhân công nhiều tuổi. Năm tiếp theo kết thúc đợt suy thoái (tháng 6 năm 2009) tại Mỹ, những người nhập cư đã có được 656.000 việc làm, trong khi người lao động sinh tại Mỹ bị mất hơn 1 triệu việc làm.
Vào tháng 4 năm 2010, tỷ lệ thất nghiệp chính thức là 9,9%, nhưng tỷ lệ thất nghiệp theo cách tính U6 của chính phủ (U-6 unemployment) là 17,1%. Trong thời kỳ giữa tháng 2 năm 2008 và tháng 2 năm 2010, tổng số người làm việc bán thời gian đã tăng thêm 4 triệu lên con số 8,8 triệu người, tương ứng tỷ lệ tăng 83%. Tới năm 2013, mặc dù tỷ lệ thất nghiệp đã giảm xuống mức dưới 8%, tỷ lệ thất nghiệp dài hạn và suy giảm thu nhập hộ gia đình vẫn tiếp diễn cùng với việc phục hồi thất nghiệp.
Sau thời kỳ thất nghiệp tại Mỹ tăng cao sau chiến tranh, tỷ lệ này đã giảm xuống mức dưới tỷ lệ cùng loại tại khu vực châu Âu giữa những năm 1980 và duy trì thấp hơn đáng kể từ đó. Trong năm 1955, 55% tổng lao động Mỹ làm việc trong ngành dịch vụ, 30-35% trong ngành công nghiệp, và từ 10-15% trong nông nghiệp. Tới năm 1980, hơn 65% lao động làm việc trong ngành dịch vụ, 25-30% trong công nghiệp và ít hơn 5% trong nông nghiệp. Tỷ lệ thất nghiệp tính theo nam giới tiếp tục cao hơn đáng kể so với nữ giới (9,8% so với 7,5% năm 2009). Tỷ lệ thất nghiệp của người da trắng tiếp tục thấp hơn nhiều so với người Mỹ gốc Phi (8,5% so với 15,8% năm 2009).
Tỷ lệ thất nghiệp ở lao động trẻ là 18,5% tháng 7 năm 2009 (cao nhất kể từ 1948). Tỷ lệ thất nghiệp của lao động trẻ Mỹ gốc Phi lên tới 28,2% tháng 5 năm 2013.

### Lao động chia theo khu vực
Lao động tại Hoa Kỳ ước tính tới năm 2012 bao gồm 79,7% trong ngành dịch vụ, 19,2% trong ngành công nghiệp sản xuất, và 1,1% trong khu vực nông nghiệp.

## Thu nhập và tài sản

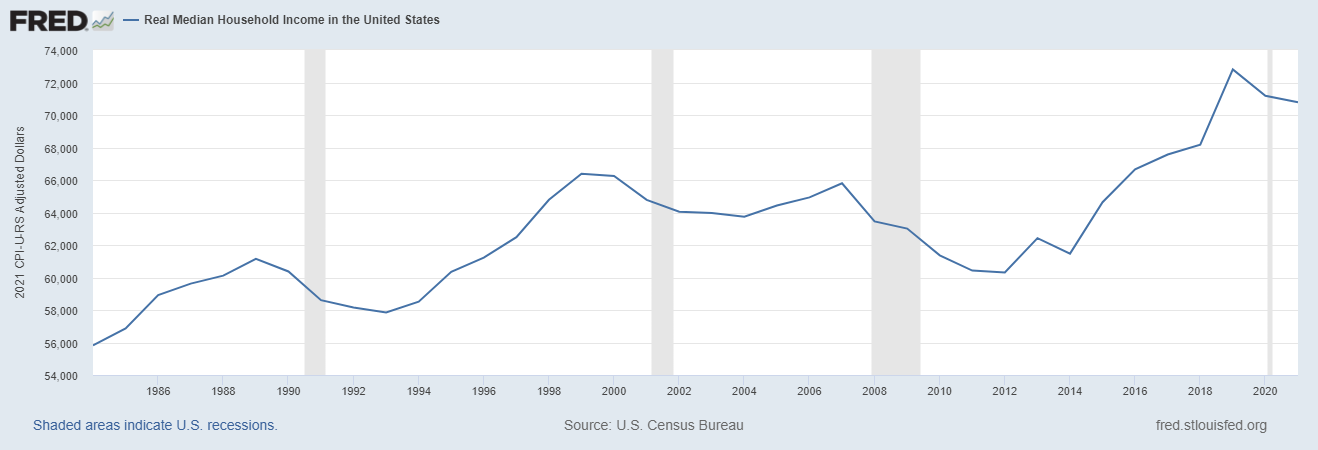
Thu nhập thực tế trung bình của các hộ gia đình tại Hoa Kỳ (1984–2018)

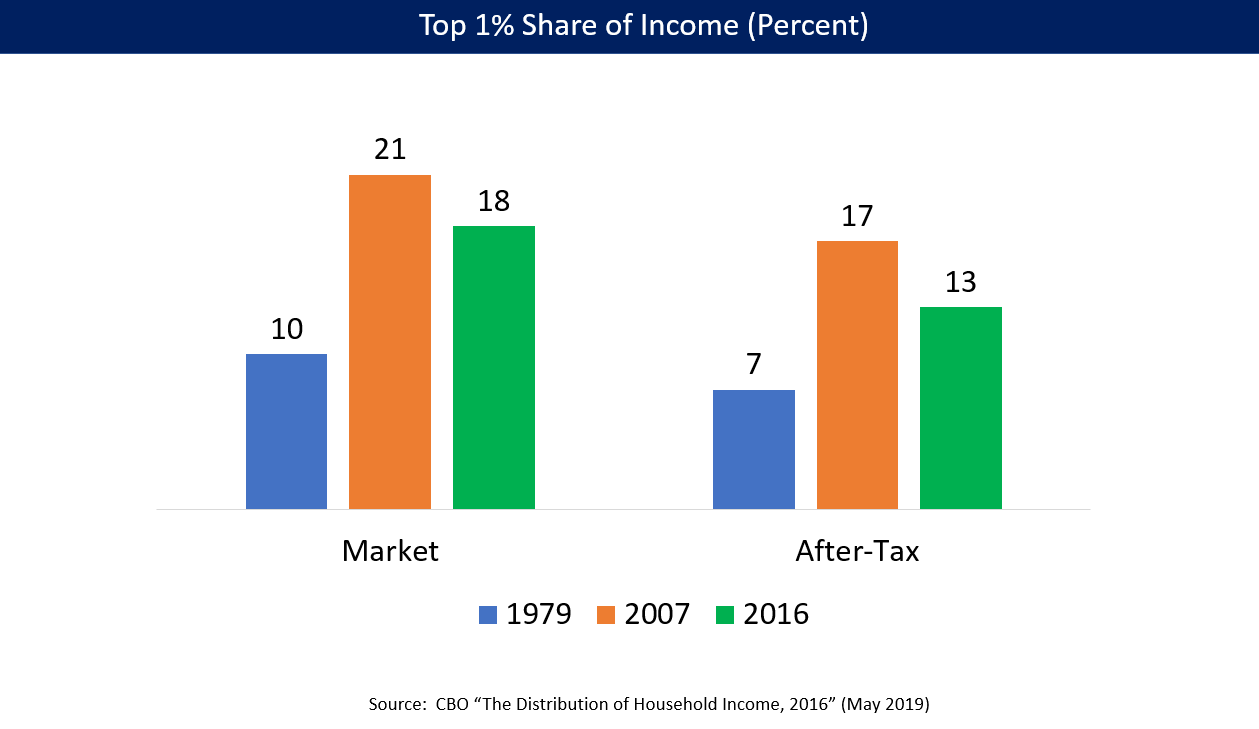
Tỷ trọng thu nhập (trước thuế và sau thuế) của top 1% hộ gia đình có thu nhập cao nhất cả nước vào các năm 1979, 2007 và 2015 (số liệu từ CBO). Ngày đầu tiên (năm 1979) phản ánh giai đoạn trước năm 1980 với sự phân bố về thu nhập mang tính bình đẳng hơn, năm 2007 là thời kỳ xuất hiện sự bất bình đẳng trong thu nhập cao nhất trong số các giai đoạn sau năm 1980 và con số này của năm 2015 phản ánh chính sách cuea Obama trong việc tăng thuế thu nhập lên các hộ gia đình trong top 1% có thu nhập cao nhất cùng với những tác động còn lại của cuộc Đại suy thoái..

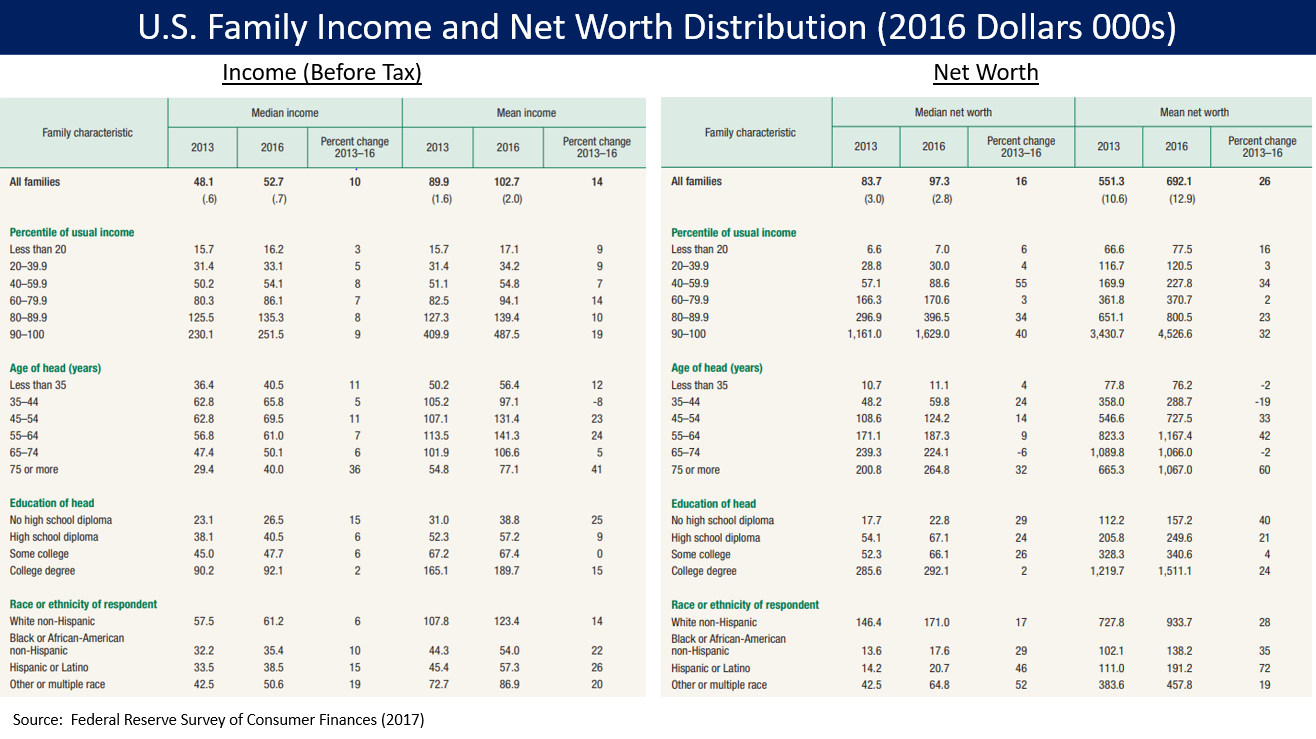
Danh sách thu nhập trước thuế của các hộ gia đình Hoa Kỳ và bảng phân phối giá trị ròng trong các năm 2013 và 2016, số liệu được lấy từ Cục Dự trữ Liên bang theo khảo sát về tài chính của người tiêu dùng.

### Các thước đo về thu nhập
Theo cục điều tra dân số, mức thu nhập hộ gia đình điều chỉnh theo lạm phát đã đạt mức cao kỷ lục là $59.039 năm 2016.Tuy nhiên, con số này chỉ cao hơn mức kỷ lục từng được thiết lập trước đó vào năm 1998, cho thấy sức mua trong thu nhập của những hộ gia đình thuộc giới trung lưu đã bị đình trệ hoặc giảm xuống trong suốt 20 năm qua. . Trong năm 2013, tổng số tiền mà toàn bộ nhân viên làm việc tại Hoa Kỳ được thưởng là $8,969 nghìn tỷ, trong khi tổng đầu tư tư nhân đạt $2,781 nghìn tỷ.
Hoa Kỳ là quốc gia có mức thu nhập bình quân hộ gia đình cao nhất trong số các quốc gia OECD, và năm 2010 là nước có mức thu nhập bình quân hộ gia đình(median household income) cao thứ 4, xuống 2 bậc so với 2007. Theo một nghiên cứu độc lập, mức thu nhập của tầng lớp trung lưu tại Mỹ đã giảm xuống mức ngang bằng với mức tại Canada năm 2010, và xuống mức thấp hơn vào 2014, trong khi một vài quốc gia phát triển khác đã thu hẹp khoảng cách này trong những năm gần đây.

### Sự bất bình đẳng trong thu nhập
Bất bình đẳng thu nhập đã trở thành một chủ đề được tranh luận sôi nổi trên toàn cầu. Theo CIA World Factbook, bất bình đẳng thu nhập ở Hoa Kỳ xếp hạng thứ 41 trên tổng số 156 quốc gia vào năm 2017 (tức là 74% quốc gia trong bảng xếp hạng có phân phối thu nhập bình đẳng cao hơn Hoa Kỳ) ). Theo Văn phòng Ngân sách Quốc hội, 1% hộ gia đình có thu nhập cao nhất kiếm được khoảng 9% tổng thu nhập trước thuế của cả nước vào năm 1979, so với 19% trong năm 2007 và 17% vào năm 2014. Đối với thu nhập sau thuế, những con số này là lần lượt là 7%, 17% và 13%. Những con số này cho thấy tỷ lệ thu nhập mà những người có thu nhập cao nhất kiếm được đã tăng hơn gấp đôi trong giai đoạn từ năm 1979 đến 2007 và  giảm đi phần nào sau cuộc Đại suy thoái khi mà thuế suất đánh vào nhóm những người này đã tăng lên và các chính sách tái phân phối được Tổng thống Barack Obama áp dụng vào năm 2013 (Trong khi Tổng thống Bush Cắt giảm thuế đối với nhóm người này (en: Bush tax cuts và trợ cấp cho những người có thu nhập thấp hơn thông qua Đạo luật Bảo vệ Bệnh nhân và Chăm sóc Sức khỏe Hợp túi tiền). ]]). Nếu như thực hiện tính lại thu nhập cura năm 2012 bằng cách sử dụng những dữ liệu về phân phối thu nhập của năm 1979 (giai đoạn có sự phân phối thu nhập bình đẳng hơn) thì 99% hộ gia đình thuộc tầng lớp thấp nhất sẽ có thu nhập trung bình vào khoảng trên $7.100. . Bất bình đẳng thu nhập ở Hoa Kỳ đã tăng lên kể từ năm 2005 cho đến năm 2012 tại hai phần khu vực đô thị Hoa Kỳ.
Nhóm một phần trăm người có thu nhập cao nhất chiếm tới 52% tổng thu nhập giai đoạn từ năm 2009 đến 2015, trong đó thu nhập được định nghĩa là thu nhập từ thị trường không bao gồm những khoản tái phân phối từ chính phủ, và tỷ trọng thu nhập của họ trên tổng thu nhập đã được tăng lên gấp đôi từ 9% năm 1976 lên 20% năm 2011. Theo báo cáo năm 2014 của OECD, 80% tăng trường của tổng thu nhập (từ thị trường) trước thuế thuộc về nhóm 10% cao nhất từ năm 1957 đến 2007.
Một số những nhà kinh tế học và hoạt động đã thể hiện những nghi ngại về vấn đề bất bình đẳng trong thu nhập và coi nó là một vấn đề cần bày tỏ sự 'quan ngại sâu sắc' sự bất công, đồng thời là một mối hiểm hoạ đe dọa sự ổn định của nền dân chủ và cả xã hội hoặc là dấu hiệu đánh dấu sự suy thoái của cả một quốc gia. Giáo sư Robert Shiller đến từ Đại học Yale cho rằng "Vấn đề quan trọng nhất mà chúng ta đang phải đối mặt ngày nay chính là sự gia tăng bất bình đẳng về thu nhập tại Hoa Kỳ và những nơi khác trên thế giới." Giáo sư Thomas Piketty của đại học kinh tế Paris cho rằng kể từ sau những năm 1980, sự gia tăng của bất bình đẳng là một trong những nguyên nhân dẫn đến cuộc khủng hoảng 2008 bằng việc gây ra sự bất ổn cho nền tài chính quốc gia. Năm 2016, nhà kinh tế học Peter H. Lindert và Jeffrey G. Williamson khẳng định rằng bất bình đẳng đã tăng lên ở mức độ cao nhất kể từ khi nước Mỹ lập quốc. Năm 2018, bất bình đẳng thu nhập ở Hoa Kỳ đã đạt con số cao kỷ lục ghi nhận bởi Cục Thống kê Dân số Hoa Kỳ khi mà chỉ số Gini của quốc gia này là 0,485. .
Một số khác không đồng tình với quan điểm trên, cho rằng vấn đề bất bình đẳng là một sự đánh lạc hướng chính trị để người ta không nghĩ tới những vấn đề thực sự như thất nghiệp dài hạn và tăng trưởng chậm chạp. Giáo sư kinh tế Tyler Cowen của đại học George Mason đã gọi bất bình đẳng là một "con cá trích đỏ", đó là những nhân tố tăng lên trong một quốc gia có thể đồng thời giảm xuống trên toàn cầu, và nói rằng những chính sách phân phối lại nhằm làm giảm bất bình đẳng có thể gây ra nhiều hại hơn là lợi vì liên quan đến vấn đề thực sự của mức tiền công cố định. Robert Lucas Jr. cho rằng vấn đề nổi bật nhất liên quan đến mức sống của người Mỹ là chính phủ đang tăng quy mô quá mức, và những chính sách gần đây dịch chuyển theo hướng chính sách thuế của Châu Âu, chi tiêu chính phủ, và các quy định có thể một cách mập mờ đặt nước Mỹ vào một quỹ đạo thấp hơn đáng kể mức thu nhập của Châu Âu. Một vài nhà nghiên cứu đã tranh luận về mức độ chính xác của những dữ liệu liên quan đến xu hướng bất bình đẳng, và nhà kinh tế học Michael Bordo và Christopher M. Meissner cho rằng bất bình đẳng không thể là nguyên nhân dẫn đến khủng hoảng tài chính năm 2008.
Theo một báo cáo của Vụ Khảo cứu Quốc hội, thuế trên thặng dư vốn giảm là nhân tố lớn nhất dẫn đến việc tăng bất bình đẳng thu nhập ở Mỹ từ năm 1996 đến 2006.
Đến năm 2010, Hoa Kỳ có mức chênh lệch về thu nhập đứng thứ 4 trong số các quốc gia OECD, sau Thổ Nhĩ Kỳ, Mexico và Chile. Viện Brookings nói rằng trong tháng 3 năm 2013, bất bình đẳng thu nhập gia tăng và trở thành vĩnh viễn, làm giảm đáng kể khả năng dịch chuyển xã hội của Hoa Kỳ. OECD xếp Mỹ đứng thứ 10 trong dịch chuyển xã hội, đứng sau các nước Bắc Âu, Úc, Canada, Đức, Tây Ban Nha và Pháp. Trong số các quốc gia phát triển lớn, chỉ có Italy và Anh Quốc có mức dịch chuyển xã hội thấp hơn. Điều này một phần xoáy sâu vào tình trạng nghèo đói của những người dân Mỹ, dẫn đến những trẻ em ngheo bị bỏ mặc bất lợi về kinh tế, mặc dù những nhà kinh tế khác quan sát một sự tăng lên ở Mỹ là khó về mặt toán học do khoảng cách thu nhập cao hơn và phân bổ rộng hơn so với các quốc gia có khoảng khách thu nhập hẹp, thậm chí người dân sẽ muốn giữ sự dịch chuyển đó ở Mỹ và không quan tâm tới những so sánh quốc tế có ý nghĩa như thế nào.
Đã có sự mở rộng về khoảng cách giữa năng suất lao động và thu nhập trung bình kể từ những năm 1970. Nguyên nhân chủ yếu là do sự sụt giảm số giờ làm việc trung bình tính theo đầu người. Nguyên nhân khác bao gồm sự tăng lên của phúc lợi phi tiền mặt như là sở hữu cổ phần công ty (Không tính vào thu nhập), người nhập cư gia nhập lực lượng lao động, những sai lệch về mặt thống kê bao gồm việc sử dụng những cách thức điều chỉnh lạm phát khác nhau, năng suất lao động tăng không tương đồng với các khu vực sử dụng ít lao động, thu nhập chuyển dịch từ lao động sang vốn, sự chênh lệch mức tiền lương của lao động có kỹ năng khác nhau, năng suất lao động bị thổi phồng một cách sai lệch bởi việc gia tăng công nghệ và những vấn đề thuộc về đo lường mức giá nhập khẩu, và/hoặc một thời kỳ điều chỉnh tự nhiên theo sau sự tăng lên của thu nhập trong giai đoạn hậu chiến tranh.
Theo một nghiên cứu năm 2018 của OECD, trong bối cảnh những người lao động thất nghiệp và có rủi ro thất nghiệp hầu như không nhận được bất cứ sự hỗ trợ nào của chính phủ và bị cản trở bởi hệ thống thương lượng tập thể yếu kém, Hoa Kỳ có sự bất bình đẳng trong thu nhập và tỷ lệ người lao động có thu nhập thấp cao hơn hầu hết các quốc gia phát triển khác. . Theo một nghiên cứu vào năm 2020 của RAND Corporation thì  1% những người có thu nhập cao nhất ở Hoa Kỳ lấy đi mất $50 nghìn tỷ từ 90% người có thu nhập ở mức đáy xã hội trong giai đoạn 1975 đến 2018. .

### Giá trị ròng của hộ gia đình và bất bình đẳng giàu nghèo
Tính đến Quý 4 năm 2017, tổng giá trị tài sản ròng hộ gia đình tại Mỹ đạt mức cao kỷ lục là $99 nghìn tỷ, tăng $5,2 nghìn tỷ so với năm 2016. Mức tăng này phản ánh cả mức tăng của thị trường chứng khoán và mức tăng giá nhà ở và đây là mức tăng kỷ lục từng được thiết lập kể từ quý 4 năm 2012. . Nếu chia đều $99 nghìn tỷ đại diện cho trung bình $782.000 cho mỗi hộ gia đình (cho khoảng 126,2 triệu hộ gia đình) tương đương $302.000 cho mỗi người. Tuy nhiên, số trung vị của toàn bộ hộ gia đình (tức là một nửa số gia đình trên và dưới mức này) là 97.300 đô la vào năm 2016. 25% gia đình dưới cùng có giá trị ròng trung bình bằng 0, trong khi các hộ gia đình trong khoảng từ 25% đến 50% có giá trị ròng trung bình là $ 40.000. .
Sự chênh lệch giàu nghèo còn tồi tệ hơn so với sự bất bình đẳng về thu nhập khi mà nhóm 1% hộ gia đình giàu nhất sở hữu xấp xỉ 42% giá trị tài sản ròng vào năm 2012, so với 24% vào năm 1979. . Theo một báo cáo tháng 9 năm 2017 của Cục Dự trữ Liên bang, chênh lệc giàu nghèo đang ở mức cao kỷ lục; thống kê chỉ ra rằng 1% người giàu nhất kiểm soát tới 38,6% tài sản của cả nước vào năm 2016. . Tập đoàn tư vấn Boston (Boston Consulting Group) đưa ra báo cáo vào tháng 6 năm 2017 dự báo 1% người giàu nhất ở Mỹ sẽ kiểm soát 70% tài sản của cả nước vào năm 2021. .
10% người giàu nhất sở hữu 80% tổng tài sản tài chính. Sự bất bình đẳng trong thu nhập ở Hoa Kỳ là cao hơn hầu hết các nước phát triển khác trừ Thụy Sĩ và Đan Mạch. Sự giàu có có được từ tài sản thừa kế có thể giúp giải thích tại sao nhiều người Mỹ trở nên giàu có và có được một "khởi đầu thuận lợi". Vào tháng 9 năm 2012, theo Viện Nghiên cứu Chính sách, "hơn 60%" trong tổng số 400 người Mỹ giàu nhất của Forbes giàu lên từ việc nhận được tài sản thừa kế. Tài sản hộ gia đình trung bình đã giảm 35% ở Hoa Kỳ, từ 106.591 đô la xuống còn 68.839 đô la từ năm 2005 đến năm 2011 do cuộc Đại suy thoái nhưng sau đó đã phục hồi như đã nêu ở trên.
Khoảng 30% toàn bộ dân số là triệu phú trên toàn thế giới sống ở Hoa Kỳ (tính đến năm 2009). }}). Cơ quan Tình báo kinh tế ước tính vào năm 2008 rằng có tổng cộng 16.600.000 triệu phú sống ở Hoa Kỳ và có khoảng 34% tỷ phú trên thế giới là người Mỹ (năm 2011). ).

### Sở hữu nhà ở

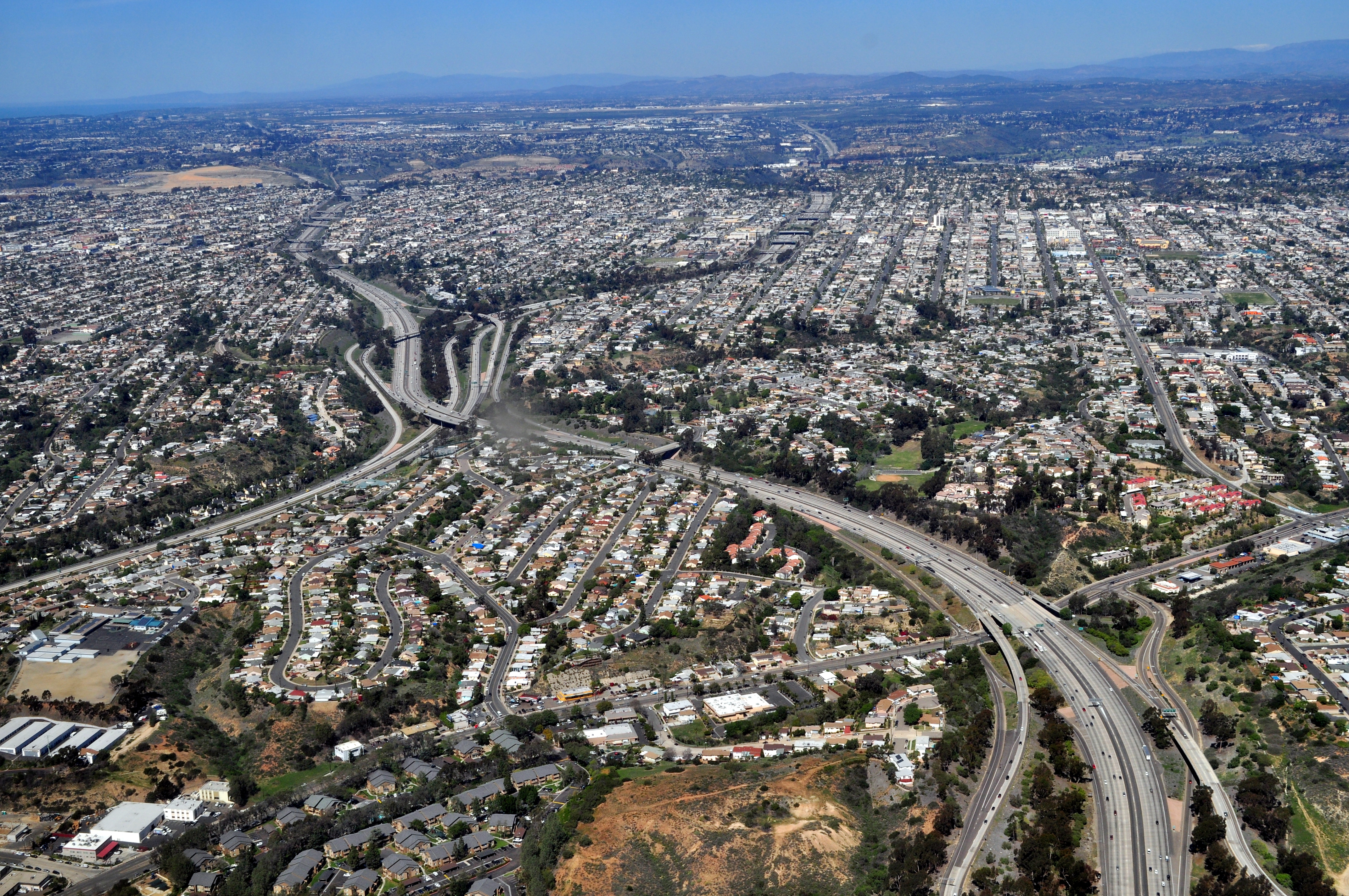
Quang cảnh khu vực ngoại ô thành phố San Diego từ trên không

Theo thống kê thì mỗi người dân Mỹ có 65 mét vuông nhà ở (tương đương 700 feet vuông), tức nhiều hơn từ 50-100% mức trung bình ở các quốc gia có thu nhập cao khác. Tương tự, tỷ lệ sở hữu các loại đồ dùng và tiện nghi là tương đối cao so với các quốc gia khác.
Giữa tháng 6 năm 2007 và tháng 11 năm 2008 cuộc suy thoái kinh tê toàn cầu dẫn đến sự sụt giảm giá tài sản trên khắp thế giới. Tài sản sở hữu bởi người Mỹ đã mất khoảng một phần tư giá trị. Từ thời kỳ đỉnh điểm vào Quý 2 năm 2007, giá trị tài sản của các hộ gia đình đã giảm 14 nghìn tỷ đô la. Cục dự trữ liên bang (Fed) nói rằng vào cuối năm 2008, tổng số nợ của các ngành phi tài chính là 33,5 nghìn tỷ đô la, bao gồm nợ của các hộ gia đình là 13,8 nghìn tỷ đô la.
Báo cáo của Trung tâm nghiên cứu Pew nói rằng, trong năm 2016, lần đầu tiên trong suốt 130 năm, người Mỹ độ tuổi từ 18 đến 34 phải sống với cha mẹ mình nhiều hơn bất kỳ giai đoạn khủng hoảng nhà ở nào. Việc sở hữu nhà ở gần như ngoài tầm với của phần lớn những người trưởng thành trẻ tuổi.

### Lợi nhuận và tiền lương (tiền công)
Vào tháng 3 năm 2013, khi chỉ số chứng khoán công nghiệp Dow Jones lập mức cao kỷ lục, thu nhập hộ gia đình và cá nhân đều xuống thấp đáng kể so với thời kỳ cao đỉnh điểm 2007. Trong năm 1970, tiền lương chiếm 51% GDP Hoa Kỳ và lợi nhuận ít hơn 5%. Nhưng tới năm 2013, tiền lương đã giảm xuống chỉ còn 44% GDP, trong khi lợi nhuận tăng gấp đôi lên mức 11%. Mức thu nhập cá nhân sau thuế điều chỉnh theo lạm phát đã tăng đều đặn ở Mỹ từ 1945 đến 2008, nhưng đã giữ nguyên kể từ đó.
Trong năm 2005, mức thu nhập bình quân của người dân độ tuổi trên 18 là 3.317 đô la cho phụ nữ thất nghiệp, có gia đình gốc Á cho tới 55.935 đô la cho đàn ông có việc làm toàn thời gian gốc Á. Theo cục thống kê dân số Mỹ, nam giới có mức thu nhập cao hơn phụ nữ trong khi người Mỹ gốc châu Á và Âu kiếm nhiều tiền hơn người Mỹ gốc Phi và Tây Ban Nha. Thu nhập bình quân chung của tất cả người dân trên 18 tuổi là 24.062 đô la (và 32.140 đô la cho độ tuổi từ 25 trở lên) trong năm 2005.
Thu nhập bình quân tổng thể của 155 triệu người độ tuổi trên 15 có việc làm trong năm 2005 là 28.567 đô la. Để tham khảo, mức tiền công tối thiểu năm 2009 là 7,25 đô la một giờ hoặc 15.080 đô la cho 2.080 giờ trong một năm làm việc. Tiền lương tối thiểu chỉ vừa cao hơn mức nghèo đói của người độc thân và khoảng 50% mức nghèo đói của một gia đình 4 người.
Một khảo sát vào tháng 8 năm 2017 bởi CareerBuilder cho thấy 8 trên 10 công nhân Mỹ sống trong tình trạng tiền lương chỉ vừa đủ trả các chi phí sinh hoạt. Người phát ngôn Mike Erwin của CareerBuilder đã chỉ trích "tiền lương thấp cố định và sự tăng giá mọi mặt hàng từ giáo dục đến nhiều hàng hoá tiêu dùng thiết yếu". Theo một khảo sát của Cục bảo vệ người tiêu dùng liên bang về tình trạng sức khoẻ tài chính của công dân Hoa Kỳ, gần tới một nửa số người gặp khó khăn trong việc chi trả hoá đơn, và hơn một phần ba số người đang gặp nhiều khó khăn như không thể có chỗ ở, hết thực phẩm, hoặc không đủ tiền để trả tiền viện phí.
Việc phân bổ thu nhập hộ gia đình tại Mỹ trở nên bất công hơn trong suốt giai đoạn sau phục hồi kinh tế 2008, lần đầu tiên xảy ra tại Mỹ nhưng xu hướng chung với những giai đoạn phục hồi kinh tế sau khủng hoảng kể từ 1949. Bất bình đẳng về thu nhập ở Mỹ đã tăng từ 2005 đến 2012 ở 2 trên 3 khu trung tâm. Tài sản bình quân hộ gia đình đã giảm 35% tại Mỹ, từ 106.591 đô la xuống còn 68.839 đô la từ 2005 tới 2011.

### Nghèo khó

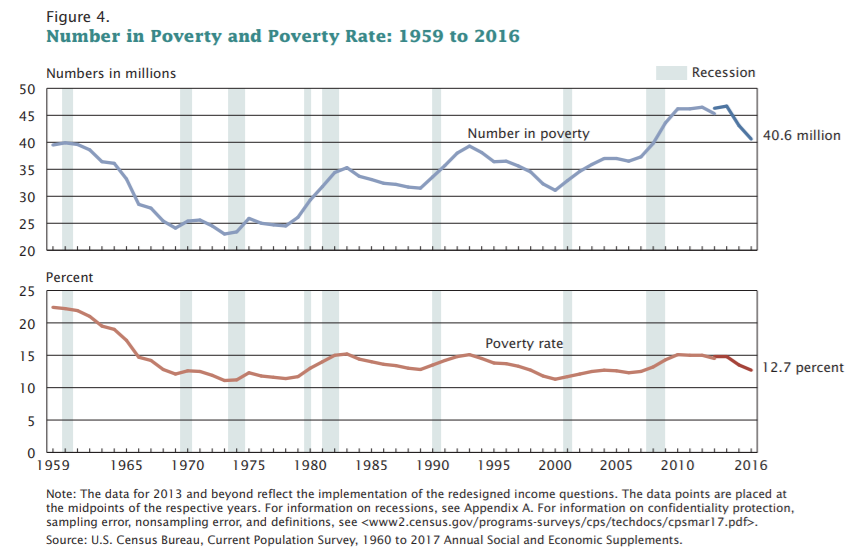
Số người nghèo và tỷ lệ nghèo khó ở Hoa Kỳ giai đoạn 1959-2016

Khoảng cách thu nhập giữa người giàu và người nghèo tại Mỹ lớn hơn bất cứ quốc gia phát triển nào khác. Bắt đầu từ những năm 1980 tỷ lệ nghèo tương đối liên tục vượt cao hơn so với tỷ lệ tương tự tại các quốc gia giàu có khác, mặc dù các phân tích sử dụng những bộ dữ liệu chung để so sánh thường thấy rằng Hoa Kỳ có tỷ lệ nghèo tuyệt đối thấp hơn hầu hết các quốc gia. Những người cực nghèo khó (Extreme poverty) tại Hoa Kỳ, là những hộ gia đình có thu nhập ít hơn 2 đô la một ngày (Không kể trợ cấp chính phủ), đã tăng gấp đôi từ mức năm 1996 lên 1,5 triệu người năm 2011, bao gồm 2,8 triệu trẻ em. Trong năm 2013, trẻ em nghèo đã tăng mức kỷ lục, với 16,7 triệu trẻ em sống trong tình trạng thiếu thốn lương thực, khoảng 35% cao hơn mức năm 2007. Đến năm 2015, 44% trẻ em trên toàn nước Mỹ sống trong những gia đình có thu nhập thấp.
Trong năm 2014, 14,8% dân số Mỹ sống trong nghèo khó. Theo một khảo sát bởi tờ báo Associated, 4 trong 5 người Mỹ trưởng thành gặp khó khăn với tình trạng không có việc làm, tình trạng cận nghèo hoặc phải dựa vào trợ cấp trong ít nhất một phần đời của họ. Báo cáo của Feeding America chỉ ra trong năm 2014 có 49 triệu người Mỹ lâm vào tình trạng không bảo đảm về đủ thực phẩm. Trong tháng 6 năm 2016, tổ chức IMF đã cảnh báo Hoa Kỳ rằng tỷ lệ nghèo khó tăng cao cần được giải quyết khẩn cấp.

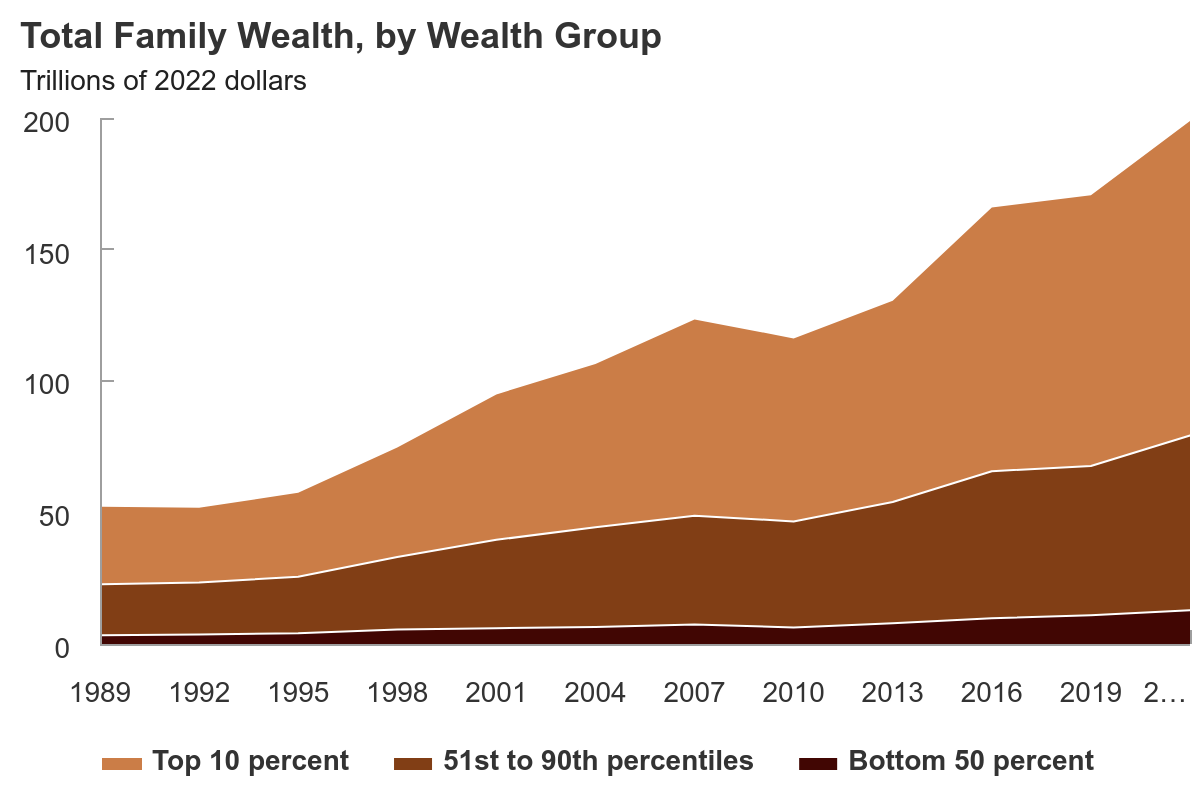
Sự gia tăng chênh lệch giàu nghèo tại Hoa Kỳ giai đoạn 1989-2013.

Dân số nằm trong mức cực nghèo khó đã tăng một phần ba từ năm 2000 đến 2009. Người dân thuộc diện này thường không được tiếp cận với giáo dục có chất lượng; tỷ lệ phạm tội cao hơn, tỷ lệ cao hơn về những tổn thương thể chất và tâm lý, thiếu tiếp cận tới tín dụng và tích luỹ của cải; chịu giá hàng hoá dịch vụ cao, và khó có cơ hội tiếp cận những cơ hội nghề nghiệp. Đến năm 2013, 44% người nghèo tại Mỹ bị coi là cực nghèo, với mức thu nhập chỉ bằng 50% hoặc thấp hơn ngưỡng quy định của chính phủ.
Đã có khoảng 643.000 vô gia cư tại Mỹ trong một đêm vào tháng 1 năm 2009. Gần hai phần ba sống trong những lều khẩn cấp hoặc nhà tạm và một phần ba còn lại sống trên đường phố, trong những căn nhà bỏ hoang, hoặc những nơi khắc nghiệt khác. Khoảng 1,56 triệu người, hoặc 0,5% dân số Mỹ, phải sử dụng lều khẩn cấp hoặc nhà tạm từ tháng 10 năm 2008 đến tháng 9 năm 2009. Khoảng 44% tổng số người vô gia cư có việc làm.
Hoa Kỳ có một trong những hệ thống lưới an sinh xã hội thấp nhất trong các quốc gia phát triển. Mức sống của người nghèo tại Mỹ nằm trong số cao nhất trển thế giới. Trong vòng ba thập kỷ gần nhất, người nghèo tại Mỹ đã bị tống giam với tỷ lệ cao hơn tại các quốc gia phát triển khác.

## Hệ thống chăm sóc sức khoẻ
Có nhiều tổ chức khác nhau cung cấp các dịch vụ chăm sóc sức khoẻ tại Mỹ. Hệ thống các cơ sở vật chất và trang thiết bị phần lớn được sở hữu và vận hành bởi khu vực kinh tế tư nhân. Bảo hiểm sức khoẻ cho người lao động thuộc khu vực công chủ yếu được cung cấp bởi chính phủ. Ước tính từ 60-65% chi tiêu chăm sóc sức khoẻ đến từ các chương trình như Medicare, Medicaid, Tricare, chương trình bảo hiểm sức khoẻ cho trẻ em, và cơ quan chăm sóc sức khoẻ cho cựu binh (Veterans Health Administration). Hầu hết dân số độ tuổi dưới 65 được mua bảo hiểm bởi người thân hoặc công ty nơi người thân của họ làm việc, một vài người tự mua bảo hiểm, và số còn lại không được bảo hiểm. Vào ngày 23 tháng 3 năm 2010, đạo luật PPACA (Patient Protection and Affordable Care Act) hay "ObamaCare" được thông qua, tác động đáng kể tới các chương trình bảo hiểm sức khoẻ. Trong số 17 quốc gia có thu nhập cao được nghiên cứu bởi Viện sức khoẻ quốc gia năm 2013, Hoa Kỳ xếp hạng nhóm đầu về tỷ lệ béo phì, mức độ thường xuyên trong sử dụng ô tô và gặp tai nạn, tội phạm giết người, tỷ lệ tử vong trẻ sơ sinh, các bệnh về tim và phổi, bệnh truyền nhiễm qua đường tình dục, mang thai tuổi vị thành niên, tử vong hoặc bị thuương do sử dụng chất có cồn và ma tuý tổng hợp, và tỷ lệ người bị tàn phế. Cùng với đó, thói quen sống và các nhân tố xã hội đã đặt Hoa Kỳ ở vị trí cuối về tuổi thọ người dân. Tính trung bình, một nam giới Mỹ có tuổi thọ ít hơn 4 năm so với nam giới tại các quốc gia trong nhóm đứng đầu, mặc dù người Mỹ từ độ tuổi 75 trở lên sống lâu hơn so với những người dân cùng độ tuổi tại các quốc gia so sánh.

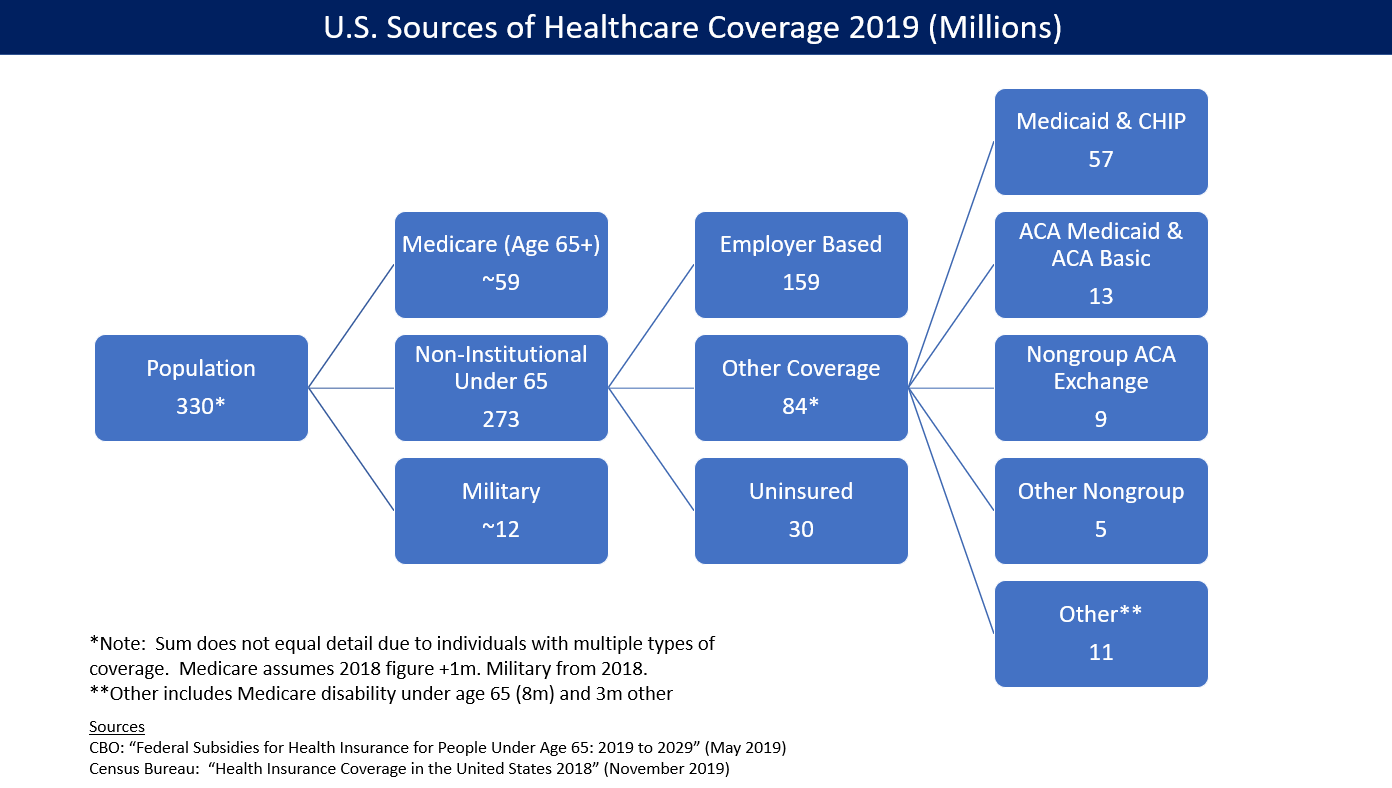
Sơ đồ biểu thị danh sách các nguồn Bảo hiểm y tế của Hoa Kỳ vào năm 2016. Theo ước tính của CBO thì Đạo luật Bảo vệ Bệnh nhân và Chăm sóc Sức khỏe Hợp túi tiền (ACA / Obamacare) chịu trách nhiệm cho 23 triệu người được tiếp cận các nguồn bảo hiểm thông qua trao đổi và mở rộng chương trình :en:Medicaid.

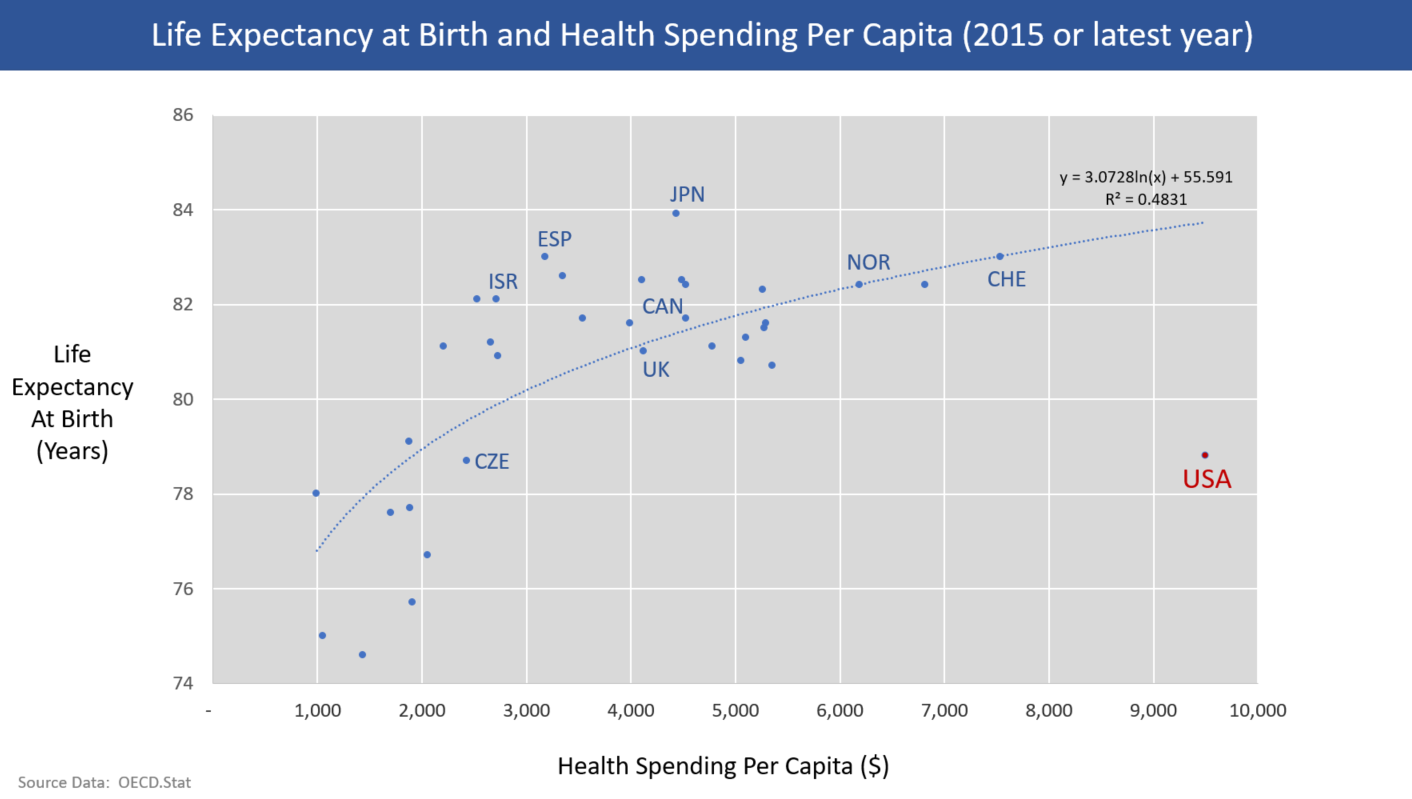
Biểu đồ buổi thị mối quan hệ giữa tuổi thọ trung bình và số tiền chi tiêu cho chăm sóc sức khỏe tính trên bình quân đầu người của các nước OECD tính đến năm 2013. Hoa Kỳ là một nước ngoại lệ với mức chi tiêu cao nhưng tuổi thọ trung bình lại thấp hơn so với các nước trong khối.

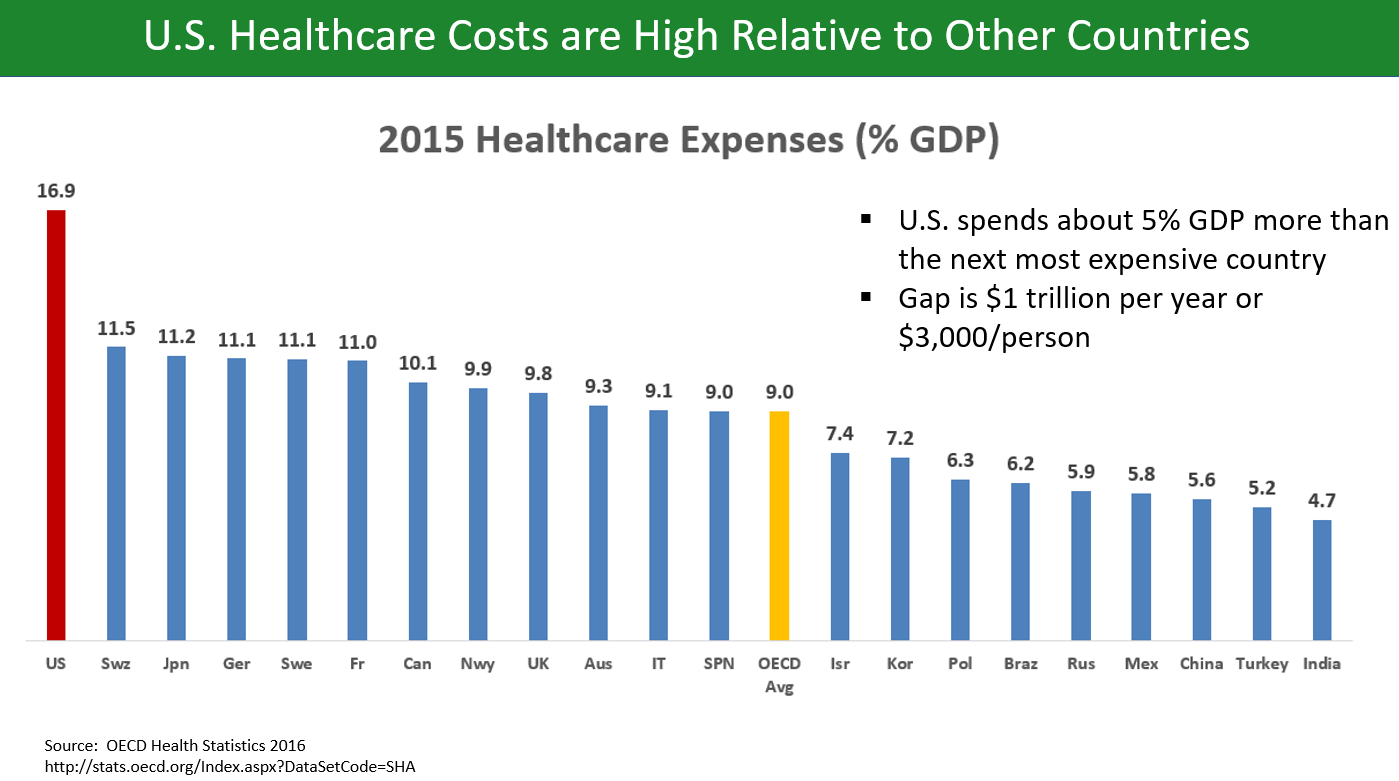
Biểu đồ thanh so sánh chi phí chăm sóc sức khỏe tính theo phần trăm GDP giữa các nước OECD

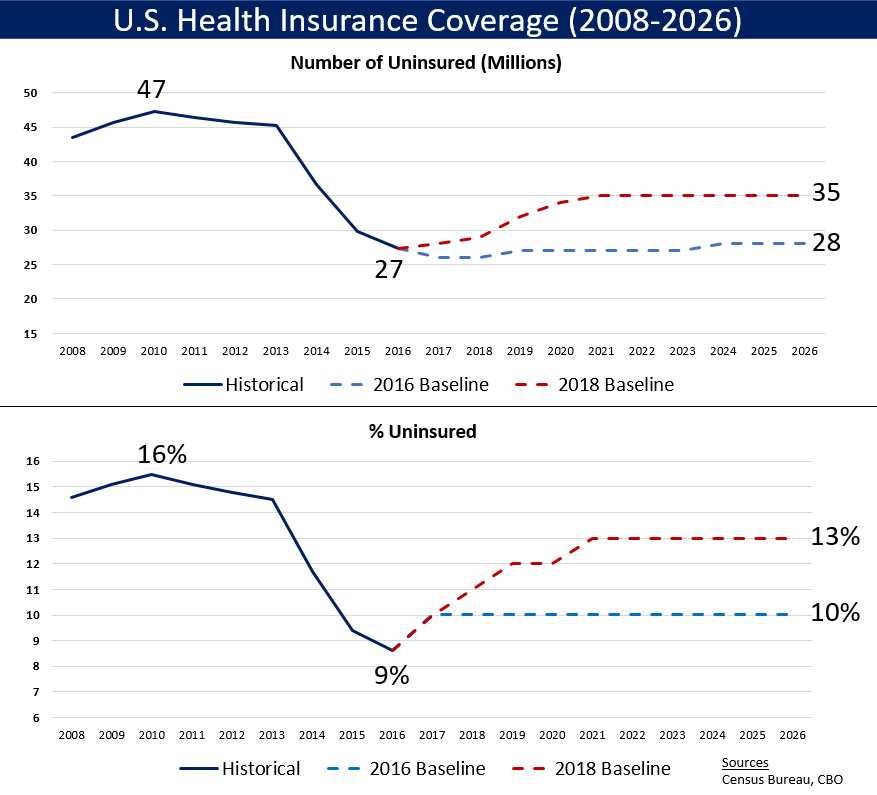
Số người không có bảo hiểm tại Hoa Kỳ (tính theo đơn vị triệu người) và tỷ lệ (%) qua dữ liệu từ trước đây đến năm 2016 và hai dự báo của CBO (năm 2016 với chính sách của Obama và 2018 với chính sách của Trump) đến năm 2026. Hai nguyên nhân chính khiến nhiều người dân không được tiếp cận các khoản bảo hiểm hơn dưới thời Tổng thống Trump là: 1) Loại bỏ các điều luật bắt buộc mọi cá nhân phải có bảo hiểm y tế; và 2) Ngừng biện pháp thanh toán chung để chia sẻ chi phí.

Một báo cáo toàn diện năm 2007 nghiên cứu bởi các bác sĩ Châu Âu đã chỉ ra rằng tỷ lệ sống sót của bệnh nhân bị ung thư 5 năm tại Mỹ là cao hơn đáng kể so với tại 21 quốc gia Châu Âu: 66,3% bệnh nhân nam tại Mỹ so với 47,3% tại Châu Âu, và tỷ lệ này tương ứng là 62,9% so với 52,8% của bệnh nhân nữ. Người Mỹ thực hiện khám kiểm tra phát hiện ung thư với tỷ lệ cao hơn đáng kể so với người dân ở các quốc gia phát triển khác, và việc sử dụng chụp MRI và CT cao nhất trong các quốc gia OECD. Người dân Mỹ được chẩn đoán hàm lượng chất béo cao (high cholesterol) hoặc huyết áp cao (hypertension) đến chữa trị tại các cơ sở y tế nhiều hơn so với bệnh nhân tương tự tại các quốc gia phát triển khác, và thường thành công hơn trong việc kiểm soát tình trạng bệnh. Bệnh nhân bị tiểu đường (Diabetics) thường được điều trị tốt hơn và có kết quả hơn tại Mỹ hơn là Canada, Anh hoặc Scotland.
Hoa Kỳ tuy chậm trễ về chương trình chăm sóc sức khoẻ nhưng lại là quốc gia dẫn đầu thế giới về những phát minh y học. Chỉ riêng nước Mỹ đã phát triển và đóng góp 9 trên 10 phát minh quan trọng nhất về y học kể từ năm 1975, trong khi Châu Âu và Thuỵ Sĩcùng nhau đóng góp 5 phát minh. Kể từ năm 1966, Người Mỹ nhận được nhiều giải Nobel về Y học (Nobel Prizes in Medicine) hơn phần còn lại của thế giới cộng lại. Từ năm 1989 đến 2002, tổng số tiền đầu tư cho các công ty công nghệ sinh học tại Mỹ đã tăng hơn 4 lần so với tại Châu Âu.
Theo báo cáo của tổ chức y tế thế giới (WHO), Hoa Kỳ là quốc gia có mức chi tiêu cho sức khoẻ trên thu nhập bình quân đầu người (7.146 đô la), và tính trên (15,2%), cao hơn bất kỳ một quốc gia nào khác năm 2008. Năm 2010, Cục dân số Mỹ thống kê có 49,9 triệu người hoặc 16,3% tổng dân số không có bảo hiểm sức khoẻ. Trong số đó, 18,3 triệu người có mức thu nhập hộ gia đình hàng năm từ 50.000 đô la trở lên, 9,5 triệu người có mức thu nhập từ 75.000 đô la trở lên, 16,2 triệu người có mức thu nhập ít hơn 25.000 đô la, 27,2 triệu người dưới 35 tuổi, và 9,7 triệu người không phải công dân Mỹ. Cục dân số cho rằng báo cáo này thậm chí chưa nêu hết tình trạng bao phủ của bảo hiểm sức khoẻ. Lấy ví dụ, một báo cáo kiểm soát chất lượng cho thấy 16,9% người dân tham gia chương trình bảo hiểm Medicaid sai quy định đang ở tình trạng không được bảo hiểm. Phân tích cũng chỉ ra hàng triệu người không được bảo hiểm đủ điều kiện tham gia các chương trình giống như Medicaid nhưng đã không đăng ký hoặc để cho hợp đồng hết hạn. Theo các Bác sĩ của Chương trình sức khoẻ quốc gia, việc thiếu bảo hiểm này đã dẫn đến gần 48.000 trường hợp tử vong không cần thiết hàng năm. Phương pháp suy luận trên đã bị John C. Goodman chỉ trích vì nó không tính tới nguyên nhân trực tiếp của tử vong hoặc theo dõi tình trạng bảo hiểm thay đổi theo thời gian, bao gồm cả thời điểm tử vong. Nghiên cứu năm 2009 bởi cựu cố vấn chính sách cho tổng thống Bill Clinton, Richard Kronick đã tìm ra không có sự tăng lên về tử vong liên quan đến việc không được bảo hiểm sau khi các nhân tố rủi ro nhất định được kiểm soát.
Chi phí cao cho hệ thống chăm sóc sức khoẻ tại Hoa Kỳ có nhiều nguyên nhân khác nhau từ tiến bộ công nghệ, chi phí quản lý, giá thuốc, các nhà cung cấp tính phí cao hơn cho trang thiết bị, người dân Mỹ được nhận nhiều chăm sóc y tế hơn tại các quốc gia khác, mức lương cao của bác sĩ, chính sách kiểm soát của chính phủ, tác động của tố tụng, và hệ thống thanh toán của bên thứ ba giúp giảm chi phí điều trị. Mức giá thấp cho dược phẩm, thiết bị y tế, và chi trả cho bác sĩ đang nằm trong kế hoạch của chính phủ. Người Mỹ có xu hướng nhận được nhiều chăm sóc y tế hơn người dân tại các quốc gia khác, nên đây cũng là nhân tố là tăng chi phí. Tại Mỹ, một bệnh nhân trung bình được thực hiện phẫu thuật tim sau khi bị đau tim nhiều hơn tại quốc gia khác. Bảo hiểm Medicaid chi trả ít hơn Medicare cho nhiều đơn thuốc do thực tế là Medicaid được chiết khấu nhiều hơn theo luật, trong khi giá Medicare thoả thuận bởi các công ty bảo hiểm tư nhân và công ty dược. Kế hoạch của chính phủ thường chi trả ít hơn, dẫn đến những nhà cung cấp chăm sóc sức khoẻ đẩy chi phí sang các công ty bảo hiểm tư nhân thông qua mức giá cao hơn.

## Các ngành kinh tế

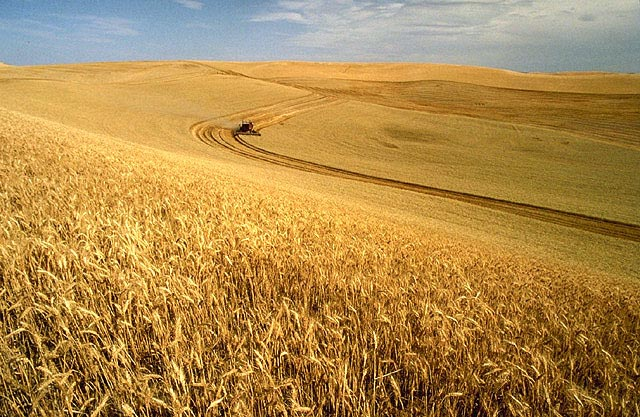
Mùa gặt lúa mỳ ở Idaho

Hoa Kỳ hiện là nhà sản xuất hàng hoá lớn thứ hai thế giới, với tổng sản lượng công nghiệp năm 2013 đạt 2,4 nghìn tỷ đô la. Sản lượng này lớn hơn Đức, Pháp, Ấn Độ và Brazil cộng lại. Những ngành công nghiệp chính bao gồm dầu mỏ, thép, ô tô, máy móc xây dựng, hàng không, máy nông nghiệp, viễn thông, hoá chất, điện tử, chế biến thực phẩm, hàng tiêu dùng, gỗ, và khai khoáng. Nền kinh tế Hoa Kỳ vẫn có ngành sản xuất công nghiệp lớn nhất thế giới tính theo mức giá năm 2005.
Hoa Kỳ hiện dẫn đầu thế giới về chế tạo máy bay, chiếm một phần lớn trong tổng sản lượng công nghiệp. Các công ty Mỹ như Boeing, Cessna, Lockheed Martin và General Dynamics sản xuất phần lớn trong tổng số máy bay dân dụng và quân sự tại các nhà máy đặt khắp đất nước.
Lĩnh vực sản xuất tại Mỹ đã trải qua giai đoạn cắt giảm nhân công lớn trong suốt những năm qua. Trong tháng 1 năm 2004, tổng số việc làm trong lĩnh vực này là 14,3 triệu, giảm 3 triệu hoặc 17,5% kể từ tháng 7 năm 2000 và giảm khoảng 5,2 triệu việc là so với thời kỳ đỉnh cao 1979. Tổng số việc làm trong ngành sản xuất ở mức thấp nhất kể từ tháng 7 năm 1950. Số lượng công nhân ngành thép giảm từ 500.000 người năm 1980 còn 224.000 người năm 2000.
Nước Mỹ sản xuất ra khoảng 18% tổng sản lượng công nghiệp của thế giới, phần suy giảm do các quốc gia khác đã phát triển những cơ sở sản xuất cạnh tranh. Số lượng việc làm bị cắt giảm trong suốt thời kỳ gia tăng sản lượng này là kết quả của một loạt nhân tố bao gồm tăng năng suất lao động, thương mại và xu thế thay đổi về kinh tế dài hạn. Thêm vào đó, tăng trưởng trong lĩnh vực viễn thông, dược phẩm, chế tạo máy bay, máy công nghiệp nặng và ngành công nghiệp khác cùng với việc giảm các ngành công nghiệp sử dụng lao động kỹ năng thấp như quần áo, đồ chơi và sản xuất giản đơn đã dẫn đến những nhu cầu về tay nghề cao và trả lương cao. Những tranh cãi vẫn tiếp tục về sự suy giảm việc làm ở lĩnh vực sản xuất có liên quan tới các công đoàn Mỹ, mức tiền công thấp hơn cho nhân công tại nước ngoài, hoặc cả hai.

Số liệu thống kê số lượng doanh nghiệp phá sản vượt qua số lượng doanh nghiệp thành lập mới năm 2008

Mặc dù nông nghiệp chỉ đóng góp 1% vào sản lượng kinh tế, Hoa Kỳ vẫn là nhà xuất khẩu ròng về lương thực. Với những vùng đất trồng trọt ôn đới rộng lớn, những tiến bộ về kỹ thuật canh tác nông nghiệp, và chính sách trợ giá nông nghiệp, Hoa Kỳ kiểm soát gần một nửa lượng xuất khẩu lúa gạo của thế giới. Các sản phẩm bao gồm lúa mì, ngô, các loại hạt khác, hoa quả, rau, bông, thịt bò, thịt lợn, gia cầm, sản phẩm từ sữa, lâm sản và cá.

## Năng lượng, vận tải và viễn thông

Hệ thống đường cao tốc liên bang trải dài 46876 mi.

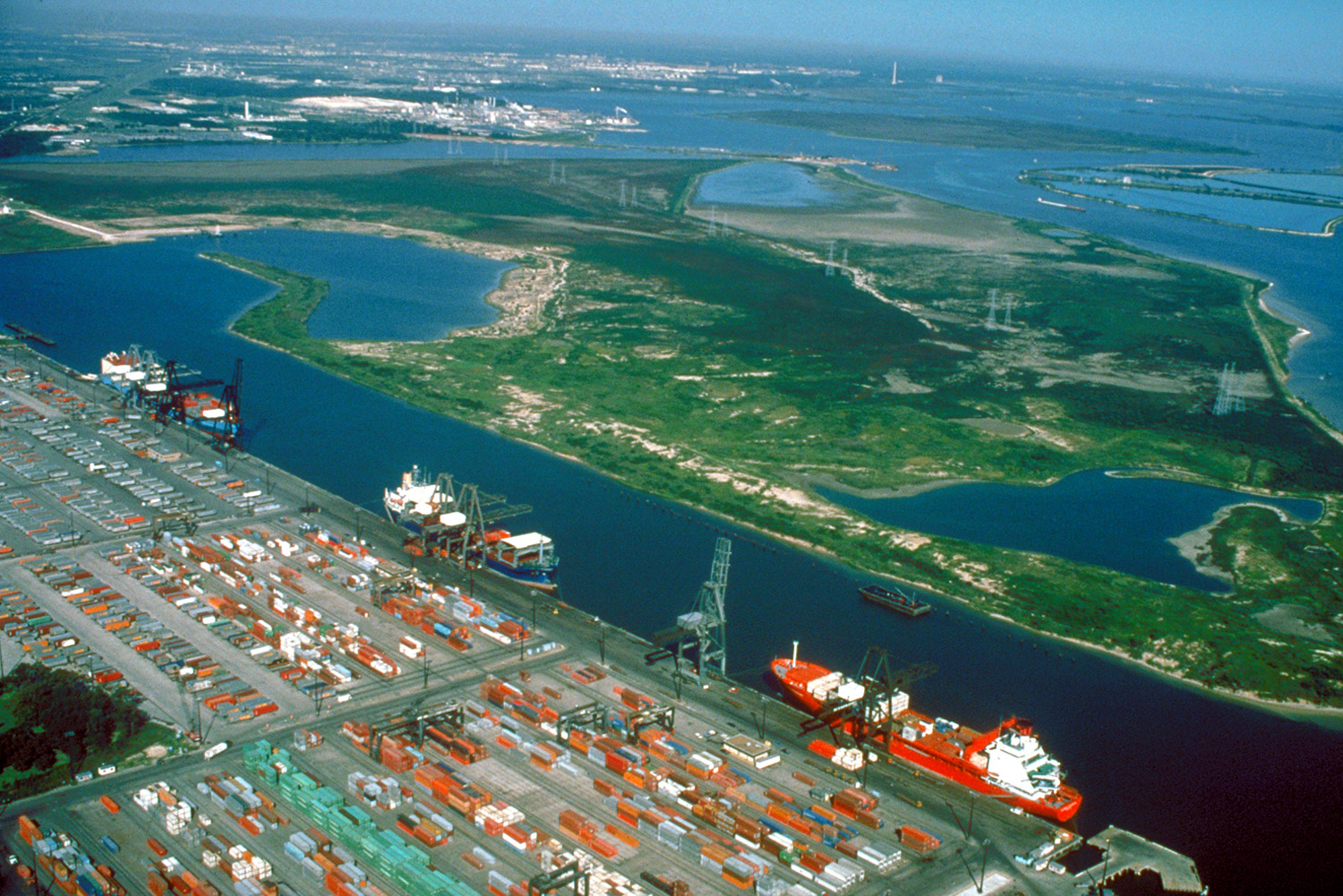
Cảng Houston, một trong những cảng lớn nhất nước Mỹ.

Nền kinh tế Hoa Kỳ phụ thuộc mạnh mẽ vào hệ thống đường sá để vận chuyển người và hàng hoá. Phương tiện vận tải cá nhân chiếm là ô tô, hoạt động trên một mạng lưới 6,4 triệu km đường công cộng, bao gồm một trong những hệ thống đường cao tốc dài nhất thế giới (91.700 km). Với thị trường ô tô lớn thứ hai trên thế giới, Hoa Kỳ có tỷ lệ người dân sở hữu ô tô lớn nhất thế giới, với 765 xe trên 1000 người dân. Khoảng 40% các loại xe là xe tải, SUVs hoặc xe tải hạng nhẹ.
Vận tải công cộng chiếm 9% tổng nhu cầu đi lại của người lao động Mỹ. Vận tải đường sắt được sử dụng rộng rãi, tuy nhiên chỉ chiếm một lượng tương đối nhỏ hàng khách (khoảng 31 triệu lượt một năm), sử dụng các tuyến đường sắt xuyên các thành phố, một phần vì mật độ dân số thấp phân bố khắp các vùng nội địa Mỹ. Tuy nhiên, hệ thống Amtrak (tàu điện và xe bus) đã phát triển với tốc độ 37% từ năm 2000 đến 2010. Cùng với đó, hệ thống tàu đường sắt hạng nhẹ (light rail development) cũng phát triển trong những năm gần đây. Bang California hiện đang xây dựng hệ thống đường sắt cao tốc (high-speed rail system) đầu tiên của Mỹ.
Ngành công nghiệp hàng không dân dụng (civil airline industry) đều thuộc sở hữu tư nhân và đã được điều chỉnh quy định từ năm 1978, trong khi hầu hết các hãng hàng không lớn thuộc sở hữu đại chúng (publicly owned). Ba hãng hàng không lớn nhất thế giới theo lượt khách chuyên chở có trụ sở tại Mỹ; Hiện American Airlines là lớn nhất sau cuộc sáp nhập năm 2013 bởi US Airways. Trong 30 sân bay nhộn nhịp nhất thế giới, 12 sân bay của Hoa Kỳ, bao gồm sân bay đông đúc nhất Hartsfield–Jackson Atlanta International Airport.

Danh sách các quốc gia theo số lượng các mỏ dự trữ khí tự nhiên (2014). Hoa Kỳ xếp thứ 4 trong số các quốc gia có nhiều mỏ dự trữ khí thiên nhiên nhất.

Hoa Kỳ là quốc gia sử dụng nhiều năng lượng lớn thứ hai thế giới. Hoa Kỳ đứng thứ 7 về năng lượng tiêu thụ bình quân đầu người sau Canada và một số quốc gia. Phần lớn năng lượng đến từ nhiên liệu hoá thạch (fossil fuels): trong năm 2005, ước tính 40% năng lượng toàn quốc đến từ dầu mỏ, 23% từ than đá, và 23% từ khí gas tự nhiên. Năng lượng nguyên tử cung ứng 8,4% và năng lượng tái tạo cung ứng 6,8%, chủ yếu là từ các nhà máy thủy điện và điện tái tạo khác.
Sự phụ thuộc của nền kinh tế Mỹ vào nhập khẩu dầu mỏ tăng từ 24% năm 1970 lên 65% năm 2005. Vận tải là ngành tiêu thụ cao nhất, chiếm xấp xỉ 69% lượng dầu sử dụng tại Mỹ năm 2006, và 55% lượng dầu sử dụng toàn cầu theo báo cáo của Hirsch.
Trong năm 2013, Hoa Kỳ đã nhập khẩu 2,8 tỷ thùng dầu thô, so với 3,3 tỷ thùng năm 2010. Trong khi Mỹ là quốc gia nhập khẩu dầu lớn nhất, tờ Wall Street báo cáo năm 2011 quốc gia này sẽ trở thành nhà xuất khẩu ròng về dầu mỏ đầu tiên trong 62 năm. Tờ báo cũng nêu lên kỳ vọng điều này vẫn tiếp tục đến năm 2020. Thực tế dầu mỏ đã trở thành mặt hàng xuất khẩu chính của Hoa Kỳ trong năm 2011.
Internet đã rất phát triển tại Mỹ và đây là quốc gia đặt những trung tâm mạng lớn nhất thế giới.

## Thương mại quốc tế

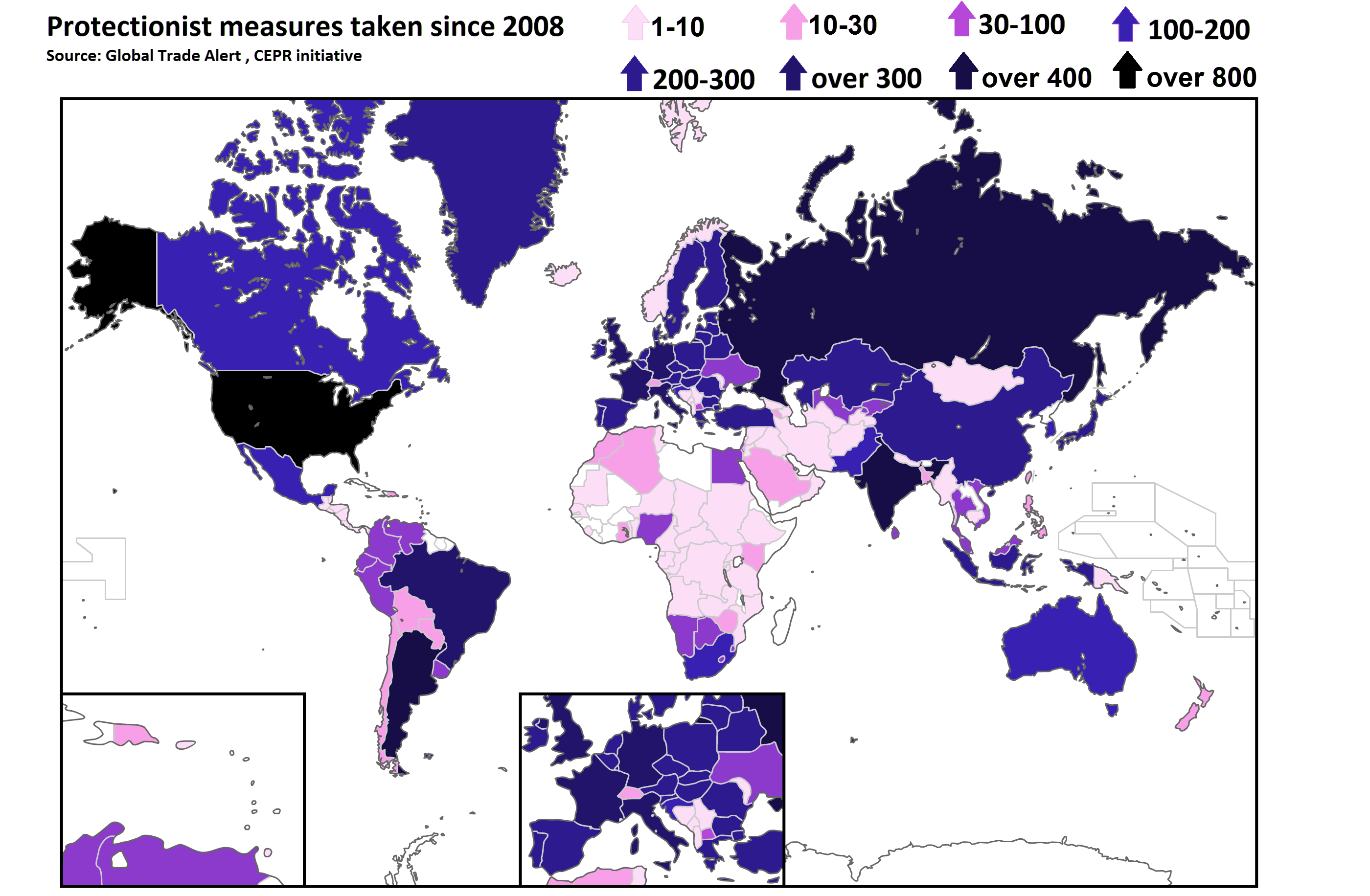
Bảo hộ mậu dịch tại các quốc gia từ năm 2008.

Hoa Kỳ là quốc gia trao đổi thương mại lớn thứ 2 thê giới. Luôn có một lượng tiền USD khổng lồ lưu chuyển liên tục khắp hành tinh; khoảng 60% các quỹ dự trữ sử dụng trong thương mại quốc tế là đồng USD. Đồng đô la cũng được sử dụng là đơn vị tiền tệ tiêu chuẩn ở các thị trường hàng hoá quốc tế như vàng và dầu mỏ.
Hiệp định thương mại tự do Bắc Mỹ (NAFTA) đã tạo ra một trong những khu khu vực trao đổi thương mại lớn nhất thế giới năm 1994.
Kể từ năm 1976, Hoa Kỳ duy trì thâm hụt cán cân thương mại, và từ 1982 là thâm hụt cán cân thanh toán với các quốc gia khác. Thặng dư về trao đổi dịch vụ đã được duy trì và đạt mức cao kỷ lục 231 tỷ đô la năm 2013. Trong những năm gần đây, vấn đề kinh tế lo ngại chủ yếu tập trung vào: mức nợ cao hộ gia đình (11 nghìn tỷ đô la, bao gồm 2,5 nghìn tỷ đo la nợ quay vòng), mức nợ ròng quốc gia cao (9 nghìn tỷ đô la), nợ doanh nghiệp cao (9 nghìn tỷ đô la), nợ vay thế chấp nhà đất cao (hown 15 nghìn tỷ đô la đến cuối năm 2005), nợ nước ngoài cao, thâm hụt thương mại cao, một sự sụt giảm nghiêm trọng trạng thái đầu tư ròng quốc tế (NIIP) của Hoa Kỳ (-24% GDP), và tỷ lệ thất nghiệp cao. Trong năm 2006, nền kinh tế Hoa Kỳ có tỷ lệ tiết kiệm thấp nhất kể từ năm 1933. Những vấn đề này đã dấy lên lo ngại trong những nhà kinh tế và chính trị gia.
Trong năm 2013, giá trị hàng hoá và dịch vụ xuất khẩu của Mỹ đạt 2,27 nghìn tỷ đô la và nhập khẩu đạt 2,74 nghìn tỷ đô la, thâm hụt thương mại là 450 tỷ đô la. Riêng thâm hụt với sản phẩm xăng dầu là 232 tỷ đô la. Thâm hụt thương mại với Trung Quốc là 318 tỷ đô la năm 2013, mức cao kỷ lục và tăng từ mức 304 triệu đô la năm 1983.
Hoa Kỳ đã đạt 231 tỷ đô la thặng dư về trao đổi dịch vụ, và 703 tỷ đô la thâm hụt trao đổi hàng hoá năm 2013. Trung Quốc đã mở rộng kho dự trữ ngoại hối, bao gồm 1,6 nghìn tỷ đô la trái phiếu Mỹ tính đến năm 2013. Mười đối tác thương mại lớn nhất của Hoa Kỳ bao gồm Trung Quốc, Canada, Mexico, Nhật Bản, Đức, Nam Hàn, Anh Quốc, Pháp, Ấn Độ và Đài Loan.
Theo chỉ số toàn cầu hoá của KOF và của tạp chí A.T. Kearney, Hoa Kỳ đã đạt mức độ cao về toàn cầu hoá (globalization). Người Mỹ chiếm tới một phần ba tổng số các lệnh chuyển tiền trên toàn cầu.
| Cán cân thương mại năm 2014 | Cán cân thương mại năm 2014 | Cán cân thương mại năm 2014 | Cán cân thương mại năm 2014 | Cán cân thương mại năm 2014 | Cán cân thương mại năm 2014 | Cán cân thương mại năm 2014 | Cán cân thương mại năm 2014 | Cán cân thương mại năm 2014 | Cán cân thương mại năm 2014 |
|                             | Trung Quốc                  | Châu Âu                     | Nhật Bản                    | Mexico                      | Thái Bình Dương             | Canada                      | Trung Đông                  | Mỹ Latin                    | Tổng theo sp                |
| --------------------------- | --------------------------- | --------------------------- | --------------------------- | --------------------------- | --------------------------- | --------------------------- | --------------------------- | --------------------------- | --------------------------- |
| Máy tính                    | −151.9                      | 3.4                         | −8.0                        | −11.0                       | −26.1                       | 20.9                        | 5.8                         | 12.1                        | -155.0                      |
| Dầu, gas, khoáng sản        | 1.9                         | 6.4                         | 2.4                         | −20.8                       | 1.1                         | -79.8                       | -45.1                       | -15.9                       | -149.7                      |
| Vận tải                     | 10.9                        | -30.9                       | −46.2                       | −59.5                       | −0.5                        | −6.1                        | 17.1                        | 8.8                         | -106.3                      |
| Quần áo                     | −56.3                       | −4.9                        | 0.6                         | −4.2                        | −6.3                        | 2.5                         | −0.3                        | −1.1                        | -69.9                       |
| Thiết bị điện tử            | −35.9                       | −2.4                        | −4.0                        | −8.5                        | −3.3                        | 10.0                        | 1.8                         | 2.0                         | -40.4                       |
| Hàng hoá hỗn hợp            | −35.3                       | 4.9                         | 2.7                         | −2.8                        | −1.4                        | 5.8                         | −1.5                        | 1.8                         | -25.8                       |
| Đồ nội thất                 | -18.3                       | −1.2                        | 0.0                         | −1.6                        | −2.1                        | 0.4                         | 0.2                         | 0.0                         | -22.6                       |
| Máy móc                     | -19.9                       | −27.0                       | −18.8                       | 3.9                         | 7.6                         | 18.1                        | 4.5                         | 9.1                         | -22.4                       |
| Kim loại chính              | −3.1                        | 3.1                         | −1.8                        | 1.0                         | 1.9                         | −8.9                        | −0.9                        | −10.4                       | -19.1                       |
| Kim loại chế tạo            | -17.9                       | −5.9                        | −3.5                        | 2.8                         | −4.3                        | 7.3                         | 1.2                         | 1.9                         | -18.5                       |
| Nhựa                        | −15.7                       | −1.9                        | −2.0                        | 5.7                         | −4.1                        | 2.6                         | −0.1                        | 0.5                         | -15.0                       |
| Dệt may                     | −12.3                       | −1.1                        | −0.3                        | 2.8                         | −4.6                        | 1.5                         | −0.9                        | 0.2                         | -14.7                       |
| Rượu bia, thuốc lá          | 1.3                         | −9.9                        | 0.6                         | −3.3                        | 0.0                         | 1.0                         | 0.2                         | −0.6                        | -10.6                       |
| Khoáng sản phi kim          | −6.1                        | −1.9                        | −0.4                        | −1.2                        | 0.1                         | 1.9                         | −0.5                        | −0.8                        | -8.9                        |
| Giấy                        | −2.7                        | 1.2                         | 1.1                         | 4.3                         | 1.2                         | −9.8                        | 0.9                         | −1.9                        | -5.8                        |
| Hoá chất                    | −3.9                        | −39.5                       | −1.5                        | 19.1                        | 3.2                         | 4.6                         | −2.4                        | 15.8                        | -4.7                        |
| Thực phẩm                   | 0.7                         | −3.6                        | 6.1                         | 4.9                         | 0.9                         | 0.1                         | 1.4                         | −1.1                        | 9.5                         |
| Nông sản                    | 17.8                        | 6.2                         | 7.3                         | −3.0                        | 5.7                         | −0.8                        | 2.8                         | −6.5                        | 29.5                        |
| Xăng dầu                    | 0.6                         | −1.2                        | 0.1                         | 16.6                        | −2.0                        | −0.1                        | 0.6                         | 18.3                        | 32.9                        |
| Tổng cộng                   | −346.1                      | −106.1                      | -65.6                       | −54.9                       | −33.0                       | −29.0                       | −15.1                       | 32.3                        |                             |

## Tình trạng tài chính
Nợ công của Hoa Kỳ là 909 tỷ đô la năm 1980, bằng 33% GDP, đến năm 1990 nợ công tăng lên hơn 3 lần là 3,3 nghìn tỷ đô la, bằng 56% GDP. Trong năm 2001, tổng nợ quốc gia là 5,7 nghìn tỷ đô la, tuy nhiên tỷ lệ nợ trên GDP giữ nguyên bằng mức năm 1990. Nợ quốc gia đã tăng lên nhanh chóng trong những thập niên gần đây, và vào 28 tháng 1 năm 2010, tổng nợ của Hoa Kỳ đã tăng lên 14,3 nghìn tỷ đô la. Theo ngân sách liên bang Hoa Kỳ năm 2010, tổng nợ quốc gia sẽ tăng lên bằng gần 100% GDP, so với mức xấp xỉ 80% năm 2009. Nhà Trắng ước tính hoá đơn của chính phủ trả cho các khoản nợ sẽ vượt 700 tỷ đô là một năm trong 2019, tăng từ 202 tỷ đô la năm 2009.
Số liệu thống kê của Kho bạc Mỹ cho thấy, đến cuối năm 2006, công dân ngoài Mỹ và các tổ chức nắm giữ 44% tổng nợ liên bang. Tính đến năm 2014, Trung Quốc là chủ nợ lớn nhất của Mỹ với việc nắm giữ 1,26 nghìn tỷ đô la trái phiếu kho bạc.
Tính tổng quát tình trạng tài chính của Hoa Kỳ, đến năm 2014 có tổng 269 nghìn tỷ đô la tài sản được nắm giữ bởi hộ gia đình, công ty và chính phủ Mỹ trong lãnh thổ, bằng 15,7 lần GDP của Mỹ. Tổng nghĩa vụ nợ trong suốt thời kỳ này là 145,8 nghìn tỷ đô la, bằng 8,5 lần GDP.
Kể từ năm 2010, kho bạc Mỹ nhận lãi suất thực âm ở những khoản nợ của chính phủ. Với mức lãi suất thấp như vậy, bị vượt qua bởi tỷ lệ lạm phát, xảy ra khi thị trường tin rằng không có các công cụ thay thế với rủi ro đủ nhỏ, hoặc những khoản đầu tư lớn của tổ chức như các công ty bảo hiểm, quỹ hưu trí hoặc thị trường trái phiếu, tiền tệ, và quỹ tương hỗ được yêu cầu hoặc lựa chọn đầu tư những lượng lớn vào trái phiếu kho bạc để giảm thiểu rủi ro. Nhà kinh tế người Mỹ Lawrence Summers và một số khác chỉ ra rằng với mức lãi suất thấp như vậy, các khoản vay nợ của chính phủ giúp tiết kiệm tiền cho người đóng thuế và cải thiện uy tín tín dụng.
Từ những năm cuối 1940 và đầu 1970, cả Hoa Kỳ và Anh Quốc đều giảm tỷ lệ nợ của họ khoảng 30% đến 40% GDP mỗi một thập kỷ bằng việc tận dụng lãi suất thực âm, nhưng không có gì bảo đảm rằng tỷ lệ nợ của chính phủ sẽ tiếp tục ở mức thấp. Vào tháng 1 năm 2012, Hội đồng tư vấn Kho bạc Mỹ đã nhất trí khuyến nghị rằng nợ chính phủ cho phép được đấu giá thậm chí thấp hơn, ở mức lãi suất tuyệt đối âm.
Hiện tại mối liên kết giữa nợ công và nợ tư nhân được hiểu biết rõ hơn. Các khoản nợ kết hợp này đang là mối lo ngại của Hoa Kỳ. Xem thêm Causes of the Great Depression: Debt Deflation

## Tiền tệ và ngân hàng trung ương
Đồng đô la Mỹ (USD) là đồng tiền chính thức của Hoa Kỳ. Đồng đô la là loại tiền được sử dụng nhiều nhất trong các giao dịch quốc tế. Một vài quốc gia sử dụng đồng đô la Mỹ là đồng tiền hợp pháp chính thức, và nhiều quốc gia khác coi nó như đồng tiền thứ hai phổ biến nhất (de facto currency).
Chính phủ liên bang sử dụng cả chính sách tiền tệ (kiểm soát cung tiền thông qua các cơ chế như thay đổi lãi suất) và chính sách tài khoá (thuế và chi tiêu) dể duy trì lạm phát thấp, tăng trưởng kinh tế cao và thất nghiệp thấp. Một ngân hàng trung ương tư nhân, được biết đến là Cục dự trữ liên bang (Federal Reserve), được thành lập năm 1913 để giúp ổn định đồng tiền và các chính sách tiền tệ. Đồng đô la là một trong những đồng tiền ổn định nhất thế giới và nhiều quốc gia bảo đảm cho đồng tiền của họ bằng dự trữ USD.
Đồng đô la Mỹ hiện vẫn duy trì vị trí số một là tiền tệ dự trữ chủ yếu, mặc dù nó luôn trải qua thử thách theo thời gian. Gần tới hai phần ba tổng lượng tiền dự trữ toàn cầu bằng USD, so với khoảng 25% với đồng tiền phổ biến tiếp theo, đồng Euro. Vấn đề tăng nợ quốc gia Mỹ và tăng lượng cung đồng đô la đã gây ra những dự đoán rằng đồng USD sẽ mất dần vị thế là đồng tiền dự trữ của thế giới, tuy nhiên điều này không xảy ra.

## Luật pháp và chính phủ
Hoa Kỳ xếp hạng thứ 4 về chỉ số thuận lợi kinh doanh (Ease of Doing Business Index) năm 2012, thứ 18 về chỉ số tự do kinh tế thê giới xếp bởi học viện Fraser năm 2012, thứ 10 về chỉ số tự do kinh tế xếp bởi tạp chí Wall Street năm 2012, thứ 15 về tự do thương mại toàn cầu năm 2014, và thứ 3 về chỉ số năng lực cạnh tranh toàn cầu (Global Competitiveness Report).
Theo xếp hạng chỉ số tự do kinh tế của tạp chí Wall Street và Quỹ Heritage năm 2014, Hoa Kỳ đã ra khỏi nhóm 10 nền kinh tế tự do hàng đầu. Nước Mỹ đã liên tục 7 năm giảm chỉ số tự do cạnh tranh này. Chỉ số đo lường sự cam kết của mỗi quốc gia trong việc bảo đảm tự do kinh tế với số điểm từ 0 đến 100. Những quốc gia có tự do kinh tế thấp và nhận điểm thấp đối mặt với rủi ro kinh tế chững lại, tỷ lệ thất nghiệp tăng cao và làm suy giảm các điều kiện xã hội. Báo cáo chỉ số tự do kinh tế năm 2014 chấm Hoa Kỳ 75,5 điểm và xếp ở vị trí thứ 12 trên thế giới, bị giảm nửa điểm và tụt 2 bậc so với năm 2013.

### Quy định pháp lý

Số lượng quốc gia trải qua khủng hoảng tài chính mỗi năm kể từ năm 1800. Nguồn: This Time is Different: Eight Centuries of Financial Folly
Xu thế gia tăng khủng khoảng do nhiều nhân tố. Một trong số đó là sự gia tăng của tỷ lệ người lao động nhận tiền công. Một điểm nổi bật của đồ thị là khủng hoảng không xảy ra ở giai đoạn thoả thuận Bretton Woods, 1945-1971. Xem thêm: Comprehensive R Archive Network (CRAN).

Chính phủ liên bang Mỹ quản lý và điều chỉnh các công ty tư nhân bằng nhiều cách khác nhau. Các quy định pháp lý bao gồm 2 nhóm chính.
Một là trực tiếp hoặc gián tiếp kiểm soát mức giá. Thông thường, chính phủ lập nên các quy định nhằm kiểm soát độc quyền như ngành điện trong khi cho phép giá cả ở mức vẫn bảo đảm cho các công ty có lợi nhuận. Chính phủ cũng đồng thời có những kiểm soát về kinh tế đối với các lĩnh vực khác. Trong những năm sau cuộc đại suy thoái, chính phủ đã tạo nên một hệ thống phức tạp để ổn định giá cho hàng hoá nông nghiệp, loại mặt hàng có đặc thù biến động mạnh mẽ khi có sự thay đổi về cung và cầu. Một số ngành công nghiệp khác như vận tải đường bộ, hàng không cũng tự tìm ra những quy định để giới hạn việc cắt giảm giá một cách có hại.
Hai là hình thức quản lý gọi là luật cạnh tranh (antitrust law), hướng đến việc làm lành mạnh hoá các lực lượng thị trường nên việc kiểm soát trực tiếp không còn cần thiết. Chính phủ và đôi khi là các tổ chức tư nhân sử dụng luật cạnh tranh để chống lại việc sáp nhập mà sẽ gây ra sự giới hạn về cạnh tranh.
Các quy định pháp luật về ngân hàng tại Mỹ được đánh giá là có tính phân nhánh cao so với các quốc gia G10 khi mà hầu hết các quốc gia chỉ có một cấp kiểm soát. Tại Hoa Kỳ, các ngân hàng được điều tiết bởi cả cấp liên bang và bang. Hoa Kỳ cũng có một trong những môi trường ngân hàng bị kiểm soát cao nhất thế giới. Tuy nhiên, nhiều quy định trong số này không trực tiếp rõ ràng liên quan, mà thay vào đó tập trung vào các vấn đề như bảo mật, công bố thông tin, chống lừa đảo, chống rửa tiền, chống khủng bố, chống cho vay nặng lãi, và khuyến khích cho vay với đối tượng thu nhập thấp.
Kể từ những năm 1970, chính phủ cũng thực hiện quản lý những công ty tư nhân để thực hiện các mục tiêu xã hộim như việc nâng cao sức khoẻ và an toàn lao động hoặc duy trì môi trường sạch. Ví dụ, cơ quan sức khoẻ và an toàn nghề nghiệp ban hành quy định thực hiện về tiêu chuẩn an toàn của nơi làm việc, và cơ quan bảo vệ môi trườn Mỹ ban hành quy định thực hiện về tiêu chuẩn môi trường không khí, nước và tài nguyên. Cơ quan quản lý thuốc và thực phẩm Hoa Kỳ kiểm soát các loại dược phẩm được bán ra thị trường, và ban hành tiêu chuẩn về công bố thông tin nguồn gốc thực phẩm.
Thái độ của người Mỹ về những quy định pháp luật đã thay đổi đáng kể trong suốt ba thập kỷ cuối của thế kỷ 20. Bắt đầu những năm 1970, các nhà làm chính sách  bị thuyết phục rằng các quy định kinh tế bảo vệ các công ty với mức chi phí người tiêu dùng gánh chịu trong một số lĩnh vực như vận tải đường bộ hoặc hàng không. Cùng thời gian đó, sự thay đổi về kỹ thuật sinh ra nhiều đối thủ cạnh tranh mới trong một số ngành như viễn thông, nơi từng được coi là độc quyền. Cả hai hướng phát triển đều dẫn tới việc nới lỏng các quy định kiểm soát.
Trong khi những nhà lãnh đạo Hoa Kỳ của cả hai Đảng chính trị lớn nhất thường ủng hộ việc bãi bỏ kiểm soát kinh tế trong suốt những năm 1970, 1980, và 1990, có rất ít những thoả thuận liên quan tới việc tạo ra những chính sách điều tiết nhằm đạt được các mục tiêu xã hội. Điều tiết xã hội đã trở nên quan trọng trong những năm theo sau thời kỳ suy thoái và chiến tranh thế giới thứ hai, và các thời kỳ 1960, 1970. Trong suốt những năm 1980, chính phủ đã giảm nhẹ những quy định về lao động, tiêu dùng và môi trường dựa trên ý tưởng rằng những quy định đó can thiệp vào tự do kinh doanh, từ đó làm tăng chi phí hoạt động kinh doanh và góp phần tăng lạm phát. Nhiều người Mỹ vẫn tiếp tục đưa ra ý kiến về việc yêu cầu chính phủ cần ban hành những quy định mới trong các lĩnh vực nhất định, bao gồm việc bảo vệ môi trường.
Khi nhánh hành pháp chưa có động thái trả lời, những công dân có tiếng nói chuyển qua toà án để phản ánh những vấn đề xã hội. Ví dụ trong những năm 1990, các cá nhân và thậm chí cả chính phủ đã đệ đơn kiện các công ty sản xuất thuốc lá vì những tổn hại về sức khoẻ gây ra bởi khói thuốc. Năm 1998, thoả thuận về thuốc lá đã đồng ý chi chả cho các bang khoản thanh toán dài hạn để bù đắp chi phí y tế để điều trị các căn bệnh liên quan tới hút thuốc.
Từ năm 2000 đến 2008, các quy định quản lý kinh tế tại Hoa Kỳ đã được mở rộng với tốc độ nhanh chóng kể từ đầu những năm 1970. Số lượng những trang luật quy định tại Liên Bang đã tăng từ 64.438 trang mới năm 2001 lên 78.090 trang mới năm 2007, đạt mức kỷ lục. Những quy định kinh tế tiêu tốn trên 100 triệu đô la một năm đã tăng thêm 70%. Chi tiêu vào việc điều tiết kinh tế tăng 62% từ 26,4 tỷ đô la lên 42,7 tỷ đô la.

### Thuế
Thuế tại Mỹ là một hệ thống phức tạp liên quan đến việc chi trả ở ít nhất bốn cấp độ chính phủ và nhiều phương thức thuế. Thuế thu bởi chính quyền liên bang, bởi chính quyền bang, và thường bởi chính quyền địa phương bao gồm các hạt, vùng, thị trấn, quận và các bộ phận đặc biệt khác như cứu hoả, dịch vụ công và vận tải.
Các hình thức thuế bao gồm thuế tính trên thu nhập, tài sản, doanh thu, nhập khẩu, tiền lương, quà tặng cũng như các loại phí khác nhau. Nếu cộng tổng tất cả các loại thuế thu ở tất cả cấp độ chính phủ thì tổng thuế chiếm xấp xỉ một phần tư GDP năm 2011. Thị phần chợ đen (các giao dịch kinh tế ngầm) ở Mỹ là rất thấp so với các quốc gia khác.
Hệ thống thuê của Mỹ đang có sự thay đổi tiến bộ, đặc biệt ở mức độ liên bang, và là một trong những quốc gia có luật thuế tiến bộ nhất trong các quốc gia phát triển. Đang có những tranh luận về việc liệu các sắc thuế có nên tiến bộ hơn hay không.

### Chi tiêu

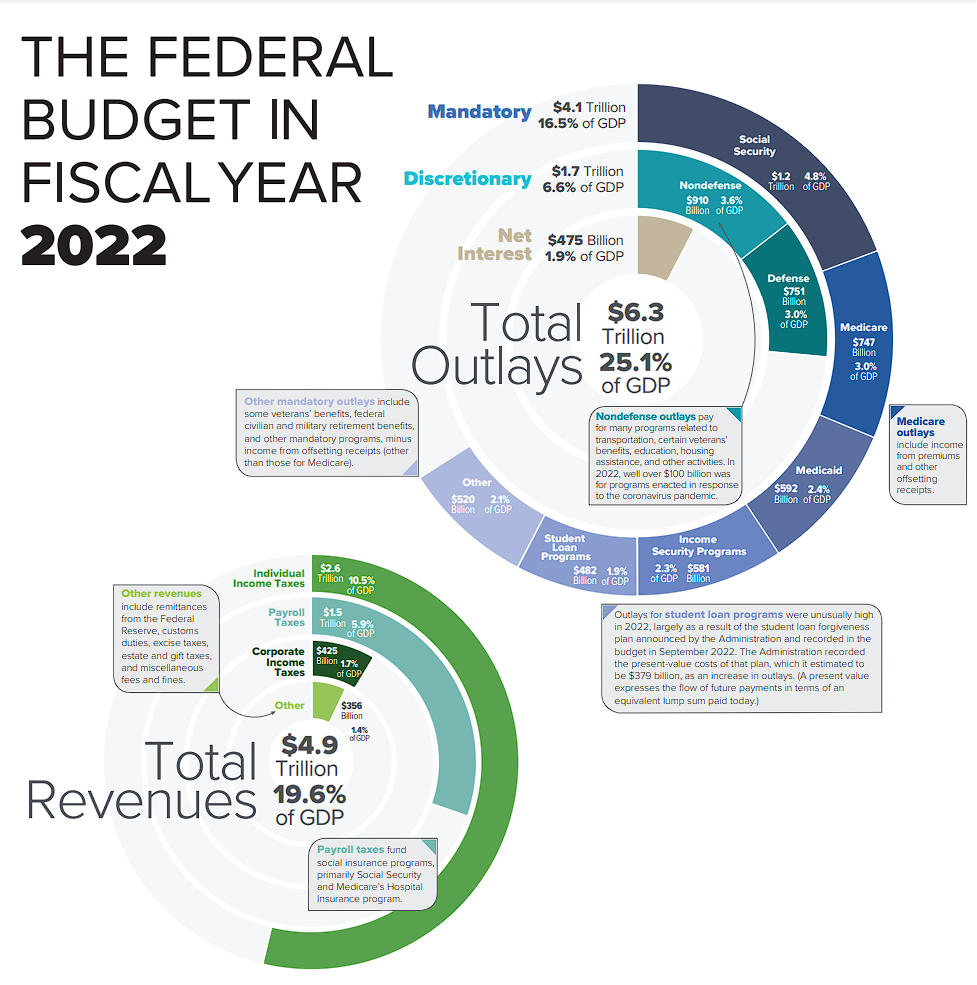
Theo CBO: Các thành phần chi tiêu và thu ngân sách của Liên bang Hoa Kỳ cho năm tài chính 2022. Các danh mục chi tiêu bao gồm chăm sóc sức khỏe, an sinh xã hội và quốc phòng; thuế thu nhập và tiền lương là nguồn thu chính.

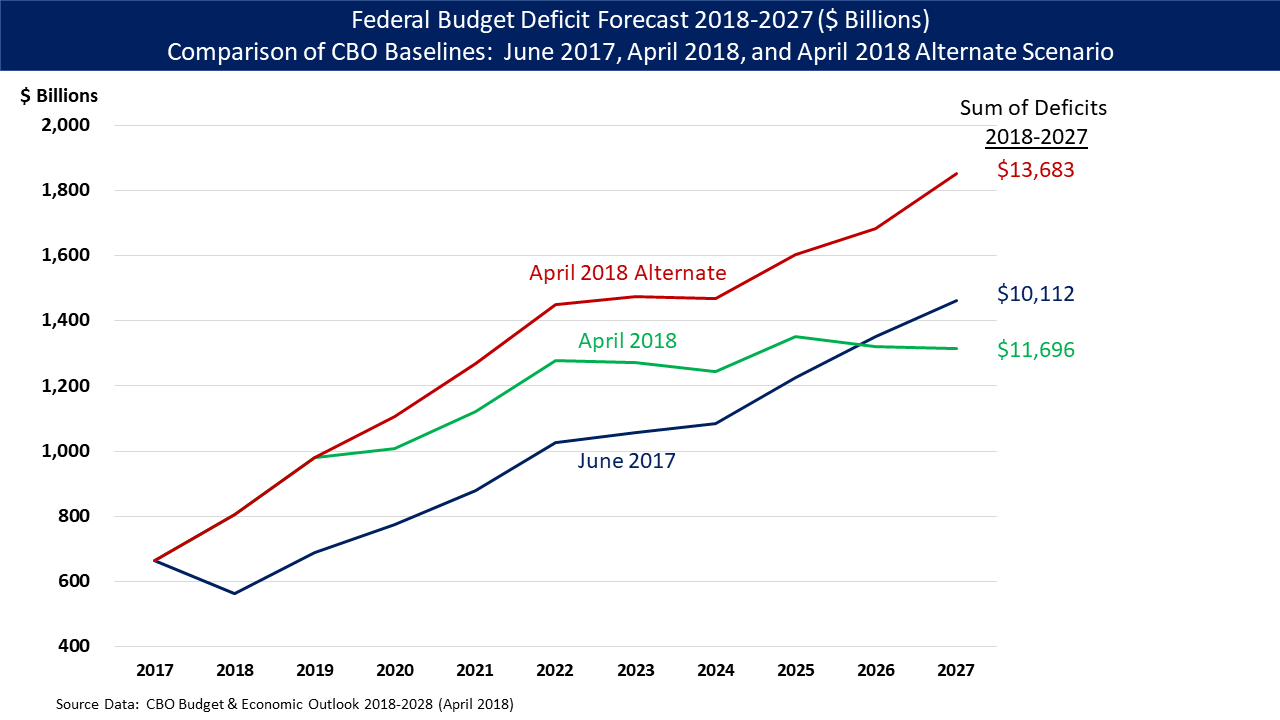
So sánh kịch bản cơ sở của Văn phòng Ngân sách Quốc hội (CBO): tháng 6 năm 2017 (về cơ bản là quỹ đạo thâm hụt mà Tổng thống Trump kế thừa từ Tổng thống Obama), tháng 4 năm 2018 (phản ánh việc cắt giảm thuế và các dự luật chi tiêu của Trump) và kịch bản thay thế tháng 4 năm 2018 (giả định việc gia hạn Trump cắt giảm thuế, trong số các phần mở rộng chính sách hiện tại khác).

Chi tiêu khu vực công của Hoa Kỳ hiện chiếm khoảng 30% GDP.
Mỗi một cấp độ chính phủ cung cấp nhiều loại dịch vụ trực tiếp khác nhau. Ví dụ cấp độ chính phủ liên bang chịu tránh nhiệm cho quốc phòng, việc nghiên cứu thường dẫn đến sự phát triển của những sản phẩm mới, tiến hành khám phá vũ trụ, và chạy các chương trình để giúp người lao động phát triển được kỹ năng nghề nghiệp và tìm được việc làm (bao gồm cả giáo dục cao hơn). Chi tiêu chính phủ đóng một vai trò quan trọng trong kinh tế vùng và địa phương, cũng như trong việc tăng tốc độ tăng trưởng của toàn bộ nền kinh tế.
Chính quyền bang trong khi đó chịu trách nhiệm cho việc xây dựng và duy trì hầu hết hệ thống đường cao tốc. Chính các hạt, thành phố đóng vai trò tiên phong trong việc tài trợ và vận hành các trường học công. Chính quyền địa phương chủ yếu chịu trách nhiệm về cảnh sát và cứu hoả.
Hệ thống phúc lợi xã hội tại Hoa Kỳ bắt đầu vào những năm 1930, trong suốt thời kỳ Đại suy thoái với đường lối của chính sách mới (New Deal). Hệ thống phúc lợi này sau đó được mở rộng vào 1960 thông đề xuất Great Society, bao gồm hệ thống bảo hiểm Medicare, Medicaid, đạo luật trợ giúp người cao tuổi Mỹ và quỹ tài trợ giáo dục liên bang.
Tính tổng cộng, chi tiêu của chính quyền liên bang, bang và địa phương chiếm khoảng 28% tổng GDP năm 1998.
Đến ngày 20 tháng 1 năm 2009, tổng nợ của Hoa Kỳ là 10,63 nghìn tỷ đô la. Trần nợ công năm 2005 là 8,18 nghìn tỷ đô la. Vào tháng 3 năm 2006, Quốc hội Mỹ đã tăng mức trần thêm 0,79 nghìn tỷ đô la lên 8,97 nghìn tỷ đô la, tức xấp xỉ 68% GDP. Đến ngày 4 tháng 10 năm 2008, đạo luật ổn định kinh tế khẩn cấp 2008 đã tăng mức trần nợ công lên 11,3 nghìn tỷ đô la.
Nợ của chính quyền liên bang đã tăng 680 tỷ đô là năm 2013, lên mức 17,091 nghìn tỷ đô la năm 2014. Trong khi nợ công của Hoa Kỳ đạt mức cao nhất thế giới về giá trị tuyệt đối, một cách tính khác là số tương đối tương quan với GDP quốc gia. Đến tháng 10 năm 2013, tổng nợ bằng 107% GDP. Khoản nợ này tính theo GDP vẫn thấp hơn số nợ của Nhật Bản (192%) và tương đương với một số quốc gia Tây Âu.

### Ngân sách
Theo báo cáo của CBO, đến tháng 10 năm 2014, chính quyền liên bang đã thâm hụt ngân sách 486 tỷ đô la trong năm tài chính 2014, ít hơn 195 tỷ đô la so với thâm hụt năm 2013, và là mức thâm hụt ít nhất kể từ năm 2008. Tương quan với quy mô của nền kinh tế, mức thâm hụt đó ước bằng 2,8% GDP, thấp hơn một chút so với mức bình quân trong 40 năm qua, và 2014 là năm thứ 5 liên tiếp thâm hụt ngân sách giảm tính theo phần trăm trên GDP kể từ đỉnh điểm 9,8% năm 2009.
Chi tiêu ngân sách năm tài chính 2011

## Văn hoá kinh doanh
Một đặc điểm trung tâm của nền kinh tế Hoa Kỳ là sự tự do kinh doanh bằng việc cho phép khu vực tư nhân đóng góp phần lớn vào các quyết định kinh tế trong việc quyết định phương hướng và quy mô mà việc nền kinh tế Mỹ sẽ tạo ra hàng hoá dịch vụ. Điều này được thúc đẩy bởi những quy định kiểm soát và điều tiết ở mức thấp và giảm thiểu sự can thiệp của chính phủ, cũng như một hệ thống toà án bảo vệ quyền tài sản và bảo đảm thực hiện hợp đồng. Ngày nay, nước Mỹ là ngôi nhà của 29,6 triệu công ty, doanh nghiệp nhỏ, 30% số lượng triệu phú của thế giới, 40% số lượng tỉ phú, cũng như 139 trên 500 công ty lớn nhất toàn cầu.

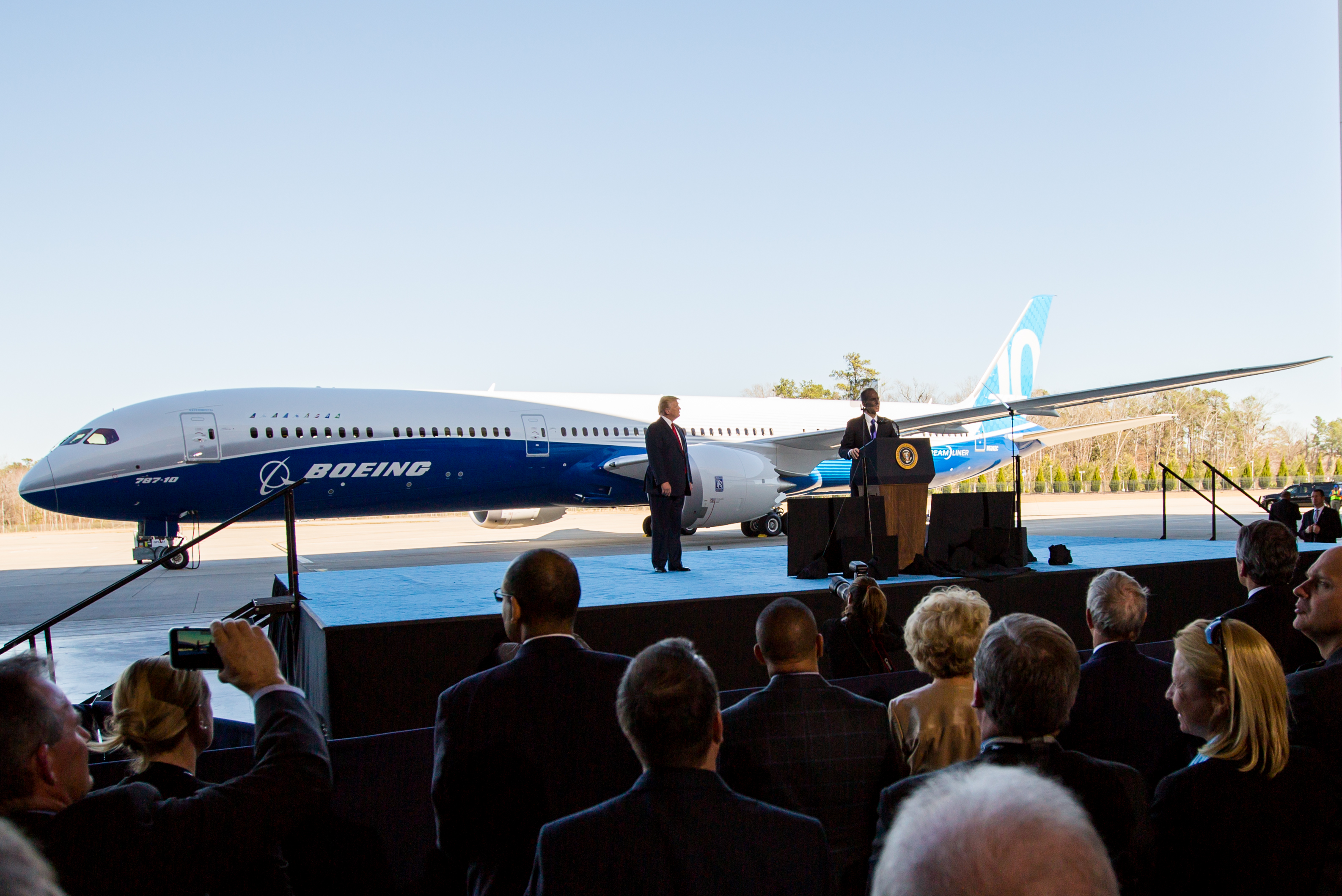
Giám đốc điều hành của Boeing, Dennis Muilenburg tại buổi lễ giới thiệu chiếc Boeing 787 Dreamliner

Kể từ khi hợp nhất thành một quốc gia độc lập, Hoa Kỳ đã khuyến khích phát triển khoa học và kỹ thuật. Trong đầu thế kỷ 20, nghiên cứu khoa học phát triển qua hợp tác không chính thức giữa các ngành công nghiệp và các học viện tăng lên nhanh chóng, và đến cuối những năm 1930 đã vượt qua quy mô nghiên cứu tại Anh (mặc dù chất lượng các nghiên cứu của Mỹ vẫn chưa bằng với Anh và Đức tại thời điểm đó). Sau chiến tranh thế giới thứ 2, chính quyền liên bang đổ chi tiêu vào nghiên cứu phát triển công nghệ quốc phòng và chính sách chống độc quyền đóng một vai trò quan trọng trong sự phát triển khoa học công nghệ tại Mỹ.
Nước Mỹ là quốc gia giàu tài nguyên thiên nhiên và những vùng đất canh tác trù phú và khí hậu ôn hoà thuận lợi. Mỹ đồng thời cũng có những đường bờ biển trải dài cả ở Đại Tây Dương và Thái Bình Dương, cũng như ở Vịnh Mexico. Các dòng sông chảy khắp lục địa và 5 biển hồ nằm ở biên giới với Canada cung cấp điều kiện thuận lợi cho tàu thuyền đường thủy. Những đường thủy rộng lớn này đã giúp định hình việc phát triển kinh tế của quốc gia và giúp gắn kết kinh tế của 50 bang trong một thể thống nhất.
Số lượng công nhân người lao động, và quan trọng hơn là năng suất lao động của họ đã giúp quyết định sức mạnh của nền kinh tế Mỹ. Chi tiêu người tiêu dùng tại Mỹ đã tăng mạnh và chiếm 62% GDP năm 1960, giữ nguyên tới 1981 và tăng tiếp lên 71% năm 2013. Trong suốt chiều dài lịch sử, Hoa Kỳ luôn có một tốc độ tăng trưởng vững chắc về lực lượng lao động, là một hiện tượng đóng vai trò nguyên nhân và hệ quả của quá trình tăng trưởng mở rộng kinh tế liên tục. Cho tới không lâu sau Thế chiến 1, hầu hết người lao động là người nhập cư từ Châu Âu, thế hệ tiếp nối của họ hoặc người Mỹ gốc Phi từng bị bắt đi làm nô lệ từ Châu Phi, hoặc thế hệ sau của họ.

## Dịch chuyển về dân số
Thời kỳ cuối thế kỷ 20, có rất nhiều người Mỹ Latin nhập cư vào Mỹ, theo sau là số lượng lớn người Châu Á kể từ thời điểm bãi bỏ giới hạn người nhập cư theo xuất xứ quốc gia. Lời hứa về mức tiền công cao đã mang đến cho Hoa Kỳ rất nhiều những công nhân, người lao động có kỹ năng tay nghề tốt từ khắp nơi trên thế giới, cũng như hàng triệu người nhập cư bất hợp đến tìm kiếm việc làm trong nền kinh tế không chính thức. Chỉ riêng trong những năm 1990 đã có hơn 13 triệu người nhập cư vào Mỹ.

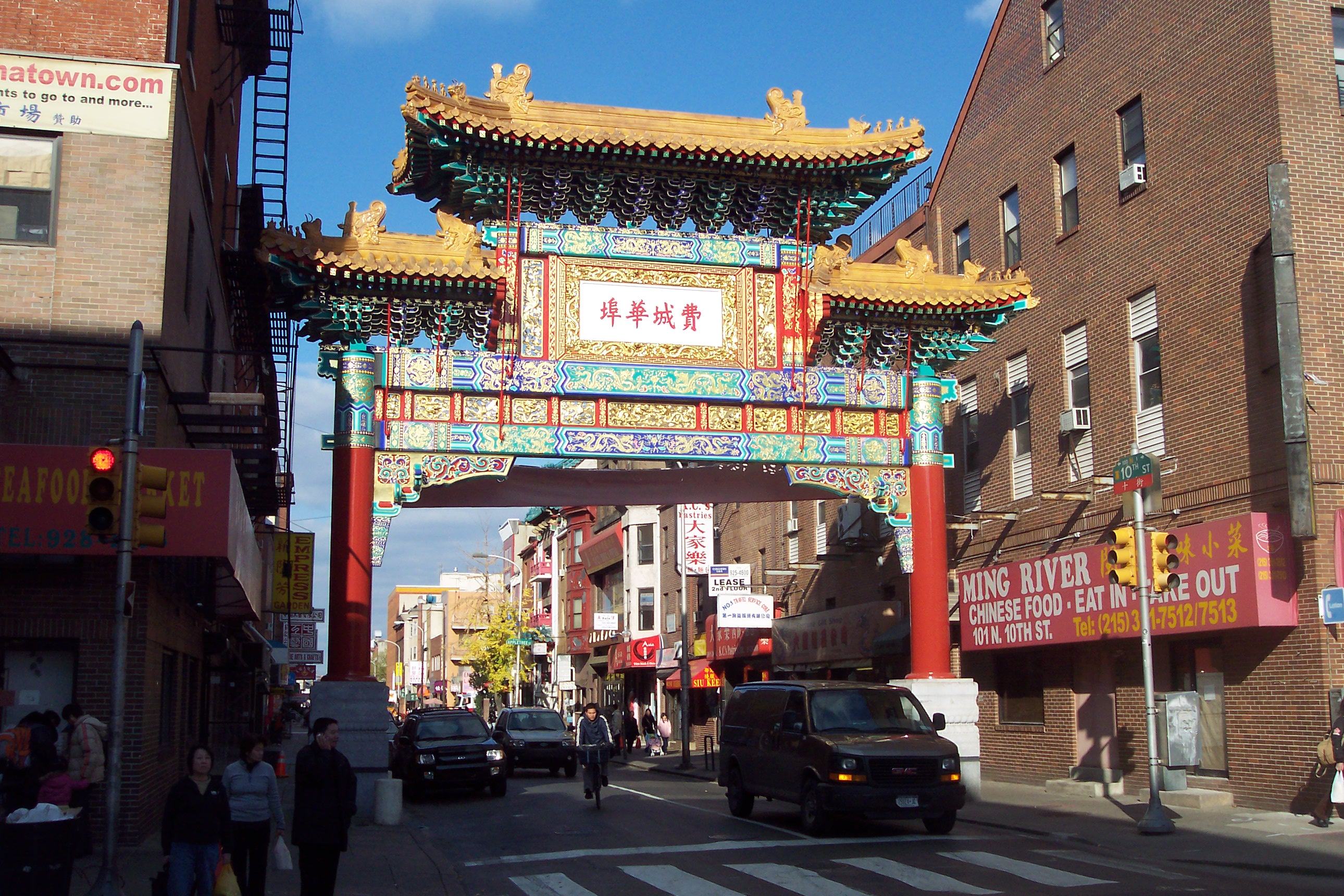
Các nhà hàng và cửa hàng tại khu :en:Chinatown, Philadelphia

Sự dịch chuyển lao động cũng đóng vai trò quan trọng trong việc nâng cao năng lực của nền kinh tế Mỹ để thích nghi với những điều kiện thay đổi. Khi người nhập cư tràn ngập các thị trường lao động ở bờ Đông nước Mỹ, nhiều công nhân đã tham gia lực lượng lao động trong các trang trại nông nghiệp. Tương tự, các cơ hội kinh tế trong các ngành công nghiệp tại các thành phố phía Bắc thu hút nhiều người gốc Phi từ các trang trại phía Nam trong nửa đầu thế kỷ 20, được biết đến với tên gọi 'Cuộc đại nhập cư' (Great Migration)
Tại Hoa Kỳ, các tập đoàn công ty lớn hợp nhất thành những tập hợp cổ đông lớn, hình thành nên những công ty khổng lồ được kiểm soát, điều hành bởi một hệ thống các quy tắc và quy định phức tạp. Kéo theo đó là quá trình sản xuất trên quy mô lớn (mass production), ví dụ như tập đoàn General Electric đã có công trong việc định hình nước Mỹ. Thông qua thị trường chứng khoán, các ngân hàng và nhà đầu tư Mỹ đã làm tăng trưởng nền kinh tế bằng quá trình đầu tư và rút vốn từ những tập đoàn, công ty kinh doanh lợi nhuận. Ngày nay trong kỷ nguyên của toàn cầu hoá, các nhà đầu tư và tập đoàn của Hoa Kỳ tiếp tục ảnh hưởng ra toàn thế giới. Chính phủ Mỹ cũng là một trong những nhà đầu tư lớn trong nền kinh tế Hoa Kỳ. Các khoản đầu tư của chính phủ được hướng đến trực tiếp các dự án mang lại lợi ích công cộng (như đập Hoover), các hợp đồng chế tạo thiết bị quân sự, và ngành công nghiệp tài chính.

## Kinh doanh

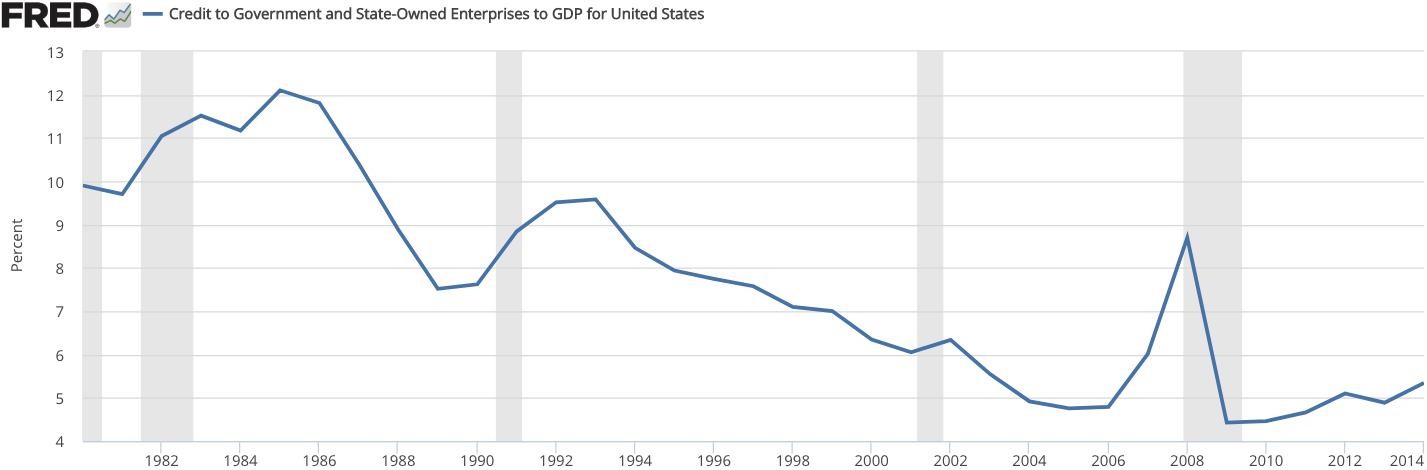
Tỷ trọng đóng góp của các doanh nghiệp sở hữu nhà nước (GSEs) vào nền kinh tế Mỹ.
Tỷ trọng này chiếm thấp và có xu hướng giảm qua các năm. Từ năm 2008-2010, tỷ trọng này chiếm nhỏ hơn 5% GDP.

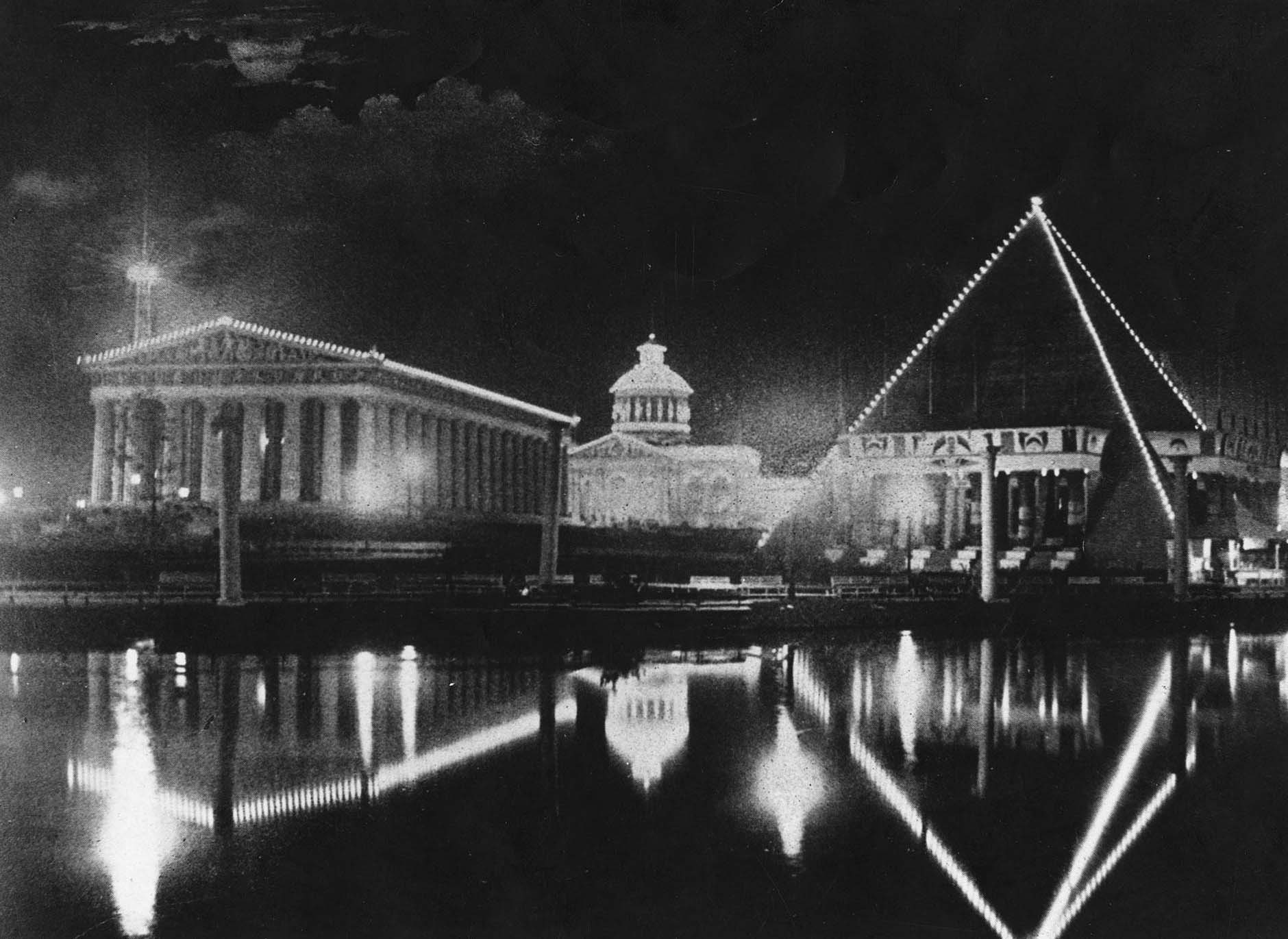
Bang Tennessee năm 1897. Hoa Kỳ là quốc gia đi đầu trong phổ biến sử dụng đèn điện chiếu sáng trên thế giới.

Hoa Kỳ trở thành nhà tiên phong trong những cải tiến kỹ thuật kể từ cuối thế kỷ 19 và nghiên cứu khoa học từ giữa thế kỷ 20. Năm 1876, Alexander Graham Bell được công nhận bằng sáng chế đầu tiên của Mỹ về điện thoại. Thomas Edison đã phát triển máy hát, bóng đèn điện sáng duy trì lâu đầu tiên, và chiếc máy chiếu phim thông dụng đầu tiên. Nikola Tesla tiên phong trong động cơ cảm ứng và bộ truyền tần số cao sử dụng ở đài thu thanh. Trong đầu thế kỷ 20, công ty chế tạo ô tô của Ransom E. Olds và Henry Ford đã nhân rộng và phổ biến dây chuyền lắp ráp xe. Anh em nhà Wright năm 1903 đã chế tạo thành công chiếc máy bay đầu tiên của thế giới.

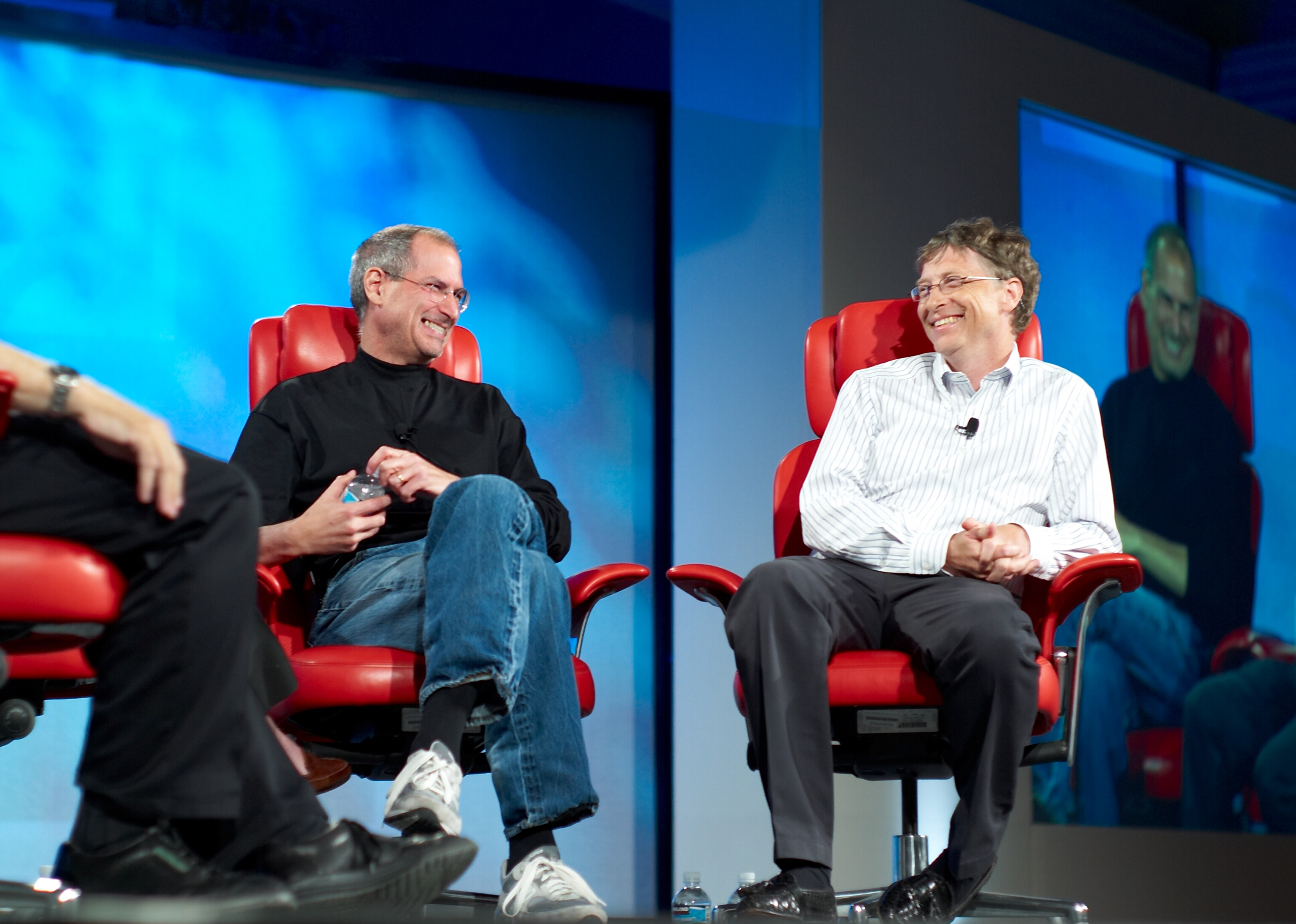
Steve Jobs và Bill Gates là 2 doanh nhân nổi tiếng nhất nước Mỹ.

Xã hội Mỹ luôn đề cao doanh nhân khởi nghiệp và kinh doanh. Doanh nhân được định nghĩa là người thực hiện những cải tiến kỹ thuật, tập hợp tài chính cùng những nhạy bén về kinh doanh, tổng hợp nỗ lực để chuyển hoá những ý tưởng cải tiến thành hàng hoá dịch vụ có giá trị kinh tế. Điều này góp phần tạo nên những tổ chức, công ty mới hoặc một phần hoặc cải cách, chuyển hoá những tổ chức già cỗi để đón nhận những cơ hội mới.
Một hình thức kinh doanh hiển nhiên nhất đó là thành lập những công ty/cơ sở kinh doanh mới (startup - khởi nghiệp). Tuy nhiên trong những năm gần đây, định nghĩa này đã được mở rộng bao gồm cả những hình thái chính trị, xã hội của những hoạt động mang tính tiên phong.
Theo Paul Reynolds, học giả về khởi nghiệp, doanh nhân và người sáng lập ra Global Entrepreneurship Monitor, "trước khi họ đạt tới thời điểm nghỉ hưu, một nửa những người lao động nam giới tại Mỹ thường có một thời kỳ tự kinh doanh trong một hoặc vài năm; một phần tư tham gia vào các hoạt động tự doanh trong 6 hoặc nhiều năm hơn. Tham gia vào một ý tưởng kinh doanh mới là một hoạt động phổ biến đối với người lao động Mỹ trong thời gian sự nghiệp của họ." Và trong những năm gần đây, sáng tạo kinh doanh được học giả David Audretsch ghi lại trở thành một động lực chủ yếu của tăng trưởng kinh tế ở cả Hoa Kỳ và Châu Âu. 

Tỷ lệ sống của các công ty khởi nghiệp (start-ups) taị Mỹ, 1977-2012. Nguồn: US Census Bureau, Business Dynamic Statistics, Published by Gallup, reproduced in UNESCO Science Report: towards 2030, Figure 5.7, p. 143

## Đầu tư mạo hiểm
Đầu tư mạo hiểm (Venture capital) là một ngành được khởi xướng tại Mỹ, và hiện tại vẫn đang chiếm vị trí thống trị trong nền kinh tế. Theo hiệp hội đầu tư mạo hiểm quốc gia, 11% việc làm từ khu vực tư nhân đến từ các công ty được hỗ trợ bởi đầu tư mạo hiểm và doanh thu từ đầu tư mạo hiểm chiếm 21% GDP của Hoa Kỳ.
Tổng đầu tư mạo hiểm của Hoa Kỳ đạt 48,3 tỷ đô la năm 2014, dành cho 4.356 giao dịch. Điều này đại diện cho tốc độ tăng trưởng 61% về số tiền và 4% về số lượng thương vụ/giao dịch (deals) trong năm qua - Theo báo cáo của Hiệp hội đầu tư mạo hiểm quốc gia. Tổ chức OECD ước tính đầu tư mạo hiểm tại Mỹ đã phục hồi hoàn toàn năm 2014 và trở về mức trước suy thoái. Hiệp hội đầu tư mạo hiểm quốc gia đã chỉ ra trong năm 2014, đầu tư mạo hiểm trong ngành khoa học đời sống đạt mức cao nhất kể từ năm 2008: trong công nghệ sinh học, 6 tỷ đô la đầu tư trong 470 giao dịch và trong tổng ngành khoa học đời sống đạt 8,6 tỷ đô là trong 789 giao dịch (bao gồm công nghệ sinh học và thiết bị y tế). Hai phần ba (68%) của mức đầu tư vào công nghệ sinh học các giao dịch liên quan tới phát triển giai đoạn đầu và phần còn lại ở giai đoạn mở rộng (14%), các công ty giai đoạn đầu (11%) và công ty giai đoạn muộn (7%). Tuy nhiên, lĩnh vực phần mềm được đổ vốn đầu tư mạo hiểm với số lượng giao dịch nhiều nhất: 1.799, với tổng mức đầu tư 19,8 tỷ đô la. Đứng thứ hai là các công ty về internet, chiếm 11,9 tỷ đô la qua 1005 giao dịch. Nhiều công ty này có trụ sở tại bang California, bang chiếm tới 28% tổng số nghiên cứu của Mỹ.
Một vài các công ty Mỹ khởi nghiệp kêu gọi vốn đầu tư từ cái nhà đầu tư cá nhân (angel investors). Trong năm 2010, lĩnh vực chăm sóc sức khoẻ/y tế chiếm phần lớn nhất của đầu tư tư nhân trực tiếp, với 30% tổng số vốn (so với 17% của 2009), theo đó là lĩnh vực phần mềm (16% so với 19% năm 2007), công nghệ sinh học (15% so với 8% năm 2009), công nghiệp/năng lượng (8% so với 17% năm 2009), bán lẻ (5%).
Người dân Mỹ được coi là người tiêu dùng phiêu lưu, chấp nhận rủi ro, sẵn sàng thử những sản phẩm dịch vụ mới, và luôn đòi hỏi những nhà sản xuất phải cải tiến sản phẩm của mình.

## Hợp nhất và sáp nhập
Kể từ năm 1985 đã có ba làn sóng Hợp nhất và sáp nhập (M&A) lớn tại Mỹ (Xem biểu đồ bên canh "Hợp nhất và sáp nhập tại Mỹ từ năm 1985"). Năm 2017 được coi là năm sôi động nhất với số lượng thương vụ (12.914), trong khi năm 2015 là năm có tổng giá trị thương vụ lớn nhất (24 tỷ đô la).
Thương vụ nhất lớn nhất trong lịch sử nước Mỹ là việc sáp nhập Time Warner vào America Online năm 2000, với giá trị mua hơn 164 tỷ đô la. Kể từ năm 2000, các vụ sáp nhập công ty Mỹ bởi nhà đầu tư Trung Quốc đã tăng 368%. Chiều ngược lại các công ty Mỹ mua lại các công ty Trung Quốc giảm 25%, với chiều hướng tăng ngắn đến năm 2007.

## Nghiên cứu và Phát triển

Tổng chi tiêu nội địa cho nghiên cứu và phát triển (R&D) tại Mỹ tính theo phần trăm GDP, 2002-2013. Các quốc gia khác làm cơ sở so sánh. Nguồn: UNESCO Science Report: towards 2030

Hoa Kỳ là quốc gia đầu tư vào nghiên cứu và phát triển (R&D) lớn hơn tất cả các quốc gia G7 khác cộng lại về giá trị tuyệt đối: hơn 17,2% năm 2012. Kể từ năm 2000, tổng chi tiêu nội địa vào R&D (GERD) tại Mỹ đã tăng 31,2%, duy trì một tỷ trọng GERD trong số các quốc gia G7 là 54%.

### Tác động của suy thoái vào chi tiêu nghiên cứu
Nhìn chung các khoản đầu tư của Hoa Kỳ vào R&D tăng trong những năm đầu thế kỷ trước khi suy giảm nhẹ trong giai đoạn suy thoái kinh tế, sau đó lại tăng trở lại khi nền kinh tế hồi phục. Tại đỉnh điểm năm 2009, GERD đạt 406 tỷ đô la (chiếm 2,82% GDP). Bất chấp suy thoái, tỷ lệ này vẫn duy trì 2,79% năm 2012 và chỉ giảm nhẹ xuống 2,73% năm 2013 theo số liệu báo cáo, và giữ nguyên năm 2014.
Chính quyền liên bang là nhà tài trợ chính cho nghiên cứu cơ bản, chiếm 52,6% năm 2012; chính quyền bang, các trường đại học và tổ chức phi lợi nhuận tài trợ 26%. Hoạt động thí nghiệm phát triển, mặt khác được tài trợ chủ yếu bởi các ngành công nghiệp, chiếm 76,4% so với chính phủ là 22,1% năm 2012.

Tỷ trọng đóng góp của các quốc gia về GDP, chi nghiên cứu phát triển, số lượng các nhà nghiên cứu và số lượng ấn phẩm khoa học xuất bản, năm 2009 và 2013. Nguồn: UNESCO Science Report: towards 2030, Figure 1.7

Dù giá trị đầu tư vào R&D tại Mỹ cao, nó vẫn chưa đáp ứng được mục tiêu mà tổng thống Obama đề ra là 3% GDP vào thời điểm cuối nhiệm kỳ năm 2016. Sự độc tôn của Hoa Kỳ trong lĩnh vực này đang bị suy giảm, thậm chí với các quốc gia khác, như Trung Quốc, đang đẩy các hoạt động tài trợ R&D của học lên mức độ mới. Từ năm 2009 đến 2012, tỷ trọng tổng đầu tư của Hoa Kỳ vào R&D so với thế giới giảm nhẹ từ 30,5% còn 28,1%. Một vài quốc gia dành tới hơn 4% GDP cho hoạt động nghiên cứu và phát triển (Israel, Nhật Bản và Nam Hàn) và các nước khác có kế hoạch tăng GERD/GDP tới 4% năm 2020 (Phần Lan và Thuỵ Điển).

### Chi tiêu vào nghiên cứu của các công ty, tổ chức
Các công ty, doanh nghiệp kinh doanh đóng góp 59,1% vào tổng chi tiêu nội địa vào R&D (GERD) tại Mỹ năm 2012, giảm từ mức 69,0% năm 2000. Các tổ chức phi lợi nhuận tư nhân và tổ chức nước ngoài đóng góp một phần nhỏ vào tổng R&D, tương ứng 3,3% và 3,8%.

Ngân sách cho nghiên cứu và phát triển của các cơ quan chính phủ tại Mỹ, 1994-2014. Nguồn: UNESCO Science Report: towards 2030, Figure 5.4, based on data from American Association for the Advancement of Science

Hoa Kỳ từ lâu vẫn là quốc gia dẫn đầu về hoạt động nghiên cứu phát triển và cải tiến kỹ thuật trong các công ty và tập đoàn. Tuy nhiên đợt suy thoái kinh tế năm 2008-2009 đã có những tác động tiêu cực. Trong khi hoạt động R&D vẫn được duy trì bởi cam kết của các công ty, tập đoàn kinh doanh lớn thì đợt suy thoái tại Mỹ tác động đáng kể tới những công ty nhỏ và khởi nghiệp (start-up). Số liệu thống kê của cục dân số Mỹ cho thấy, trong năm 2008 số lượng những công ty giải thể, phá sản bắt đầu vượt qua số những công ty mới được thành lập và xu thế này vẫn tiếp diễn đến 2012. Từ năm 2003 đến 2008, chi tiêu trong R&D tại các công ty kinh doanh diễn ra theo chiều hướng tăng lên. Đến năm 2009, chiều hướng đảo đi xuống khi chi tiêu R&D giảm 4%. Những công ty thuộc các ngành công nghiệp mới (high-opportunity industries) như chăm sóc sức khoẻ cắt giảm chi tiêu ít hơn các ngành công nghiệp già cỗi (mature industries) như nhiên liệu hoá thạch. Mặt khác ngành hoá chất và thiết bị điện tử lại có chi tiêu R&D tính trên doanh thu cao hơn trung bình, mức 3,8% và 4,8%. Mặc dù mức đầu tư cho R&D đã tăng năm 2011 nhưng nó vẫn thấp hơn mức năm 2008. Đến năm 2012, tỷ lệ tăng trưởng chi tiêu cho R&D đã được phục hồi. Sự phục hồi này tiếp tục hay không còn tuỳ thuộc vào việc tìm kiếm và theo đuổi sự phục hồi và tăng trưởng kinh tế chung, cũng như mức độ tài trợ của chính phủ liên bang vào hoạt động nghiên cứu và môi trường kinh doanh vĩ mô.

### Chi tiêu vào nghiên cứu ở cấp độ bang
Mức độ chi tiêu vào hoạt động nghiên cứu khác nhau đáng kể giữa các bang tại Mỹ. Sáu bang gồm New Mexico, Maryland, Massachusetts, Washington, California và Michigan đã tài trợ mức 3,9% trên GDP vào R&D năm 2010, cùng đóng góp vào 42% tổng chi tiêu nghiên cứu của toàn quốc gia. Năm 2010, hơn một phần tư hoạt động nghiên cứu phát triển tập trung ở bang California (28,1%), cao hơn Massachusetts (5.7%), New Jersey (5.6%), Washington State (5.5%), Michigan (5.4%), Texas (5.2%), Illinois (4.8%), New York (3.6%) và Pennsylvania (3.5%). Bảy bang gồm Arkansas, Nevada, Oklahoma, Louisiana, South Dakota và Wyoming chỉ dành 0,8% GDP vào hoạt động R&D.

Tỷ trọng đóng góp về việc làm và chi tiêu R&D về lĩnh vực khoa học kỹ thuật giữa các bang tại Mỹ. Nguồn: UNESCO Science Report: towards 2030, Figure 5.6, based on data from American Association for the Advancement of Science

Bang California là ngôi nhà của thung lũng Silicon, cái tên nổi bật với khu vực tập trung những tập đoàn và công ty khởi nghiệp hàng đầu thế giới về công nghệ thông tin. Bang này cũng là nơi tập trung đông đúc những công ty công nghệ sinh học tại Vịnh San Francisco, Los Angeles và San Diego. Những khu vực tập trung các công ty công nghệ sinh học lớn nằm ngoài California là các thành phố của Boston/Cambridge, Massachusetts, Maryland, ngoại ô Washington DC, New York, Seattle, Philadelphia và Chicago. Bang California đã tạo ra 13,7% tổng việc làm của toàn bộ ngành khoa học và kỹ thuật của toàn quốc, nhiều hơn bất cứ bang nào khác. Có khoảng 5,7% dân số bang California làm việc trong những lĩnh vực này. Tỷ trọng cao này đã phản ánh một sự kết hợp hiệu quả giữa sự vượt trội về học thuật và hoạt động nghiên cứu được đẩy mạnh trong kinh doanh: ví dụ như trường đại học nổi tiếng Stanford và California sát cánh cùng thung lũng Silicon. Tương tự như vậy, đường 128 quanh Boston ở bang Massachusetts không chỉ là ngôi nhà của hàng loạt những công ty lớn về công nghệ mà còn là nơi đặt các trường đại học danh tiếng thế giới như Đại học Harvard và Học viện công nghệ Massachusetts (MIT).
Mức độ tập trung cao trong hoạt động R&D tại bang New Mexico có thể được lý giải bởi hoạt động của Viện nghiên cứu quốc gia Los Alamos. Vị trí của Maryland phản ánh mức độ tập trung trong các dự án tài trợ liên bang dành cho các viện nghiên cứu. Bang Washington cũng là nơi tập trung nhiều tập đoàn công nghệ lớn như Microsoft, Amazon và Boeing, và các nhà máy sản xuất thiết bị kỹ thuật của hầu hết các thương hiệu sản xuất xe hơi hàng đầu đặt tại bang Michigan.

### Chi tiêu vào nghiên cứu của các tập đoàn đa quốc gia
Chính quyền liên bang và hầu hết 50 bang của Hoa Kỳ đã tạo đưa ra nhưng chính sách ưu đãi về thuế cho những lĩnh vực, ngành và công ty nhất định để khuyến khích họ tham gia vào các hoạt động nghiên cứu phát triển (R&D). Quốc hội Mỹ thường xuyên gia hạn những sắc thuế ưu đãi hàng năm. Theo một khảo sát của tạp chí Wall Street năm 2012, những công ty không tận dụng những ưu đãi về thuế trên khi thực hiện các hoạt động đầu tư cho R&D sẽ không được hưởng chúng khi chính sách này được gia hạn.
Năm 2014, bốn tập đoàn đa quốc gia của Hoa Kỳ ghi tên vào nhóm 50 tập đoàn có mức đầu tư lớn nhất cho R&D bao gồm: Microsoft, Intel, Johnson & Johnson và Google. Một vài tập đoàn nằm trong nhóm 20 cao nhất trong 10 năm qua như: Intel, Microsoft, Johnson & Johnson, Pfizer và IBM. Google được vào danh sách này lần đầu tiên năm 2013.

### Xuất khẩu hàng hoá công nghệ cao và bằng sáng chế

Tỷ trọng hàng xuất khẩu công nghệ cao của Mỹ so với thế giới, 2008-2013. Nguồn: UNESCO Science Report: towards 2030, Figure 5.10, based on Comtrade database

Hoa Kỳ đã để mất vai trò dẫn đầu thế giới về hàng hoá công nghệ cao. Thậm chí máy tính và thiết bị viễn thông giờ được lắp ráp tại Trung Quốc và các quốc gia mới nổi khác, với những bộ phận linh kiện mang giá trị công nghệ cao được sản xuất tại nơi khác. Tới năm 2010, Hoa Kỳ vẫn là quốc gia xuất khẩu ròng về dược phẩm, nhưng đến năm 2011 đã trở thành nhập khẩu ròng các sản phẩm này. Hoa Kỳ là một quốc gia hậu công nghiệp. Nhập khẩu các sản phẩm công nghệ cao vượt xa xuất khẩu. Tuy nhiên lực lượng lao động tay nghề kỹ thuật cao tại Mỹ đã tạo ra một lượng lớn bằng sáng chế và vẫn có được lợi nhuận từ việc bán những phát minh sáng chế này. Với sự phát triển cao về khoa học trong các ngành công nghiệp, 9,1% lượng hàng hoá dịch vụ liên quan đến giấy phép bảo hộ quyền sở hữu trí tuệ.
Về lĩnh vực trao đổi thương mại tài sản trí tuệ, nước Mỹ vẫn chưa có đối thủ. Thu nhập từ bán quyền sở hữu trí tuệ đạt 129,2 tỷ đô la năm 2013, mức cao nhất toàn cầu. Nhật Bản đứng vị trí thứ hai với 31,6 tỷ đô la năm 2013. Những khoản chi trả của Hoa Kỳ cho việc sử dụng tài sản trí tuệ là 39 tỷ đô la năm 2013, chỉ sau Ireland (46,4 tỷ đô la).

## Những tập đoàn và thị trường danh tiếng

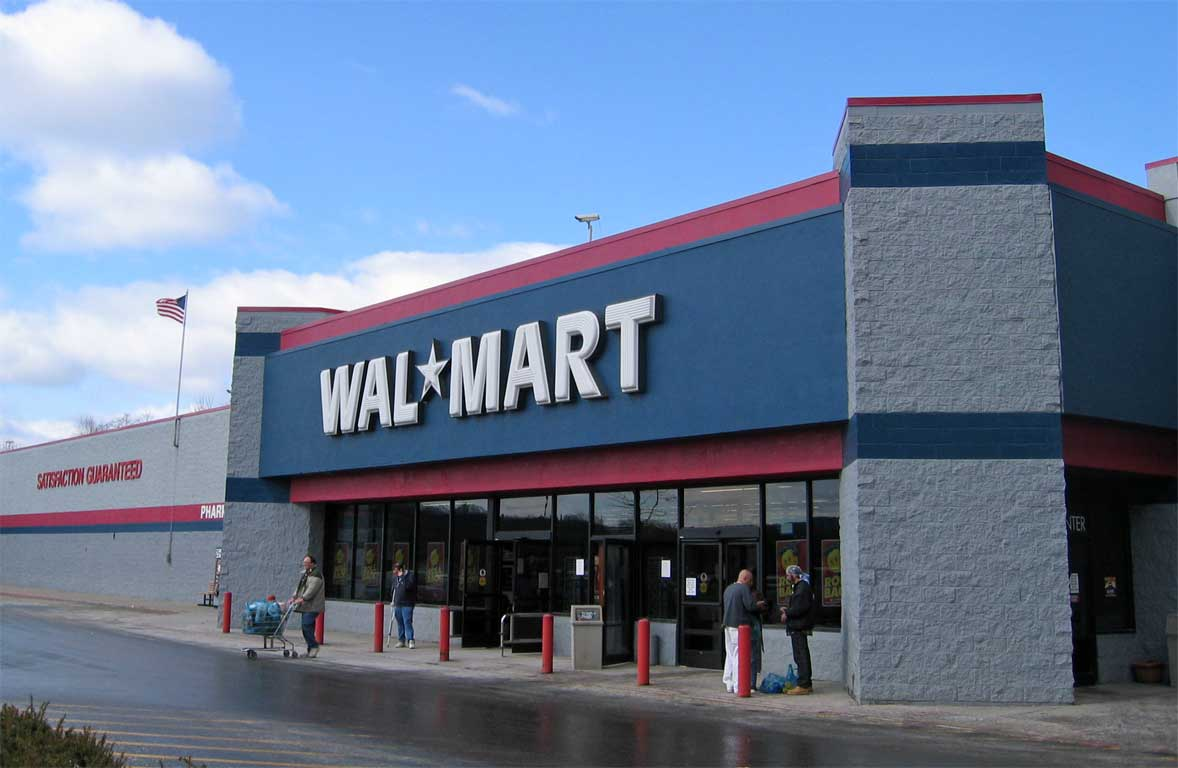
Một cửa hàng bán lẻ điển hình của Walmart (Laredo, Texas).

Trong năm 2011, nhóm 20 tập đoàn, công ty lớn nhất tính theo doanh thu đặt trụ sở tại Hoa Kỳ bao gồm: Walmart, ExxonMobil, Chevron, ConocoPhillips, Fannie Mae, General Electric, Berkshire Hathaway, General Motors, Ford Motor Company, Hewlett-Packard, AT&T, Cargill, McKesson Corporation, Bank of America, Federal Home Loan Mortgage Corporation, Apple Inc., Verizon, JPMorgan Chase, và Cardinal Health.
Trong năm 2013, tám trong số mười công ty lớn nhất thế giới tính theo mức độ vốn hoá thị trường (market capitalization) đều là những công ty của Mỹ: Apple Inc., Exxon Mobil, Berkshire Hathaway, Walmart, General Electric, Microsoft, IBM, và Chevron Corporation.
Theo tạp chí Fortune Global 500 năm 2011, 10 công ty tuyển dụng nhiều lao động lớn nhất Hoa Kỳ bao gồm: Walmart, U.S. Postal Service, IBM, UPS, McDonald's, Target Corporation, Kroger, The Home Depot, General Electric, và Sears Holdings.
Apple, Google, IBM, McDonald's, và Microsoft là 5 công ty có thương hiệu giá trị nhất thế giới theo các tiêu chí do Millward Brown xuất bản.
Báo cáo của hãng tư vấn Deloitte năm 2012 cho thấy: trong nhóm 250 nhà bán lẻ lớn nhất thế giới tính theo doanh số bán năm 2010, 32% các công ty đặt tại Mỹ, và 32% đó đóng góp 41% tổng doanh số bán lẻ của nhóm 250. Amazon hiện là nhà bán lẻ trực tuyến lớn nhất thế giới.
Năm 2011, một nửa trong số 20 nhà sản xuất chip bán dẫn lớn nhất thế giới đều có nguồn gốc từ Mỹ.
Hầu hết những tổ chức từ thiện lớn nhất thế giới (world's largest charitable foundations) đều được thành lập bởi người Mỹ. Các hãng sản xuất Mỹ tạo ra hầu hết những công ty có quy mô lớn nhất thế giới. Rất nhiều những nghệ sỹ có doanh thu từ bán sản phẩm âm nhạc lớn nhất thế giới sinh sống tại Mỹ.
Lĩnh vực du lịch tại Mỹ đón xấp xỉ 60 triệu lượt khách quốc tế hàng năm. Trong một nghiên cứu gần đây của Salam Standard, Hoa Kỳ là quốc gia được hưởng lợi nhiều nhất từ lượng khách du lịch theo đạo Hồi trên toàn cầu, chiếm 24% chi tiêu của tổng lượng khách du lịch đạo Hồi trên toàn thế giới (đạt gần 35 tỷ đô la).

### Danh sách 10 tập đoàn lớn nhất Hoa Kỳ tính theo doanh thu
Nhóm 10 tập đoàn có doanh thu lớn nhất của Mỹ năm 2013

## Tài chính

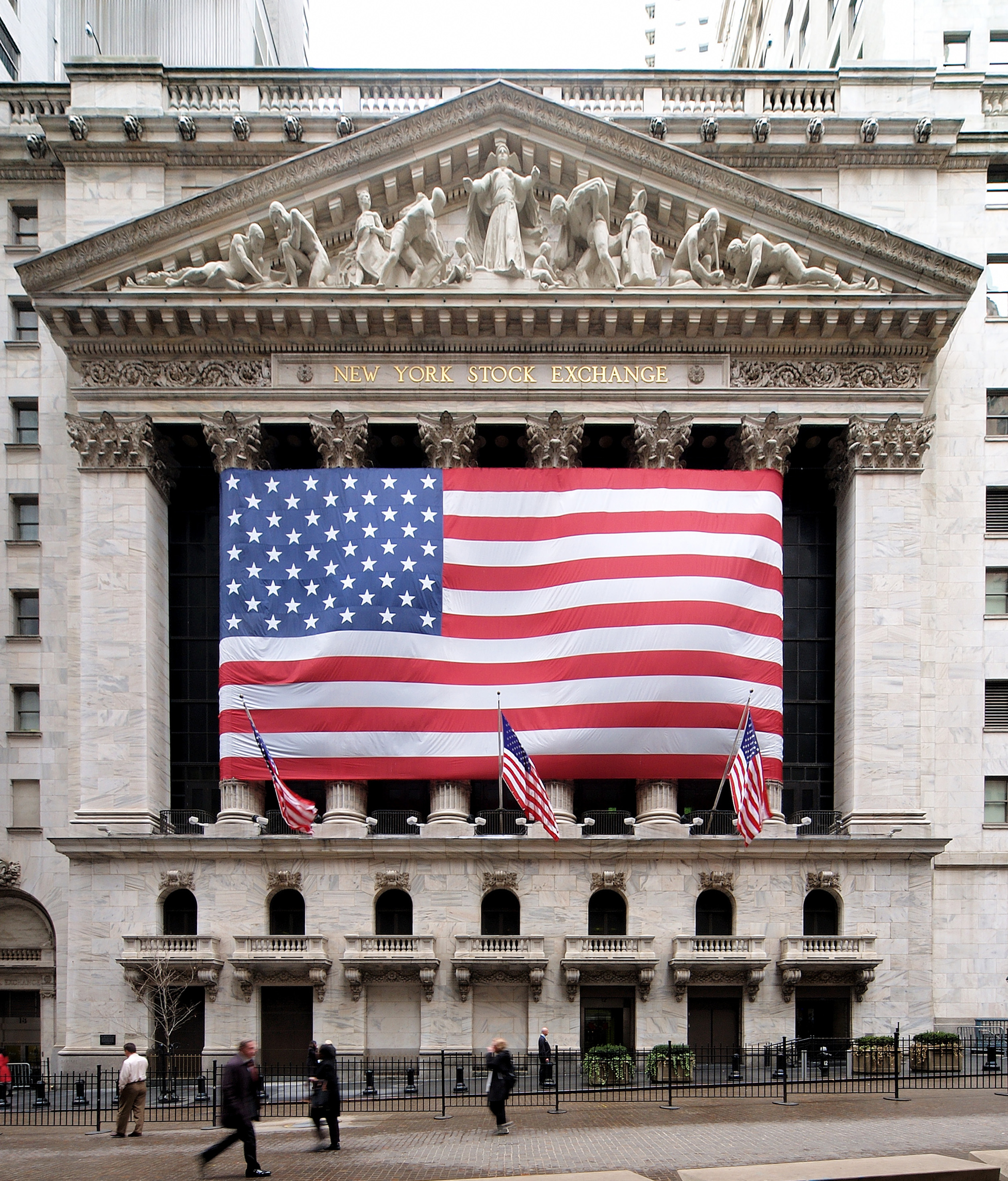
New York Stock Exchange (NSYE) là thị trường chứng khoán lớn nhất thế giới.

Tính theo tổng giá trị chứng khoán của các công ty niêm yết, thị trường chứng khoán New York (NYSE) có quy mô lớn hơn gấp 3 lần bất cứ một thị trường chứng khoán nào khác trên thế giới. Tính đến tháng 10 năm 2008, giá trị vốn hoá của tất cả các công ty nội địa niêm yết tại NYSE là 10,1 nghìn tỷ đô la. NASDAQ là thị trường chứng khoán khác của Mỹ lớn thứ 3 thế giới, đứng sau NSYE và thị trường chứng khoán Nhật Bản - Tokyo Stock Exchange (TSE). Tuy nhiên giá trị thương mại của NASDAQ lớn hơn TSE. NASDAQ là thị trường cổ phiếu mua bán theo phương thức điện tử lớn nhất tại Mỹ. Với xấp xỉ 3.800 công ty và tập đoàn niêm yết, nó có khối lượng chứng khoán giao dịch theo giờ lớn hơn bất kỳ một thị trường nào khác.
Vì vai trò ảnh hưởng lớn của thị trường chứng khoán Mỹ đến nền tài chính thế giới, một nghiên cứu của Đại học New York cuối năm 2014 chỉ ra rằng trong ngắn hạn, những cú sốc tác động đến khả năng sẵn sàng hứng chịu rủi ro một cách độc lập từ môi trường vĩ mô lý giải hầu hết những biến động của thị trường chứng khoán Mỹ. Trong dài hạn, thị trường chứng chứng khoán Mỹ bị ảnh hưởng một cách sâu sắc bởi những cú sốc phân bổ lại lợi ích giữa người lao động và các cổ đông ở một mức độ sản xuất nhất định. Tuy nhiên những cú sốc về thay đổi năng suất lao động chỉ đóng một vai trò nhỏ trong sự biết động thị trường chứng khoán Mỹ trong quá khứ.
Ngành công nghiệp tài chính Mỹ chỉ chiếm 10% trong tổng lợi nhuận của các các ngành phi nông nghiệp năm 1947('non-farm business' được định nghĩa là tất cả những ngành công nghiệp, xây dựng, dịch vụ... loại trừ các hoạt động của chính phủ, hộ kinh doanh gia đình, tổ chức phi chính phủ và nông nghiệp), nhưng đã tăng lên 50% trong năm 2010. Trong cùng giai đoạn, thu nhập từ ngành công nghiệp tài chính tính trên GDP đã tăng lên từ 2,5% lên 7,5%, và tỷ trọng thu nhập từ công nghiệp tài chính trong tổng thu nhập của các công ty đã tăng từ 10% lên 20%. Thu nhập trung bình theo giờ của lao động ngành tài chính rất cao tương quan với các ngành khác giống như tỷ lệ 1% những người thu nhập cao nhất so với tổng thu nhập người Mỹ kể từ năm 1930. Mức lương trung bình của ngành tài chính New York tăng từ 80.000 đô la năm 1981 lên 360.000 đô la năm 2011, trong khi mức lương bình quân của người lao động New york tăng từ 40.000 đô la lên 70.000 đô la. Trong năm 1988, có tới 12.500 ngân hàng tại Mỹ có ít hơn 300 triệu đô la tiền gửi, và khoảng 900 ngân hàng có so số tiền gửi nhiều hơn. Nhưng đến 2012, chỉ còn 4.200 ngân hàng với ít hơn 300 triệu đô la tiền tiền gửi tại Mỹ, và hơn 1.800 ngân hàng nhiều hơn số đó.
Nhóm 10 ngân hàng lớn nhất nước mỹ về tổng tài sản bao gồm: 1.JP Morgan Chase, 2.Bank of America, 3.Citigroup, 4.Wells Fargo, 5.Goldman Sachs, 6.Morgan Stanley, 7.U.S. Bancorp, 8.Bank of NY Mellon, 9.HSBC North American Holdings, 10.Capital One Financial
Năm 2012 nghiên cứu của quỹ tiền tệ quốc tế IMF (International Monetary Fund) kết luận rằng ngành công nghiệp tài chính Mỹ đã tăng trưởng quá lớn đến nỗi nó làm chậm lại sự tăng trưởng kinh tế. Nhà kinh tế học của Đại học New York Thomas Philippon cũng ủng hộ nhận định trên, ước tính rằng nước Mỹ đã chi thừa 300 tỷ đô la vào lĩnh vực tài chính hàng năm, và nó cần giảm 20%. Các nhà kinh tế thuộc đại học Harvard và Chicago cũng đồng tình, tính toán trong năm 2014 trung bình mỗi công nhân trong lĩnh vực nghiên cứu và phát triển đóng góp 5 đô la vào GDP cho mỗi đô la họ kiếm được, nhưng công nhân ngành tài chính làm GDP giảm 0,6 đô la cho mỗi đô la họ được trả công.

### Sản xuất

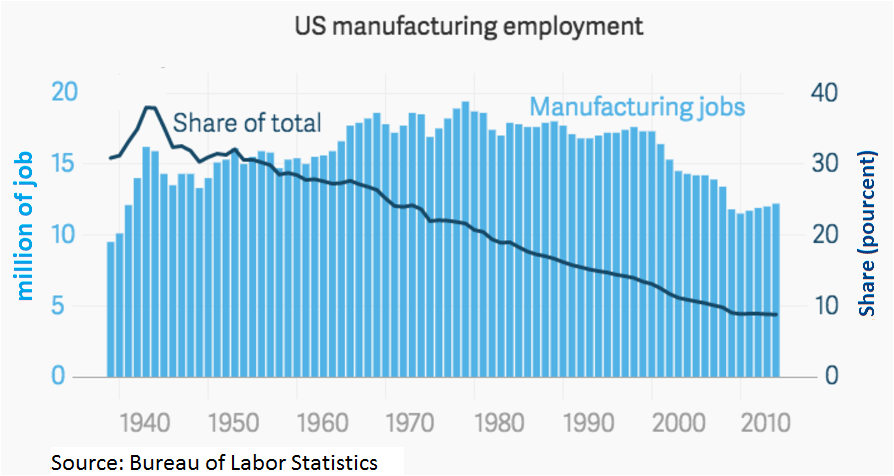
Thống kê việc sử dụng lao động trong lĩnh vực sản xuất tại Mỹ.

### Tài sản và thu nhập

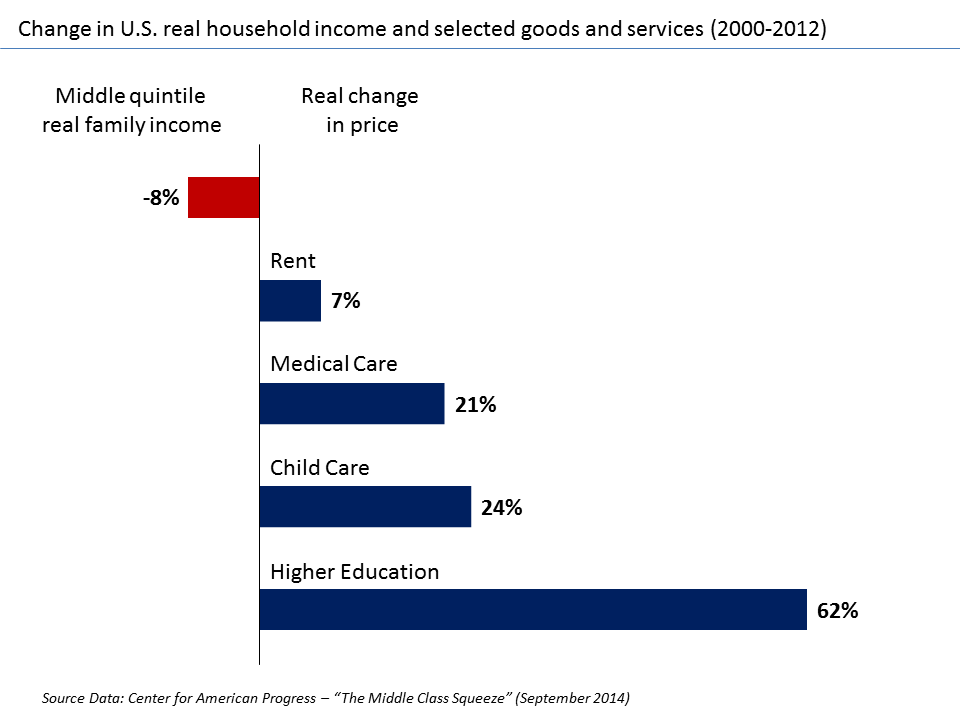
Biến động về mức thu nhập thực tế so với một số loại hàng hoá và dịch vụ.

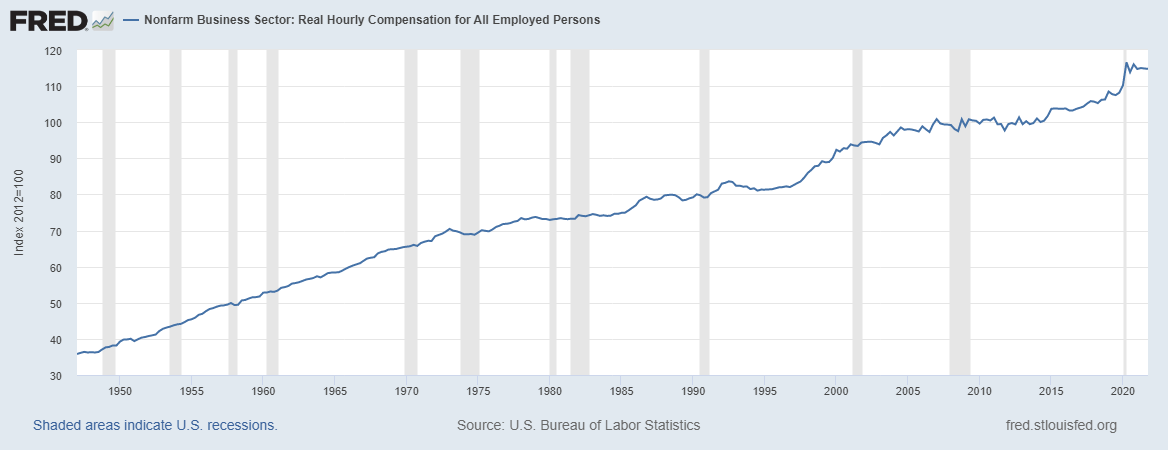
Mức chi trả thu nhập thực tế theo giờ tại Mỹ (1947-2013)

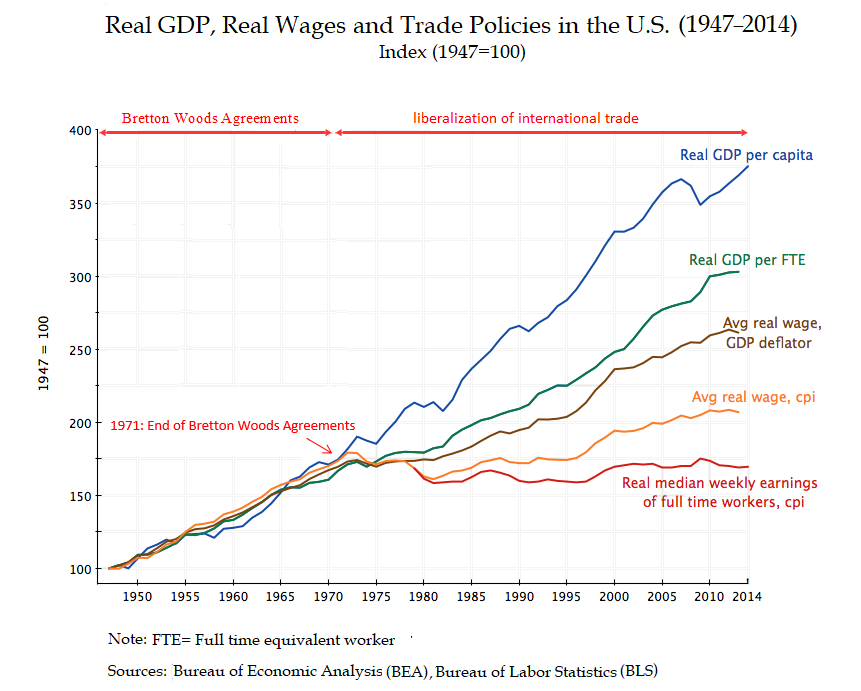
GDP thực, tiền công thực và chính sách thương mại tại Mỹ (1947-2014)

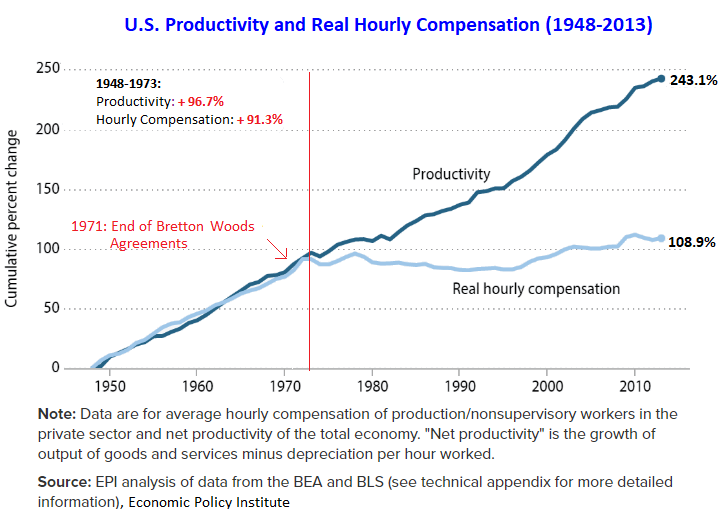
Thống kê năng suất lao động và mức tiền công thực tế tại Mỹ (1948-2013)

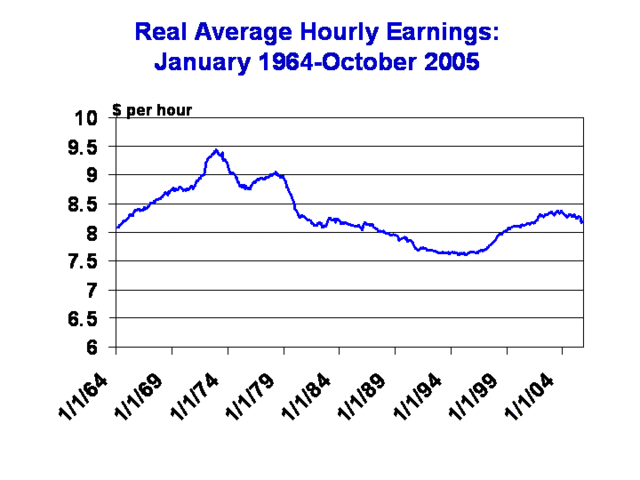
Biến động tiền công theo giờ tại Mỹ qua các năm 1964-2005.

### Năng suất lao động

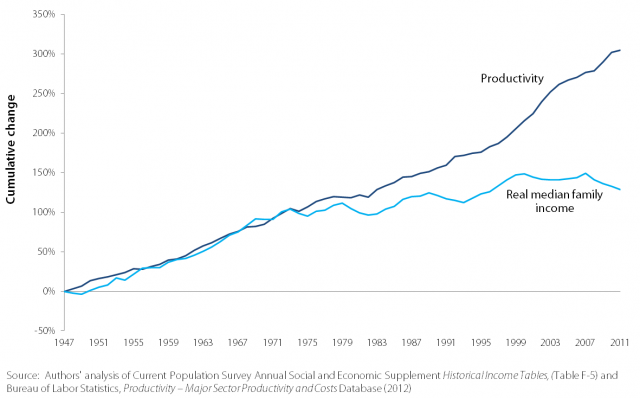
Năng suất lao động và thu nhập binh quân thực tế hộ gia đình từ 1947-2009

### Bất bình đẳng

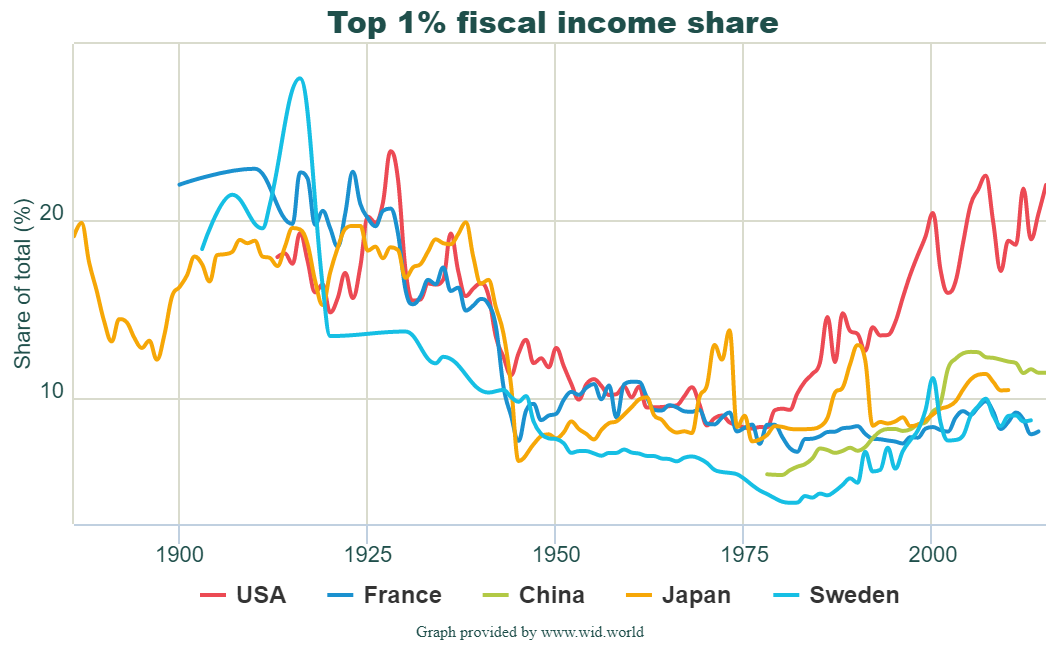
Tỷ trọng nhóm 1% người thu nhập cao nhất các quốc gia

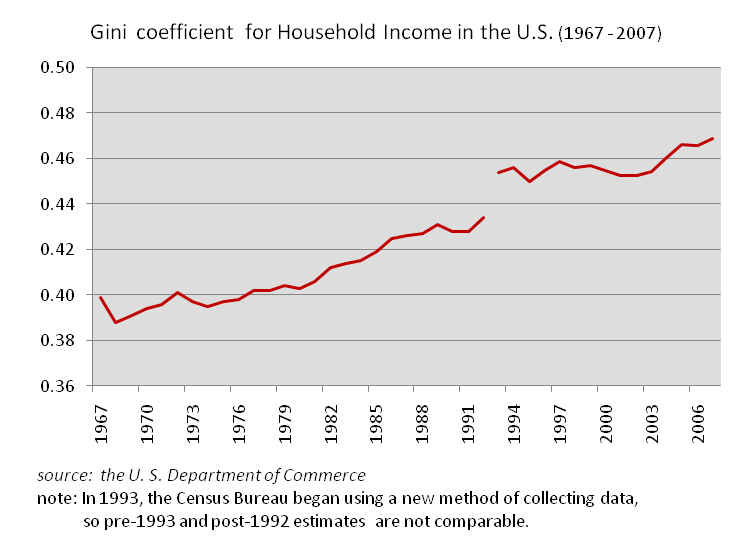
Hệ số Gini (Gini Coefficient) với thu nhập bình quân hộ gia đình từ 1967-2007. Nguồn: United States Chamber of Commerce

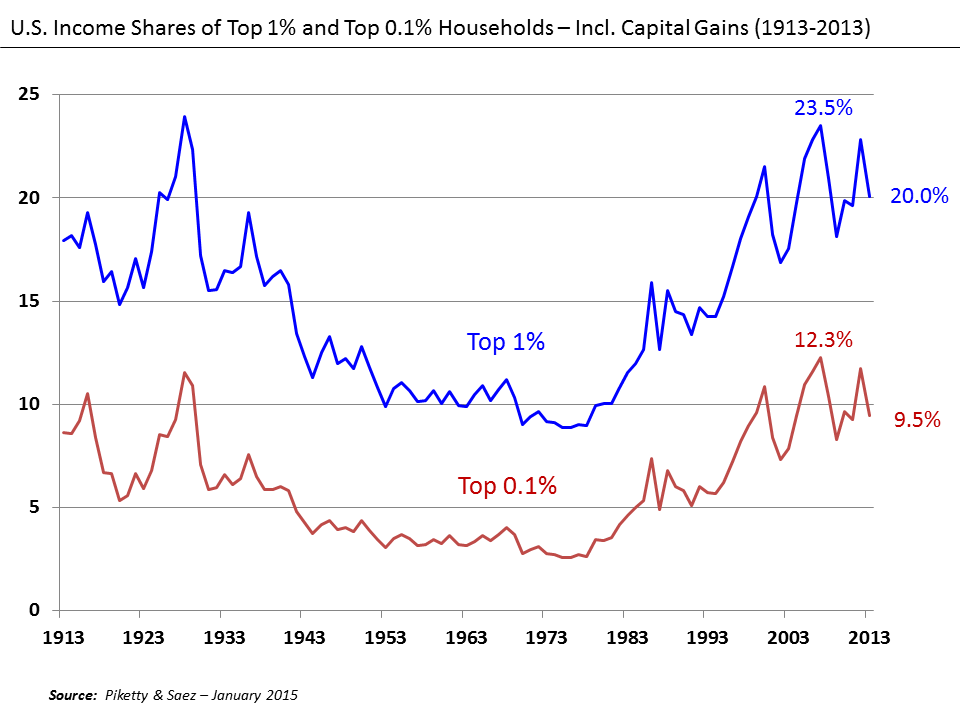
Tỷ trọng thu nhập của nhóm 1% và 0,1% giàu nhất tại Mỹ, 1913-2013

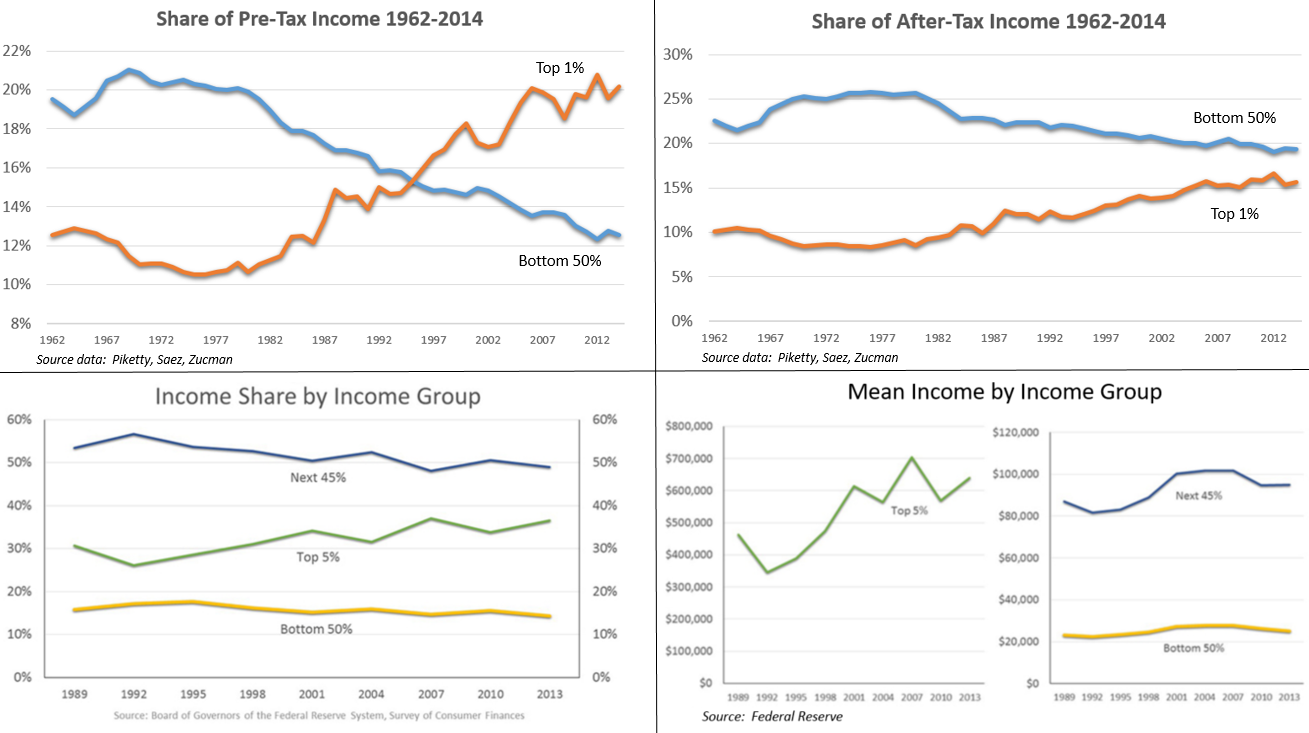
Đồ thị minh hoa bất bình đẳng thu nhập

### Chi tiêu y tế

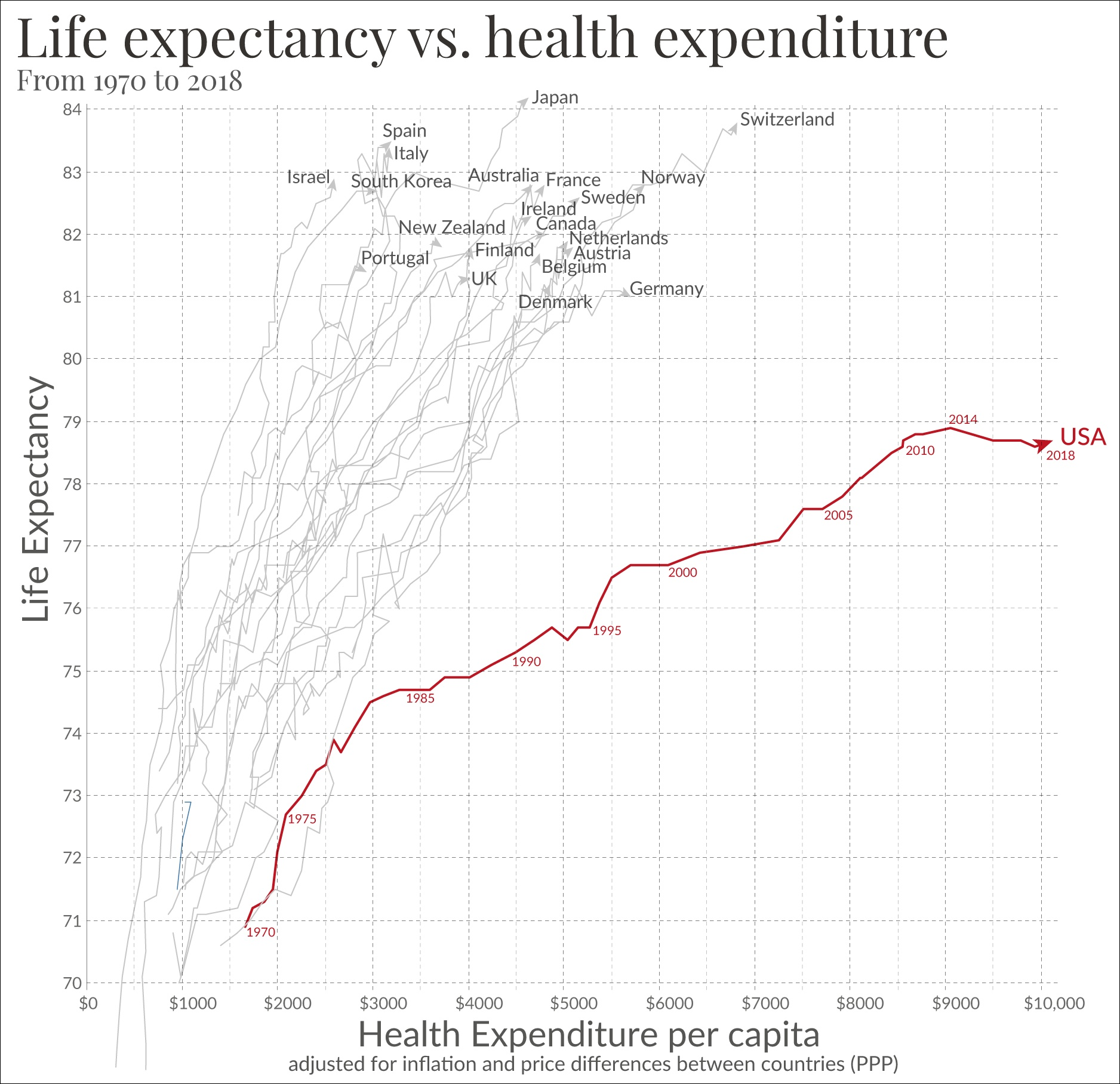
Tuổi thọ trung bình trong mối tương quan với chi tiêu cho y tế từ 1970-2008 giữa Mỹ và các quốc gia (theo GDP)

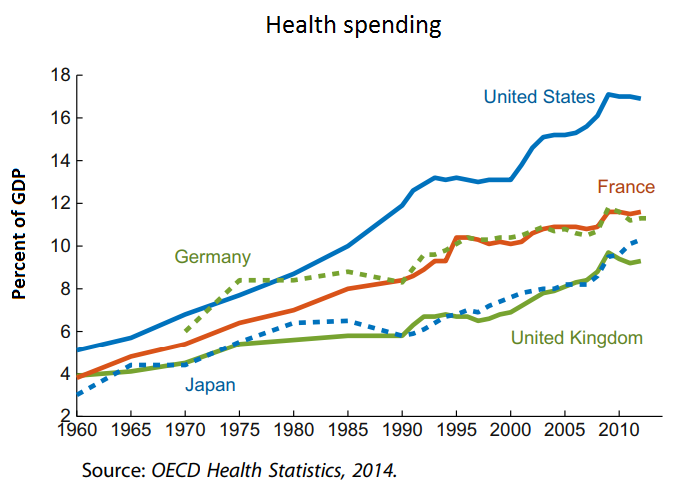
Tỷ trọng chi tiêu cho sức khoẻ y tế trên GDP qua các năm tại Mỹ

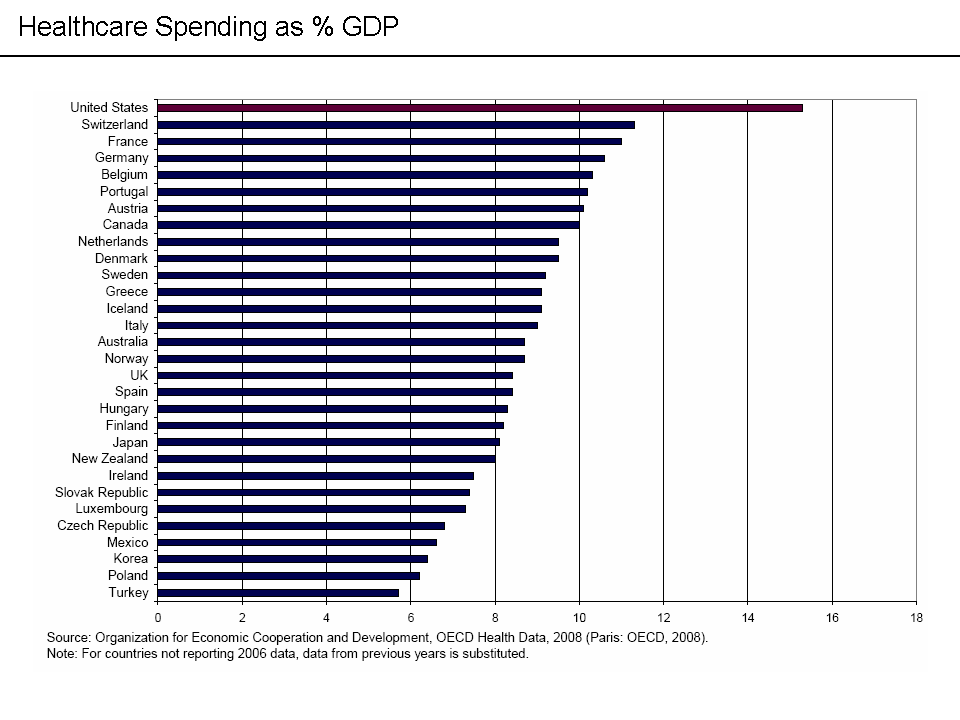
Chi tiêu cho chăm sóc sức khoẻ trên GDP tại các nước trên thế giới

### Thuế quan

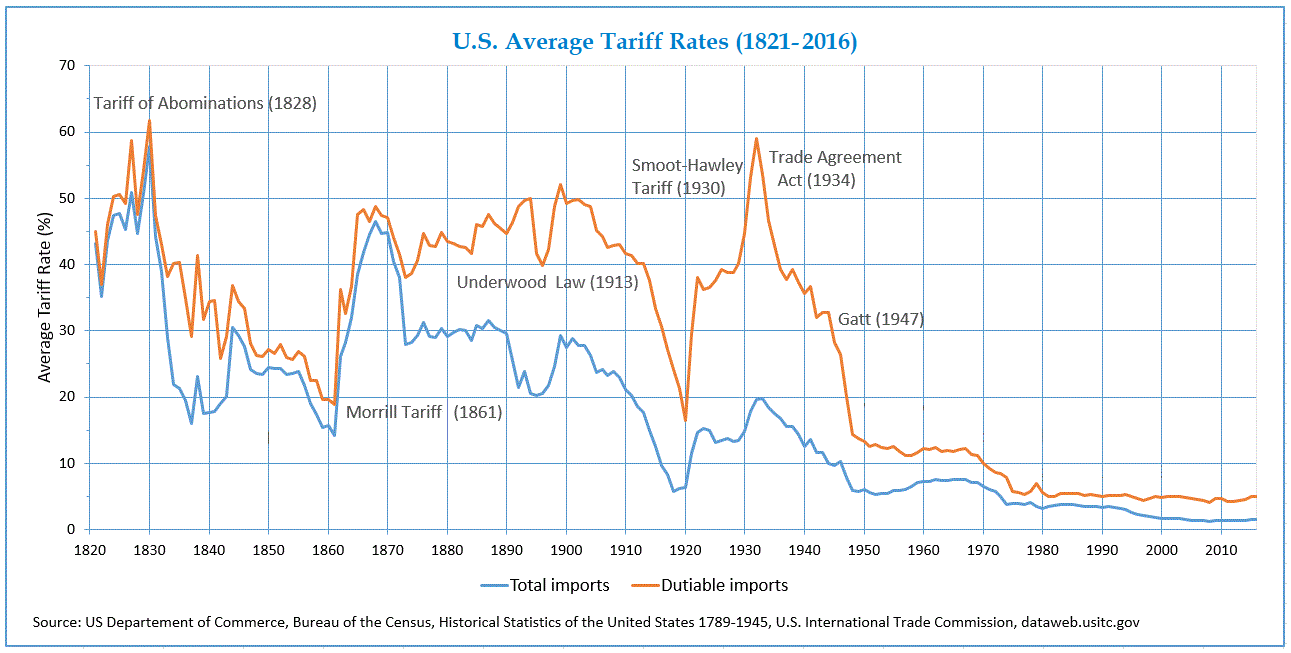
Mức thuế quan trung bình tại Mỹ (1821–2016)

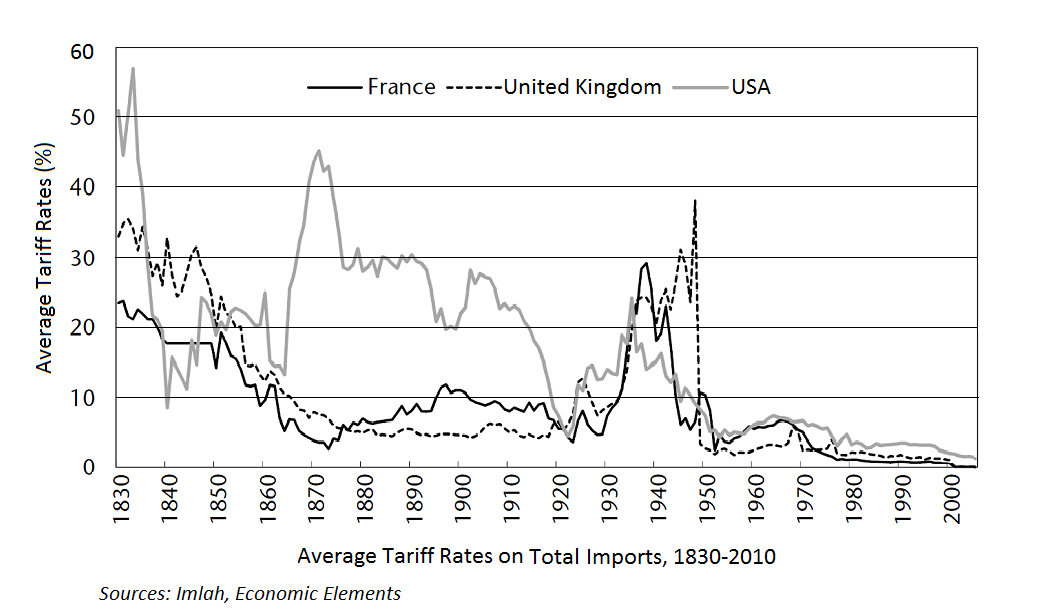
Mức thuế tại Pháp, Anh, Mỹ

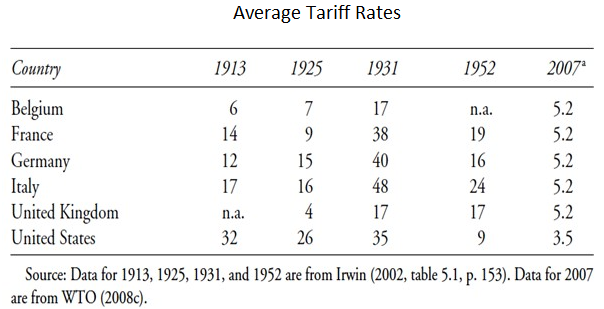
Mức thuế trung bình tại một số quốc gia (1913-2007)

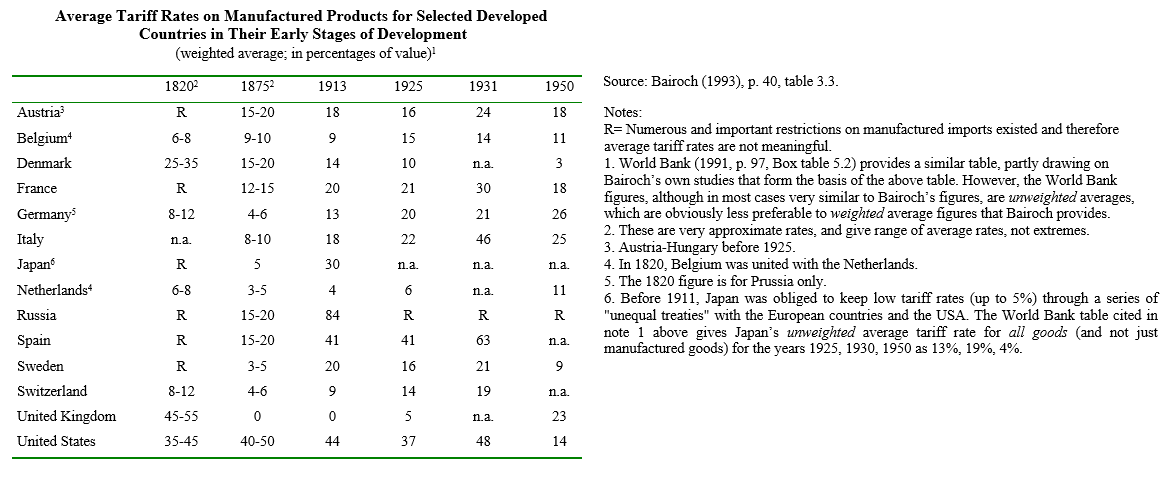
Mức thuế trung bình đánh trên các sản phẩm công nghiệp

### Cán cân thương mại

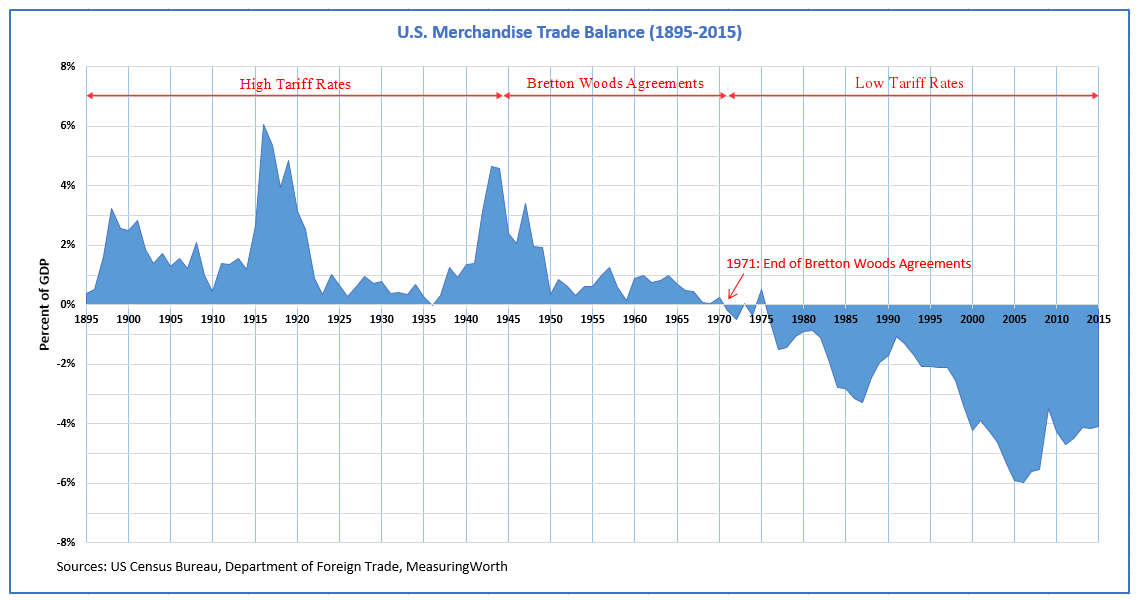
Cán cân thương mại và chính sách thương mại Hoa Kỳ (1895–2015)

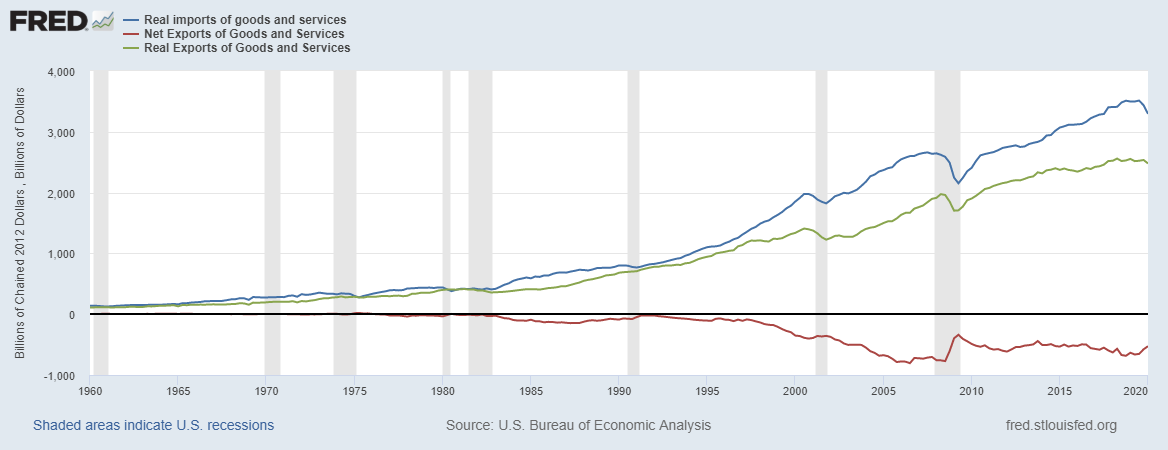
Nhập khẩu và Xuất khẩu

Cán cân thương mại Mỹ từ 1960

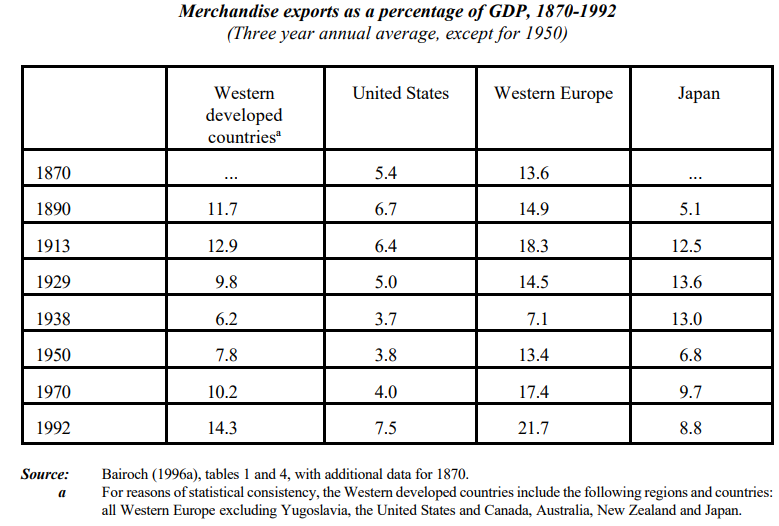
Tỷ trọng xuất khẩu trên GDP tại các khu vực (1870–1992)

### Lạm phát

Tỷ lệ lạm phát tại Mỹ qua các thời kỳ, 1666–2019

### Thuế liên bang

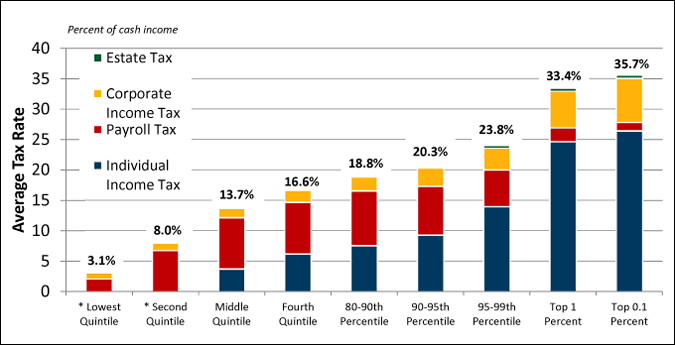
Mức thuế tính trên thu nhập tại Mỹ. Nguồn: Tax Policy Center.

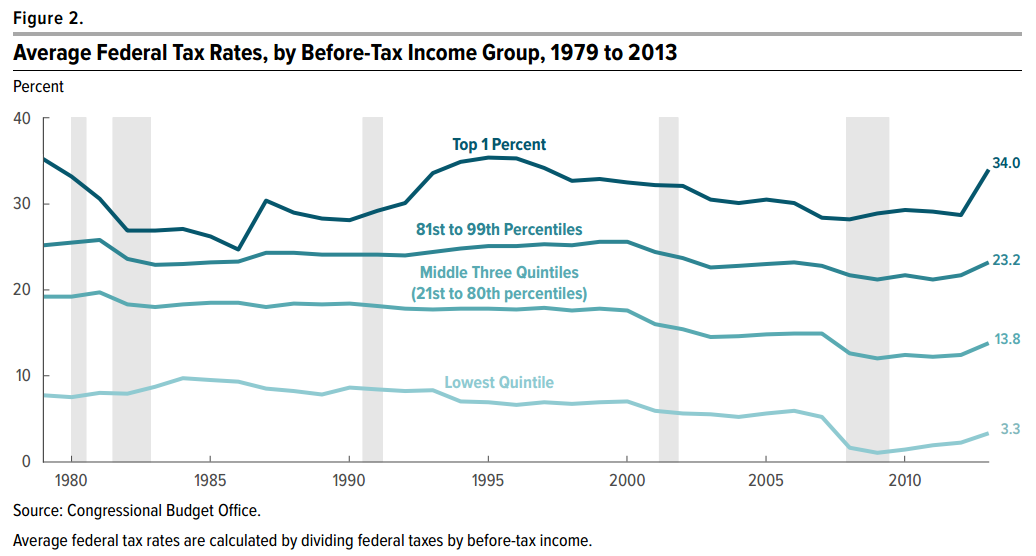
Mức thuế liên bang tương ứng với các mức thu nhập tại Mỹ

### Chi tiêu chính phủ

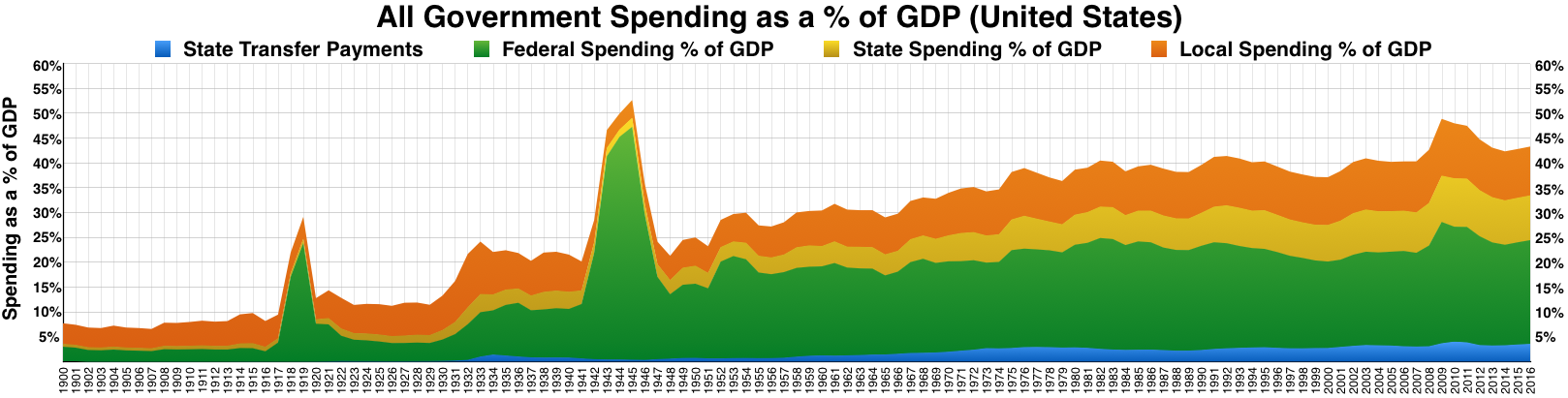
Mức chi tiêu của chính phủ liên bang, bang và địa phương theo phần trăm GDP qua các năm.

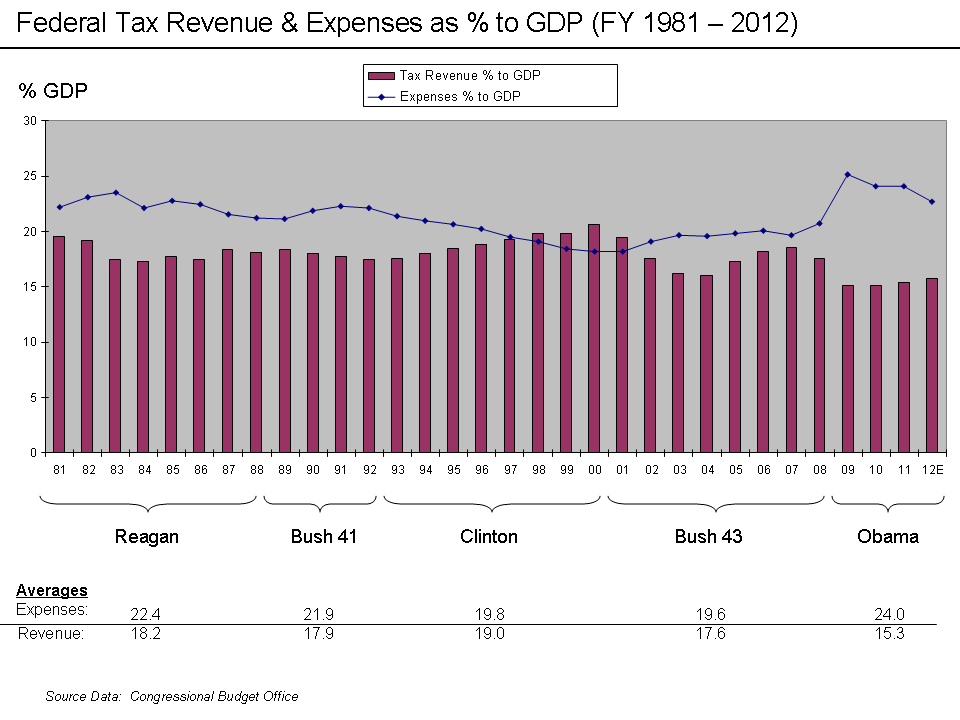
Thu và chi ngân sách liên bang qua các năm (theo % GDP)

### Nợ công

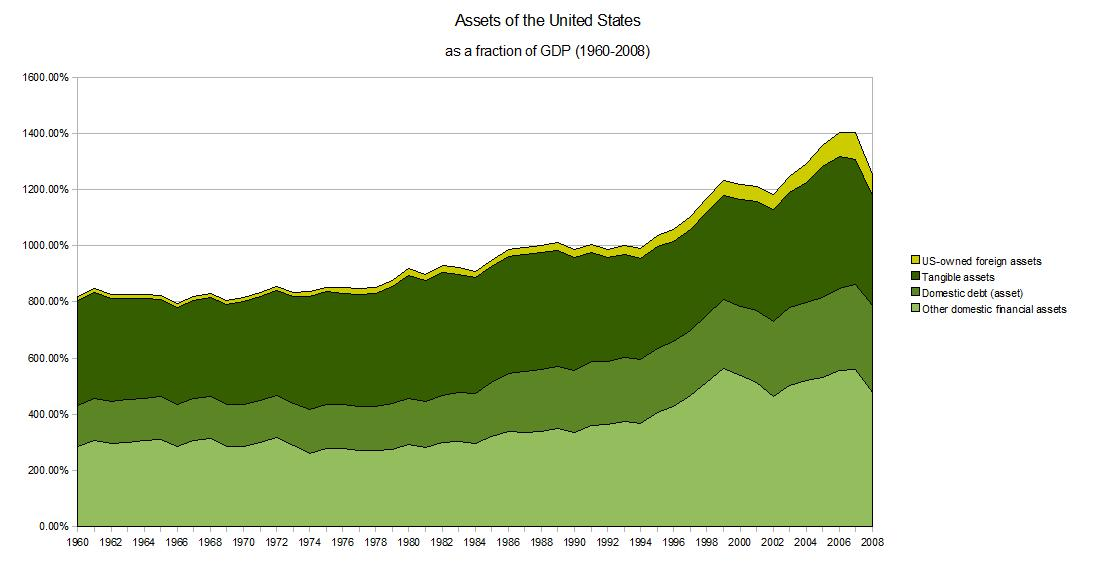
Tài sản (Assets) của Hoa Kỳ tính theo GDP từ 1960-2008

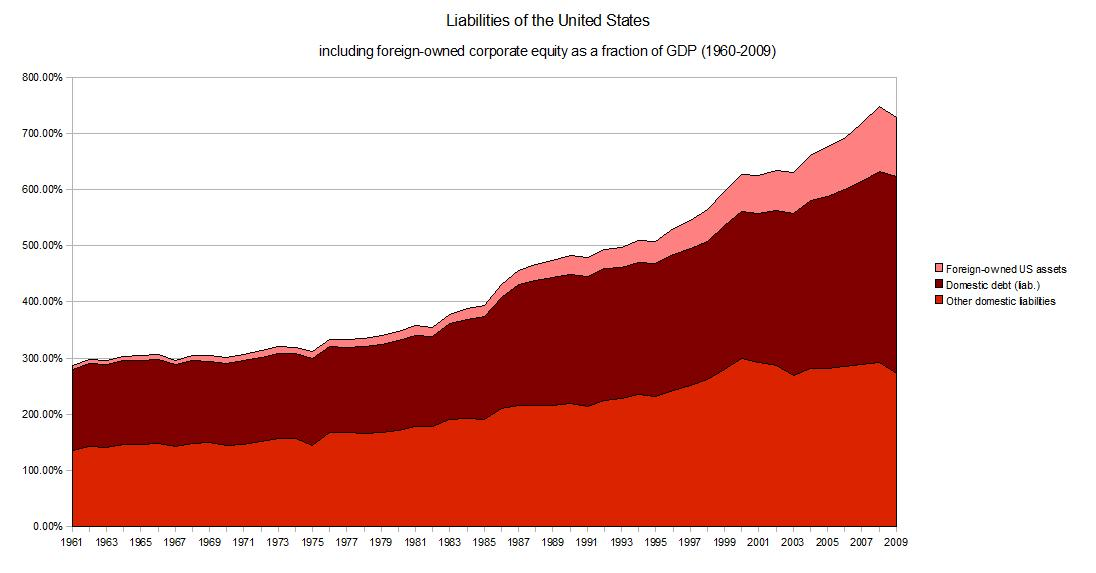
Nghĩa vụ nợ (Liabilities) của Hoa Kỳ tính theo GDP, từ 1960-2009

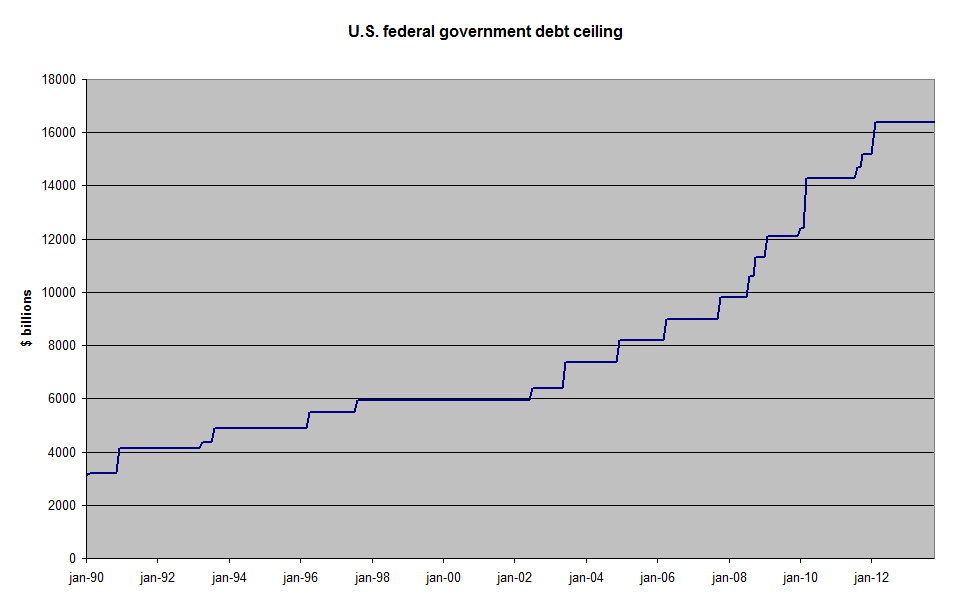
Biểu đồ minh hoạ việc tăng trần nợ công của chính phủ liên bang Mỹ từ 1990-2012.

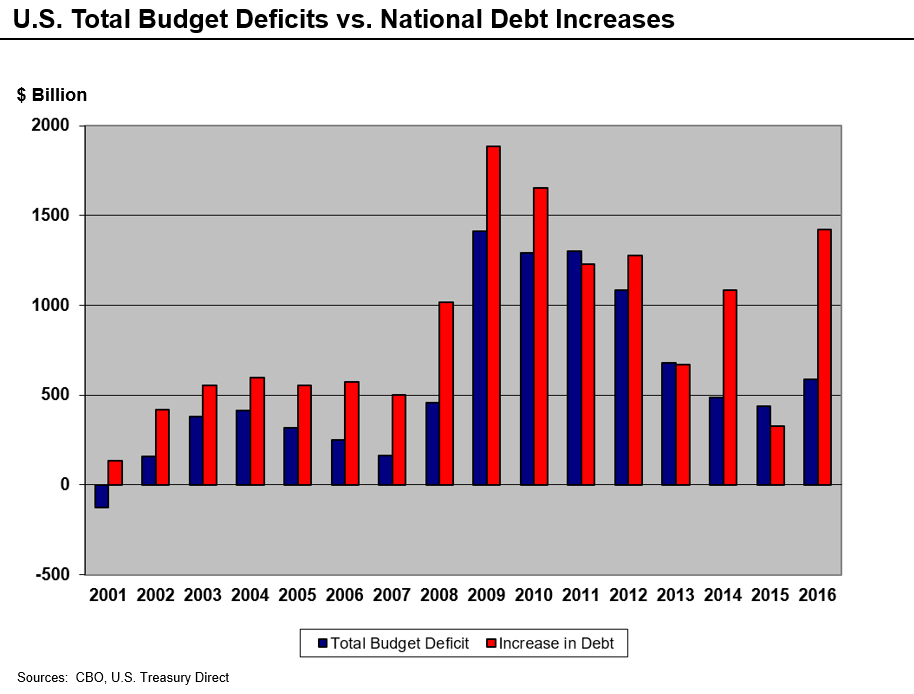
Thâm hụt và nợ quốc gia tăng từ 2001–2016.

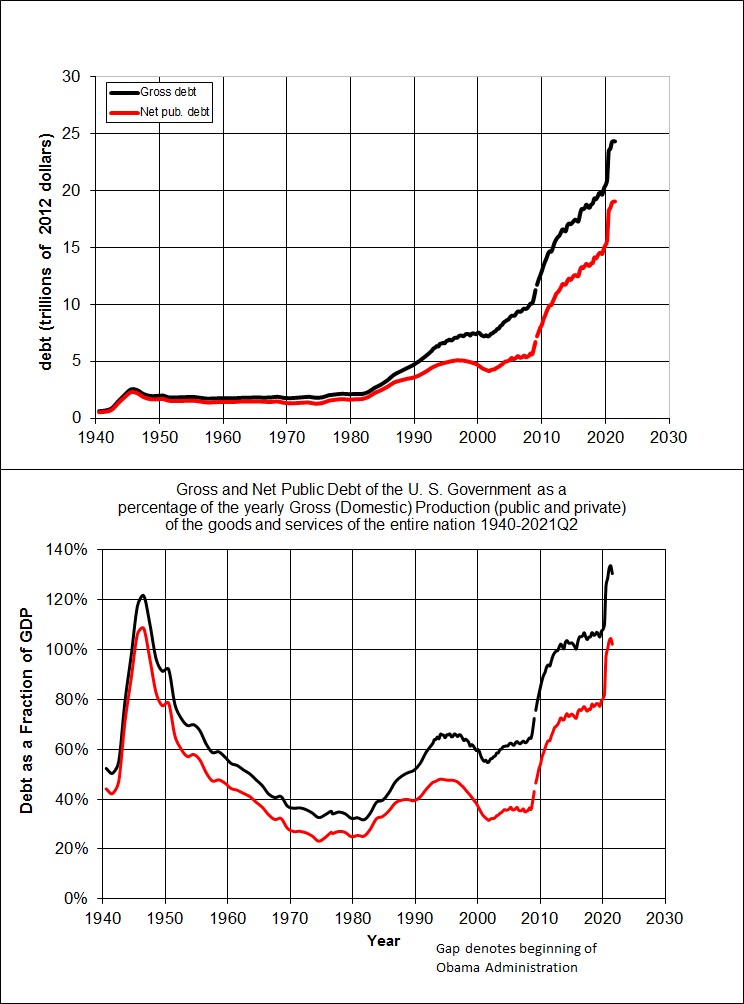
Nợ công ròng và tổng nợ tại Mỹ

### Thâm hụt ngân sách

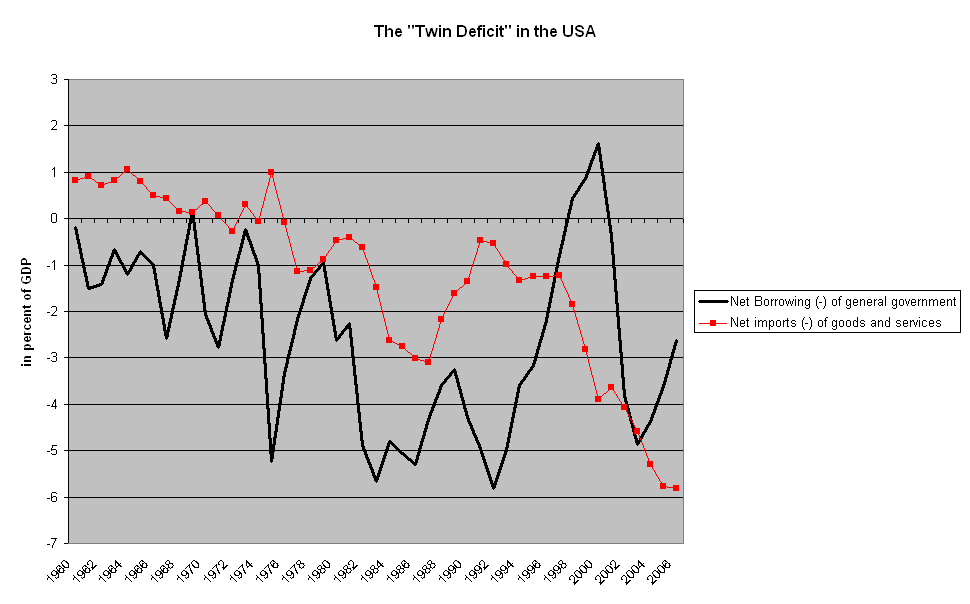
Thâm hụt đôi "Twin deficit" (1960–2006)